# Liste der Baudenkmäler in Kronach
Auf dieser Seite sind die Baudenkmäler in der oberfränkischen Stadt Kronach zusammengestellt. Diese Tabelle ist eine Teilliste der Liste der Baudenkmäler in Bayern. Grundlage ist die Bayerische Denkmalliste, die auf Basis des Bayerischen Denkmalschutzgesetzes vom 1. Oktober 1973 erstmals erstellt wurde und seither durch das Bayerische Landesamt für Denkmalpflege geführt wird. Die folgenden Angaben ersetzen nicht die rechtsverbindliche Auskunft der Denkmalschutzbehörde.

## Ensembles

### Altstadt Kronach

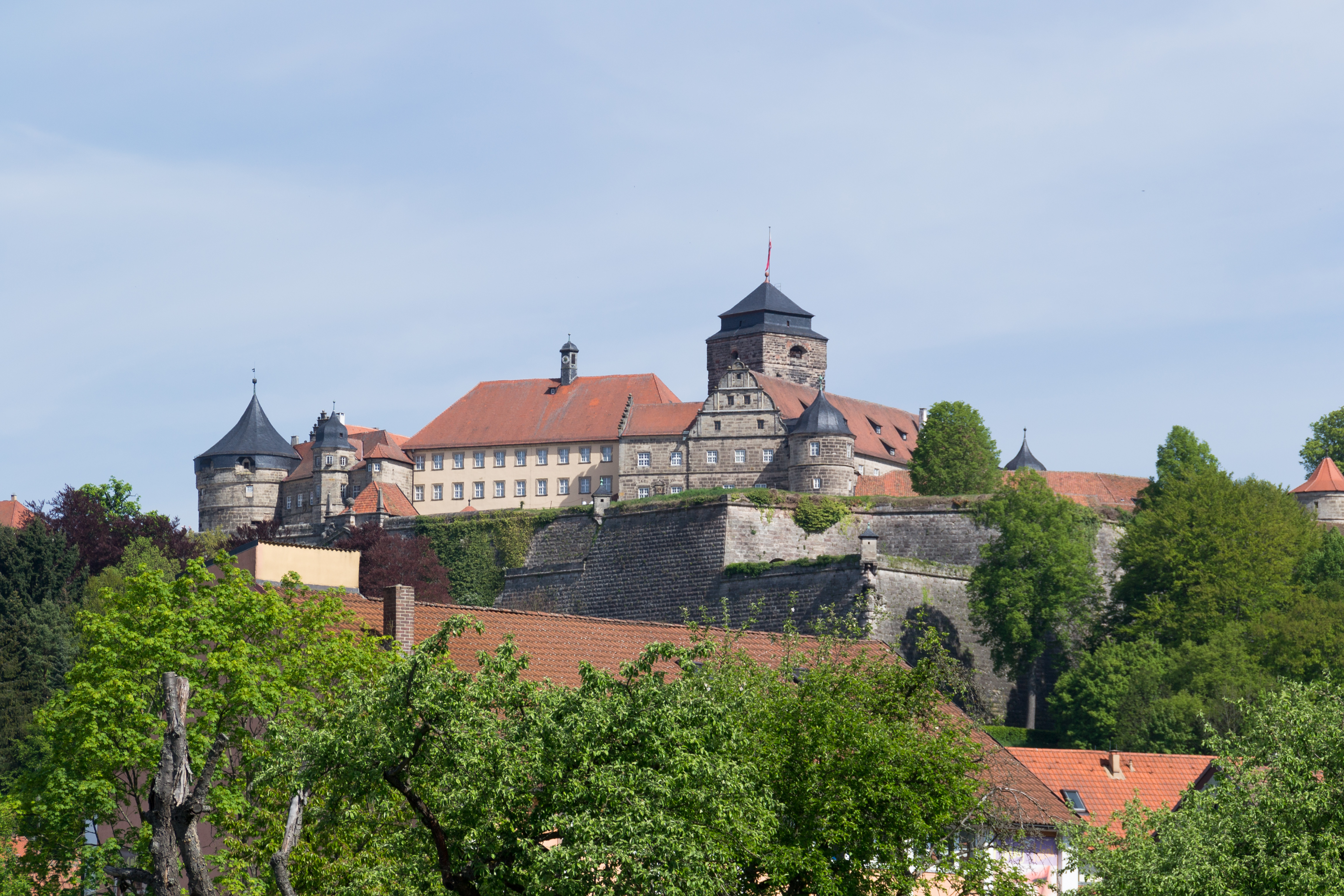
Festung Rosenberg

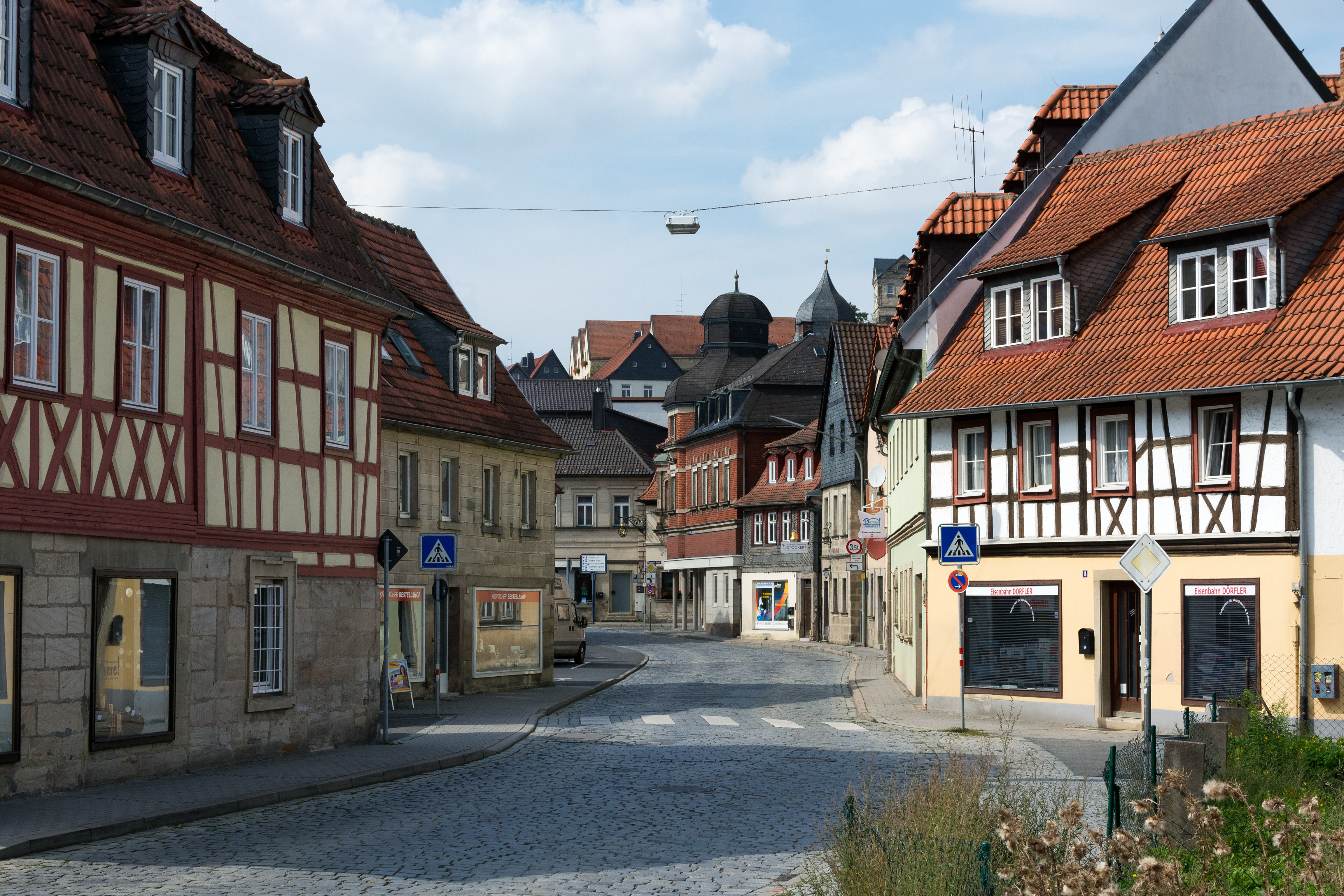
Andreas-Limmer-Straße

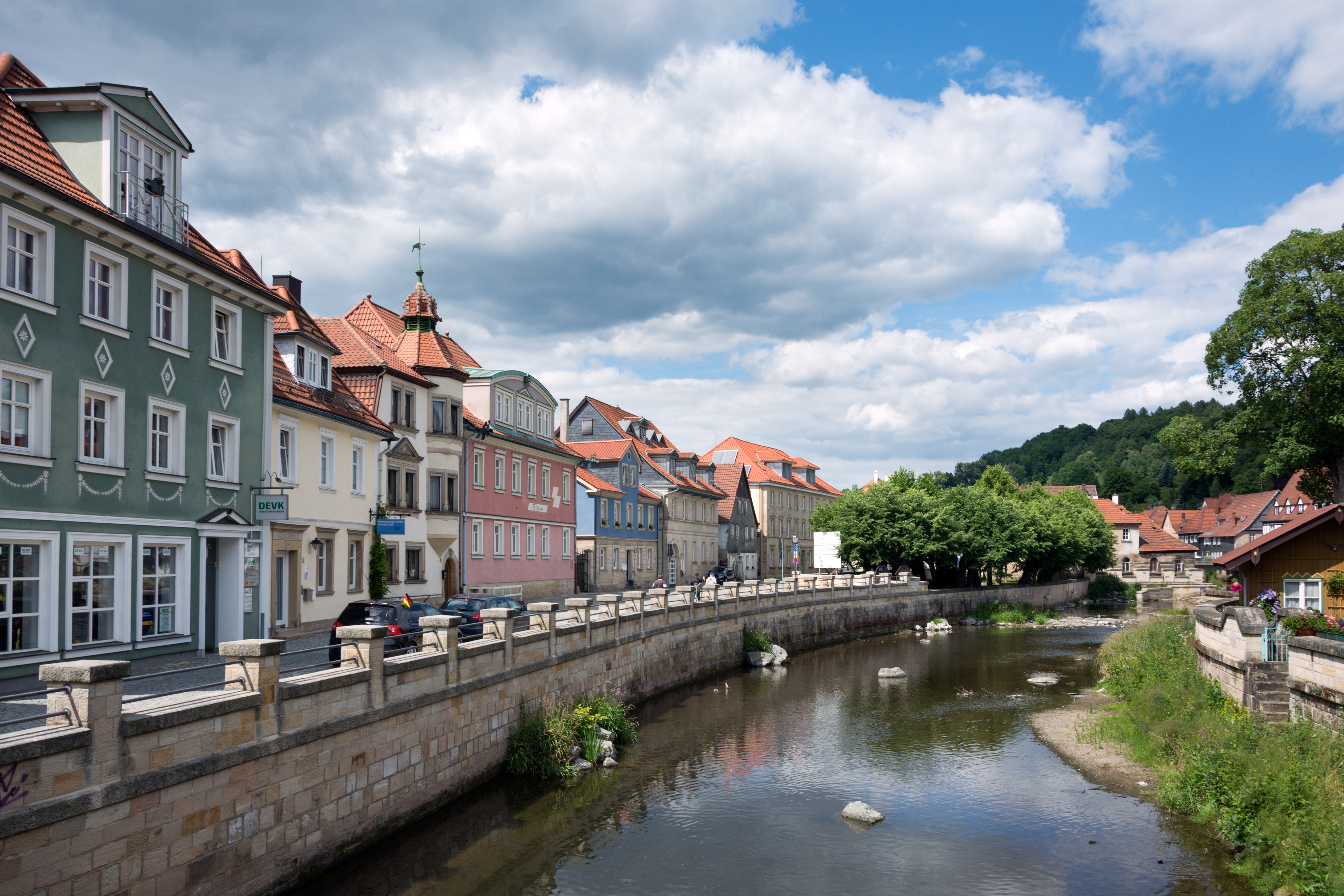
Adolf-Kolping-Straße

Das Ensemble umfasst die Altstadt Kronach mit der sogenannten Oberstadt und der Unteren Stadt in ihren historisch überlieferten Teilen sowie die nördlich davon, erhöht gelegene Festung Rosenberg. Die Stadt Kronach, an der alten Messeverbindung Leipzig–Nürnberg im Mündungszwickel von Haßlach und Kronach gelegen, weist eine dreistufige Gliederung auf. Den höchsten Bereich nimmt die im Kern aus dem 13. Jahrhundert stammende und über die Jahrhunderte zur beeindruckenden Burganlage ausgebaute Festung Rosenberg ein. Erstmals urkundlich erwähnt wurde sie im Jahr 1249. Als nördlicher Eckpfeiler des Hochstifts Bamberg beherrschte die Festung jahrhundertelang das Gebiet des 1122 zu Bamberg gekommenen „Praedium Crana“ und bot für die Bewohner des bereits 1003 erwähnten Kronach Schutz in allen großen Kriegen.
Südlich der Festung, etwas tiefer auf einem Bergsporn, liegt die mit Mauern, Türmen und Toren befestigte Oberstadt, der als Anlage der Meranier in ottonischer Zeit eine Landesburg vorausging. Ihr dreieckiger Grundriss ist den topografischen Verhältnissen angepasst. Zwei Parallelstraßen führen von dem kleinen, im Grundriss ebenfalls dreieckigen Kirchplatz (Melchior-Otto-Platz) auf leicht ansteigendem Gelände zum Marktplatz. Ummauerung und Graben sind für die Oberstadt bereits 1323/33 nachgewiesen. Kriegerische Ereignisse, wie beispielsweise die Hussiteneinfälle im 15. Jahrhundert oder der Dreißigjährige Krieg mit den Belagerungen durch die Schweden führten zu wesentlichen Verstärkungen dieser Verteidigungsanlagen. Auch heute noch bestimmen von den ehemals zahlreichen Türmen der Stadtmauer einige die Silhouette der Oberstadt. Von den drei großen Toranlagen hingegen blieb nur das sogenannte Bamberger Tor erhalten. Die bürgerliche Bebauung der Oberstadt ist im Kern spätmittelalterlich und besteht überwiegend aus trauf- und giebelständigen, zwei- bis dreigeschossigen Fachwerkbauten des 16. bis 18. Jahrhunderts mit massiven, oft älteren Erdgeschossen aus Sandsteinquadermauerwerk. Die im Wesentlichen gotische katholische Stadtpfarrkirche St. Johannes Baptista wurde zwischen dem 14. und dem 17. Jahrhundert errichtet. Ergänzende Bauten des 19. Jahrhunderts, beispielsweise die Schulbauten am Melchior-Otto-Platz oder in der oberen Amtsgerichtsstraße und am Marktplatz fügen sich harmonisch im Sinne einer romantischen Stadtbildvorstellung in das Bild der älteren Häuser ein. Der größte Verlust an historischer Bausubstanz im sonst sehr geschlossen überlieferten Stadtgefüge der Oberstadt trat durch den Neubau des Rathauses (1972–1975) anstelle von Bürgerhäusern ein.
Der imposante Bau des 1798 bis 1802 errichteten ehemaligen fürstbischöflichen Kastenbodens, heute Justizvollzugsanstalt, zwischen Oberstadt und Festung gelegen, bildet das Bindeglied dieser beiden Ensembleteile.
Der Oberstadt ordnet sich die Untere Stadt, bestehend aus drei alten, heute zusammengewachsenen Vorstädten, unter. Die unregelmäßige Grundrissstruktur mit ihren zum Teil verwinkelten Gassen- und Straßenzügen verweist auf die weitgehend unregulierte Bebauung.
Die östliche Vorstadt, an der Kronach gelegen, hat ihren Ursprung in einer thüringischen Ansiedlung, deren Zerstörung mit der Landesburg „urbs crana“ 1003 nachgewiesen ist. Der schon Ende des elften Jahrhunderts erwähnte Fronhof, wohl wirtschaftlicher Mittelpunkt dieser Siedlung ist noch heute in Gestalt der barocken Scheunenreihe am Kaulanger lebendig. Meist zweigeschossige giebelständige Fachwerkbauten des 17./18. Jahrhunderts haben sich vorwiegend in der zur Kronach führenden Andreas-Limmer-Straße erhalten. Zur Oberstadt hin hat die „Altstadt“ eine Erweiterung in der zweiten Hälfte des 19. Jahrhunderts meist in Gestalt von Sandsteinquaderbauten erfahren.
Die südliche Vorstadt, zwischen der an der Kronach gelegenen Spitalkirche St. Anna (15. Jahrhundert) und der Haßlach wird besonders eindrucksvoll am Marienplatz von der katholischen Stadtpfarrkirche St. Johannes Baptista beherrscht, die im Südteil der Oberstadt mit ihrem Westbau hart an der hoch aufragenden Stadtmauer steht, sowie dem barocken Pfarrhof und dem Pfarrturm des 16. Jahrhunderts. Entlang der Schwedenstraße, parallel zur westlichen Oberstadtummauerung hat sich eine einheitliche giebelständige Bebauung, meist in Fachwerk, aus dem 16./17. Jahrhundert erhalten, während am Marienplatz Sandsteinbauten des 18. und 19. Jahrhunderts vorherrschen.
Die dritte Vorstadt, hauptsächlich am westlichen Ufer der Haßlach gelegen, zeigt entlang der Adolf-Kolping-Straße, der Klosterstraße und im Krahenberg eine weitgehend einheitliche Bebauung des 17./18. Jahrhunderts meist in Gestalt von giebelständigen zwei- bis dreigeschossigen Fachwerkbauten mit massiven, im Kern oft älteren Untergeschossen und verschieferten oder verputzten Obergeschossen.
In der Unteren Stadt erfuhr das Ensemble im Bereich des Hussitenplatzes durch den Neubau eines Kaufhauses sowie die unmaßstäblichen Großbauten an der Güterstraße bereits empfindliche Störungen. Zusätzlich wurde die bauliche Substanz durch Überformungen und in der Kubatur angepasste Neubauten in der zweiten Hälfte des 20. Jahrhunderts bereits reduziert und das Stadtbild durch Nachverdichtung verändert. Die beiden ehemals durch die Untere Stadt fließenden Mühlkanäle, gespeist von Kronach und Haßlach, sind ebenfalls nicht mehr überliefert und lassen sich nur mehr an den Flurstücken nachvollziehen. (Aktennummer E-4-76-145-1)

## Baudenkmäler nach Gemeindeteilen

### Kronach
| Lage                                                                       | Objekt                                                                                         | Beschreibung | Akten-Nr.                         | Bild                                                     |
| -------------------------------------------------------------------------- | ---------------------------------------------------------------------------------------------- | --- | --------------------------------- | -------------------------------------------------------- |
| Die Altstadt umschließend (Standort)                                       | Stadtmauer, Bestandteil der ehemaligen Stadtbefestigung                                        | Teilweise mit Zwingermauer, Sandsteinquaderwerk, im Kern wohl um 1300, Veränderungen und Erneuerungen des 16., 17. und 18. Jahrhunderts | D-4-76-145-1 Wikidata             | weitere Bilder                                           |
| Adolf-Kolping-Straße 6 (Standort)                                          | Wohnhaus                                                                                       | Zweigeschossiger Mansardwalmdachbau mit Sandsteinerdgeschoss und Fachwerkobergeschoss, im Kern 18. Jahrhundert, Ausbau erste Hälfte 19. Jahrhundert | D-4-76-145-11 Wikidata            | weitere Bilder                                           |
| Adolf-Kolping-Straße 8 (Standort)                                          | Wohnhaus                                                                                       | Zweigeschossiger Walmdachbau mit Sandsteinerdgeschoss und verputztem Fachwerkobergeschoss, 18. Jahrhundert | D-4-76-145-12 Wikidata            | weitere Bilder                                           |
| Adolf-Kolping-Straße 12 (Standort)                                         | Wohnhaus                                                                                       | Zweigeschossiger, traufständiger Satteldachbau, im Kern Fachwerkbau von 1731, Sandsteinverblendung zweites Viertel 19. Jahrhundert | D-4-76-145-13 Wikidata            | weitere Bilder                                           |
| Adolf-Kolping-Straße 13 (Standort)                                         | Wohnhaus                                                                                       | Zweigeschossiger, giebelständiger Fachwerkbau mit Satteldach, Obergeschoss und Giebel verschiefert, Kern 17. Jahrhundert, Erdgeschossausbau um 1800 | D-4-76-145-14 Wikidata            | weitere Bilder                                           |
| Adolf-Kolping-Straße 14 (Standort)                                         | Wohnhaus                                                                                       | Dreigeschossiger Sandsteinquaderbau mit Fensterbankgesims und Walmdach, zweite Hälfte 19. Jahrhundert Das Gebäude wurde ursprünglich mit nur zwei Stockwerken errichtet und um 1930 um ein drittes Stockwerk erhöht.:50 Während des Ersten Weltkriegs war in dem Gebäude ein Lazarett für verwundete Soldaten untergebracht. | D-4-76-145-15 Wikidata            | weitere Bilder                                           |
| Adolf-Kolping-Straße 16/17 (Standort)                                      | Ehemalige Brauerei zum Goldenen Hirschen                                                       | Zweigeschossiger, verputzter Walmdachbau, Erdgeschoss Sandsteinquader und Hofeinfahrt (Nr. 16), um 1820/1830 | D-4-76-145-16 Wikidata            | weitere Bilder                                           |
| Adolf-Kolping-Straße 18 (Standort)                                         | Ehemaliger Gasthof zum Goldenen Hirschen                                                       | Zweigeschossiger Mansardwalmdachbau in Ecklage zu drei Flügeln, Fachwerkobergeschoss, 17. Jahrhundert, Veränderungen des 18. Jahrhunderts Korbbogige Hofeinfahrt, bezeichnet „1837“ | D-4-76-145-17 Wikidata            | weitere Bilder                                           |
| Alte Bamberger Straße 2 (Standort)                                         | Ehemaliges Gasthaus zum Goldenen Anker                                                         | Zweigeschossiger, traufständiger Satteldachbau mit Fachwerkobergeschoss, 17. Jahrhundert, im Hof polygonaler Eckturm mit Glockenhaube, Umbauten 19. Jahrhundert | D-4-76-145-18 Wikidata            | weitere Bilder                                           |
| Alte Bamberger Straße 5, im Garten (Standort)                              | Fünfwundenkreuz                                                                                | Holz, Mitte 19. Jahrhundert Das abgefaste Holzkreuz ruht auf einem Betonsockel. Die Tafeln mit den fünf Wunden Christi sind blau bemalt und schließen mit geflammten Glorien, der Kreuzkopf trägt anstelle einer Inschrift das Schweißtuch der Veronika. Geschützt wird das Kreuz von einem geschweift endenden Blechdach mit verzierter Stirnseite, dessen Innenseite ebenfalls blau bemalt ist.:42–43 | D-4-76-145-19 Wikidata            | Fünfwundenkreuz                                          |
| Alte Ludwigsstädter Straße 1 (Standort)                                    | Wohnhaus                                                                                       | Zweigeschossiger Walmdachbau, Risalit mit Ziergiebel und Eckturm mit Glockenhaube, historisierender Jugendstil, bezeichnet „1909“ | D-4-76-145-417 Wikidata           | Wohnhaus                                                 |
| Alte Ludwigsstädter Straße 2 (Standort)                                    | Wohnhaus                                                                                       | Zweigeschossiger Satteldachbau mit übergiebeltem Risalit und Fachwerklaube, Erker auf Nordseite mit Zwiebelhaube, reduzierter Jugendstil, bezeichnet „1908“ | D-4-76-145-418 Wikidata           | Wohnhaus                                                 |
| Alte Ludwigsstädter Straße 3 (Standort)                                    | Wohnhaus                                                                                       | Zweigeschossiger Ziegelbau mit Sandsteingliederung und Walmdach, Risalite mit Ziergiebeln, Fachwerklauben, Historismus in der Art der deutschen Renaissance, bezeichnet „1909“ | D-4-76-145-419 Wikidata           | Wohnhaus                                                 |
| Alte Ludwigsstädter Straße 4 (Standort)                                    | Wohnhaus                                                                                       | Zweigeschossig, mit Walmdach, Risalite mit Ziergiebeln, polygonaler Eckturm, Historismus mit frühbarocken Formen, bezeichnet „1903“ | D-4-76-145-420 Wikidata           | Wohnhaus                                                 |
| Alte Ludwigsstädter Straße 4, im Vorgarten (Standort)                      | Bildstock                                                                                      | Sandstein, Pfeiler mit abgefasten Ecken und Aufsatz mit Bildnische und Giebelbedachung, 15./16. Jahrhundert | D-4-76-145-20 Wikidata            | Bildstock                                                |
| Nähe Alte Ludwigsstädter Straße 5 (Standort)                               | Bildstock                                                                                      | Sandstein, Pfeiler und vierseitiger Aufsatz mit Bildreliefs und Bogengiebeln, 1775 | D-4-76-145-21 Wikidata            | weitere Bilder                                           |
| Am Pförtchen 1 (Standort)                                                  | Wohnhaus                                                                                       | Dreigeschossiger, traufständiger Satteldachbau mit Fachwerkobergeschoss, 17./18. Jahrhundert | D-4-76-145-22 Wikidata            | weitere Bilder                                           |
| Am Pförtchen 5 (Standort)                                                  | Neue Büttelei oder Fronfeste, Bestandteil der ehemaligen Stadtbefestigung                      | Vor die Zwingermauer gezogener Sandsteinquaderbau, 1722–1725, Anfang 19. Jahrhundert Ausbau zum Wohngebäude, Fachwerk und Walmdach | D-4-76-145-1 zugehörig Wikidata   | weitere Bilder                                           |
| Am Pförtchen 5, in der Westwand des Gebäudes (Standort)                    | Statue Johannes Nepomuk                                                                        | Sandstein, 1739 | D-4-76-145-122 Wikidata           | weitere Bilder                                           |
| Am Pförtchen 5, am Treppenaufgang zur Judengasse (Standort)                | Bildstockaufsatz                                                                               | Sandstein, mit Kreuzigungsrelief, 1617 | D-4-76-145-23 Wikidata            | weitere Bilder                                           |
| Amtsgerichtsstraße 1 (Standort)                                            | Wohn- und Geschäftshaus                                                                        | Dreigeschossiges Eckgebäude mit Satteldach, zwei Fachwerkobergeschosse, 1746, Giebel verschiefert | D-4-76-145-24 Wikidata            | weitere Bilder                                           |
| Amtsgerichtsstraße 2 (Standort)                                            | Wohnhaus                                                                                       | Dreigeschossiger, giebelständiger Satteldachbau mit Sandsteingliederung, verputzt, Giebel verschiefert, um 1719 | D-4-76-145-25 Wikidata            | weitere Bilder                                           |
| Amtsgerichtsstraße 3 (Standort)                                            | Stadtapotheke, ehemalige Untere Apotheke                                                       | Dreigeschossiger Sandsteinquaderbau mit Walmdach, 1846 | D-4-76-145-26 Wikidata            | weitere Bilder                                           |
| Amtsgerichtsstraße 3 (Standort)                                            | Stadtapotheke, Rückgebäude                                                                     | Zweigeschossiger Fachwerkbau mit Satteldach, Obergeschoss und Giebel zum Teil verschiefert, 16./17. Jahrhundert | D-4-76-145-26 zugehörig Wikidata  | weitere Bilder                                           |
| Amtsgerichtsstraße 4 (Standort)                                            | Wohn- und Geschäftshaus                                                                        | Zweigeschossiger, traufständiger Satteldachbau, verputzt, spätmittelalterlich | D-4-76-145-27 Wikidata            | Wohn- und Geschäftshaus                                  |
| Amtsgerichtsstraße 5 (Standort)                                            | Wohnhaus                                                                                       | Dreigeschossiger Sandsteinquaderbau mit Walmdach, Mitte 19. Jahrhundert Geburtshaus von Josef Stangl | D-4-76-145-28 Wikidata            | weitere Bilder                                           |
| Amtsgerichtsstraße 6 (Standort)                                            | Wohn- und Geschäftshaus                                                                        | Zweigeschossiger, giebelständiger Halbwalmdachbau, Fachwerkobergeschoss und -giebel, 18./19. Jahrhundert | D-4-76-145-29 Wikidata            | weitere Bilder                                           |
| Amtsgerichtsstraße 7 (Standort)                                            | Wohn- und Geschäftshaus, ehemaliges Gasthaus zum weißen Lamm                                   | Dreigeschossiger Walmdachbau mit verputzten Fachwerkobergeschossen, um 1790, Erdgeschoss mit segmentbogiger Toreinfahrt und Ladeneinbau, sowie Rückgebäude 1814 | D-4-76-145-30 Wikidata            | weitere Bilder                                           |
| Amtsgerichtsstraße 9 (Standort)                                            | Wohn- und Geschäftshaus                                                                        | Dreigeschossiger, traufständiger Satteldachbau, verputzt, Mitte 19. Jahrhundert | D-4-76-145-32 Wikidata            | weitere Bilder                                           |
| Amtsgerichtsstraße 11 (Standort)                                           | Wohn- und Geschäftshaus                                                                        | Dreigeschossiger Betonskelettbau, Sandsteinfassade mit Ziergiebel und polygonalem Erker, 1913 von der Firma Schiffauer (Kronach) | D-4-76-145-407 Wikidata           | weitere Bilder                                           |
| Amtsgerichtsstraße 13 (Standort)                                           | Finanzamt Kronach, ehemaliger fürstbischöflicher neuer Kastenhof                               | Drei-, ehemals zweigeschossiger Walmdachbau mit Sandsteingliederungen, verputzt, 1719–1721 wohl nach Plänen von Johann Dientzenhofer | D-4-76-145-34 Wikidata            | weitere Bilder                                           |
| Amtsgerichtsstraße 14/16 (Standort)                                        | Wohn- und Geschäftshaus                                                                        | Aus ehemals drei Gebäuden bestehende Baugruppe, dreigeschossiges Traufseithaus mit massivem Erdgeschoss und Freitreppe, zwei Fachwerkobergeschossen und Mansardwalmdach, 1718 (dendrochronologisch datiert) und 1760 (dendro. dat.), 1790/1791 unter einem Dach zusammengefasst, im Kern älter, sowie dreigeschossiges Eckhaus mit massivem Erdgeschoss, zwei Fachwerkobergeschossen und Mansardwalmdach, 1765 (dendro. dat.) | D-4-76-145-37 Wikidata            | weitere Bilder                                           |
| Amtsgerichtsstraße 15 (Standort)                                           | Amtsgericht Kronach                                                                            | Dreigeschossiger, dreiflügeliger Sandsteinquaderbau mit Satteldach (Amtsgerichtsstraße) und Walmdach (Schwedenstraße), 1857 | D-4-76-145-36 Wikidata            | weitere Bilder                                           |
| Amtsgerichtsstraße 17 (Standort)                                           | Wohnhaus                                                                                       | Drei-, ehemals zweigeschossiger, traufständiger Satteldachbau mit zwei Fachwerkobergeschossen, im Erdgeschoss großes Rundbogenportal und profilierte Türrahmungen aus Sandstein, um 1700 | D-4-76-145-38 Wikidata            | weitere Bilder                                           |
| Amtsgerichtsstraße 18 (Standort)                                           | Wohn- und Geschäftshaus                                                                        | Dreigeschossiges, ehemals zweigeschossiges Eckgebäude mit polygonalem Eckerker aus Fachwerk und Halbwalmdach, verputzt, 1819 | D-4-76-145-39 Wikidata            | weitere Bilder                                           |
| Amtsgerichtsstraße 19 (Standort)                                           | Wohnhaus                                                                                       | Dreigeschossiger, traufständiger Satteldachbau aus Sandsteinquadern, 1839 | D-4-76-145-40 Wikidata            | weitere Bilder                                           |
| Amtsgerichtsstraße 20 (Standort)                                           | Wohnhaus                                                                                       | Dreigeschossiger Mansardwalmdachbau, Erdgeschoss Sandstein, Obergeschosse verputzt, bezeichnet „1790“ | D-4-76-145-41 Wikidata            | weitere Bilder                                           |
| Amtsgerichtsstraße 21 (Standort)                                           | Ehemaliges Pfaffs- oder Kommandantenhaus (Floßherrenhaus), heute Hotel und Brauerei-Gaststätte | Dreigeschossiges Eckgebäude mit Satteldach, Erdgeschoss spätmittelalterlich, erstes Obergeschoss um 1600, zweites Obergeschoss mit polygonalem Eckerker 1679, hier und Giebel Zierfachwerk, Inneres modern überformt | D-4-76-145-42 Wikidata            | weitere Bilder                                           |
| Amtsgerichtsstraße 22 (Standort)                                           | Wohnhaus                                                                                       | Zweigeschossiger Walmdachbau mit gegliederter Sandsteinquaderfassade und Freitreppe, 1736 | D-4-76-145-43 Wikidata            | weitere Bilder                                           |
| Amtsgerichtsstraße 23 (Standort)                                           | Wohn- und Geschäftshaus, sogenanntes Herzogshaus                                               | Zweigeschossiges Eckgebäude mit Mansardwalmdach, verputzt, 1786, Erdgeschoss älter | D-4-76-145-44 Wikidata            | weitere Bilder                                           |
| Amtsgerichtsstraße 25 (Standort)                                           | Wohnhaus, sogenannte alte Synagoge                                                             | Dreigeschossiger, giebelständiger Satteldachbau, verputzt, Giebel verschiefert, Untergeschosse wohl spätmittelalterlich, zweites Obergeschoss um 1711 | D-4-76-145-45 Wikidata            | weitere Bilder                                           |
| Amtsgerichtsstraße 33 (Standort)                                           | Gasthaus Klosterkeller                                                                         | Zweigeschossiger, verputzter Walmdachbau mit profilierten Sandsteinöffnungen, 18./19. Jahrhundert | D-4-76-145-46 Wikidata            | weitere Bilder                                           |
| Amtsgerichtsstraße 35 (Standort)                                           | Wohnhaus                                                                                       | Dreigeschossiger Mansardwalmdachbau mit reicher Sandsteingliederung, Obergeschosse mit Sichtziegelmauerwerk und Mittelbalkonen, Neurenaissance, bezeichnet „1897“ | D-4-76-145-408 Wikidata           | weitere Bilder                                           |
| Andreas-Limmer-Straße 1 (Standort)                                         | Wohn- und Geschäftshaus                                                                        | Zweigeschossiger Mansardwalmdachbau, verputzt, spätes 18. Jahrhundert | D-4-76-145-47 Wikidata            | weitere Bilder                                           |
| Andreas-Limmer-Straße 2 (Standort)                                         | Wohn- und Geschäftshaus                                                                        | Zweigeschossiger, giebelständiger Satteldachbau in Ecklage, verputzt, Kern 17./18. Jahrhundert, Erdgeschoss verändert | D-4-76-145-48 Wikidata            | weitere Bilder                                           |
| Andreas-Limmer-Straße 3 (Standort)                                         | Wohnhaus                                                                                       | Ehemals zweigeschossiger, giebelständiger Satteldachbau mit hohem Kniestock, Erdgeschoss und Obergeschoss Sandstein, Giebel verschiefert, bezeichnet „1798“ | D-4-76-145-49 Wikidata            | weitere Bilder                                           |
| Andreas-Limmer-Straße 4 (Standort)                                         | Wohn- und Geschäftshaus                                                                        | Zweigeschossiger, traufständiger Satteldachbau mit Sandsteinfassade, Kern wohl 17. Jahrhundert, Obergeschoss um 1908 | D-4-76-145-50 Wikidata            | weitere Bilder                                           |
| Andreas-Limmer-Straße 5 (Standort)                                         | Wohn- und Geschäftshaus                                                                        | Zweigeschossiger, giebelständiger Satteldachbau mit Kniestock, verputzt, Sandsteinerdgeschoss 1828 | D-4-76-145-51 Wikidata            | weitere Bilder                                           |
| Andreas-Limmer-Straße 6 (Standort)                                         | Wohn- und Geschäftshaus                                                                        | Zweigeschossiger Mansardwalmdachbau, zweite Hälfte 18. Jahrhundert, Erdgeschoss verändert | D-4-76-145-52 Wikidata            | weitere Bilder                                           |
| Andreas-Limmer-Straße 7 (Standort)                                         | Wohnhaus                                                                                       | Zweigeschossiger Mansardwalmdachbau, verputzt, mit profilierten Sandsteinrahmungen im Erdgeschoss, wohl spätes 18. Jahrhundert | D-4-76-145-53 Wikidata            | weitere Bilder                                           |
| Andreas-Limmer-Straße 9 (Standort)                                         | Wohnhaus                                                                                       | Zweigeschossiger Traufseitbau mit hohem Satteldach, verputzt, Kern um 1600, moderner Dachausbau | D-4-76-145-54 Wikidata            | weitere Bilder                                           |
| Andreas-Limmer-Straße 11 (Standort)                                        | Wohn- und Geschäftshaus                                                                        | Zweigeschossiger, traufseitiger Satteldachbau mit Fachwerkobergeschoss, Erdgeschoss um 1700 (verändert), Fachwerk des 17. Jahrhunderts | D-4-76-145-55 Wikidata            | weitere Bilder                                           |
| Andreas-Limmer-Straße 14 (Standort)                                        | Wohn- und Geschäftshaus                                                                        | Zweigeschossiger, traufständiger Satteldachbau, Kern wohl 17. Jahrhundert, Ausbau mit Sandsteinfassade 1831 | D-4-76-145-56 Wikidata            | Wohn- und Geschäftshaus                                  |
| Andreas-Limmer-Straße 16 (Standort)                                        | Wohn- und Geschäftshaus, ehemaliges Färberhaus                                                 | Zweigeschossiger, zweiflügeliger Mansardwalmdachbau mit Fachwerkobergeschoss, Südflügel mit Holzlaubenbalkon und Satteldach wohl 1711 | D-4-76-145-57 Wikidata            | weitere Bilder                                           |
| Andreas-Limmer-Straße 17 (Standort)                                        | Obere Mühle oder Wasenmühle                                                                    | Zweigeschossiger, verputzter Walmdachbau, Kern 17./18. Jahrhundert, teilweise erneuert | D-4-76-145-58 Wikidata            | weitere Bilder                                           |
| Andreas-Limmer-Straße 23 (Standort)                                        | Wohnhaus                                                                                       | Zweigeschossiger Mansardwalmdachbau, verputzt, spätes 18. Jahrhundert | D-4-76-145-59 Wikidata            | weitere Bilder                                           |
| Bei Andreas-Limmer-Straße 25 (Standort)                                    | Statue Johannes Nepomuk                                                                        | Sandstein, 1713 | D-4-76-145-60 Wikidata            | weitere Bilder                                           |
| Andreas-Limmer-Straße 29 (Standort)                                        | Wohn- und Geschäftshaus                                                                        | Zweigeschossiger, giebelständiger Satteldachbau in Ecklage, Obergeschoss und Giebel in Fachwerk und verschiefert, wohl 1729 | D-4-76-145-61 Wikidata            | weitere Bilder                                           |
| Auf der Schütt 1 (Standort)                                                | Wohn- und Geschäftshaus                                                                        | Zweigeschossiger Walmdachbau in Ecklage mit Fachwerkobergeschoss und Sandsteinfassade, wohl 17./18. Jahrhundert | D-4-76-145-62 Wikidata            | weitere Bilder                                           |
| Auf der Schütt 2 (Standort)                                                | Wohn- und Geschäftshaus                                                                        | Zweigeschossiger, giebelständiger Halbwalmdachbau, Fachwerkobergeschoss und Giebel verschiefert, 15./16. Jahrhundert | D-4-76-145-63 Wikidata            | weitere Bilder                                           |
| Auf der Schütt 3 (Standort)                                                | Wohnhaus                                                                                       | Zweigeschossiger Sandsteinquaderbau in Ecklage mit Satteldach, 1857 | D-4-76-145-64 Wikidata            | weitere Bilder                                           |
| Bahnhofsplatz 1 (Standort)                                                 | Wohn- und Geschäftshaus                                                                        | Zweigeschossiger Mansardwalmdachbau in Ecklage, verputzt, Erdgeschoss mit kannelierten Pilastern, Freitreppe, zweite Hälfte 18. Jahrhundert | D-4-76-145-65 Wikidata            | Wohn- und Geschäftshaus                                  |
| Bahnhofsplatz 4 (Standort)                                                 | Postamt                                                                                        | Zweigeschossiger, zweiflügeliger Massivbau, verputzt, Standerker mit Zwiebelhaube über Haupteingang und Freitreppe, Satteldach an beiden Giebelenden mit Krüppelwalm, 1925 | D-4-76-145-66 Wikidata            | weitere Bilder                                           |
| Bahnhofsplatz 6 (Standort)                                                 | Empfangsgebäude des Bahnhofs                                                                   | Dreigeschossiger Sandsteinquaderbau mit Walmdach, Bahnsteigüberdachung (Bahnsteig 1) mit gusseisernen Säulen und Schneckenornamentstreben, 1861 | D-4-76-145-67 Wikidata            | weitere Bilder                                           |
| Bahnhofsplatz 12 (Standort)                                                | Wohnhaus mit Gaststätte                                                                        | Zweigeschossiger Mansardwalmdachbau, verputzt, erste Hälfte 19. Jahrhundert | D-4-76-145-69 Wikidata            | Wohnhaus mit Gaststätte                                  |
| Bahnhofsplatz 13 (Standort)                                                | Wohn- und Geschäftshaus                                                                        | Zweigeschossig, in der Art zweier gekuppelter Ziergiebelhäuser, Sandsteinquader und Backstein, historistisch, bezeichnet „1902“ | D-4-76-145-409 Wikidata           | Wohn- und Geschäftshaus                                  |
| Bahnhofstraße 2 (Standort)                                                 | Hotel Sonne                                                                                    | Zweigeschossiger, traufständiger Satteldachbau, verputzt, Giebel Fachwerk, nach 1709, um 1890 überformt | D-4-76-145-70 Wikidata            | weitere Bilder                                           |
| Bahnhofstraße 3 (Standort)                                                 | Wohn- und Geschäftshaus                                                                        | Zweigeschossiger, giebelständiger Satteldachbau in Ecklage, teilweise verschiefert, Fachwerkobergeschoss wohl 17. Jahrhundert | D-4-76-145-71 Wikidata            | weitere Bilder                                           |
| Bahnhofstraße 7 (Standort)                                                 | Wohn- und Geschäftshaus                                                                        | Zweigeschossiger Mansarddachbau, Obergeschoss und Zwerchhaus Sandstein, im Kern 17. Jahrhundert, Umbauten des 18. Jahrhunderts, Erdgeschoss modern verändert | D-4-76-145-72 Wikidata            | Wohn- und Geschäftshaus                                  |
| Bahnhofstraße 10 (Standort)                                                | Wohn- und Geschäftshaus, Löwenapotheke                                                         | Zweigeschossiger, traufständiger Satteldachbau mit Fachwerkobergeschoss und Quergiebel, im Kern 1713, stark erneuert | D-4-76-145-73 Wikidata            | weitere Bilder                                           |
| Bei Bamberger Straße 141 ()                                                | Sandsteinblock mit Amtswappen                                                                  | Zweite Hälfte 18. Jahrhundert | D-4-76-145-74 Wikidata            |                                                          |
| Bienenstraße 2 (Standort)                                                  | Ehemaliges Bezirksamt                                                                          | Dreigeschossiger Walmdachbau, mit vorkragendem Obergeschoss, verputzt, Rundbogenportal zum Hof, historistisch, um 1880 Einfriedung mit Portal Verbunden mit Klosterstraße 1 | D-4-76-145-410 Wikidata           | weitere Bilder                                           |
| Bürgermeister-Mertel-Straße 20 (Standort)                                  | Villa                                                                                          | Zweigeschossiger Walmdachbau, Fassade aus bossierten Sandsteinquadern, 1927, Anbau 1936; mit Garten | D-4-76-145-451 Wikidata           | Villa                                                    |
| Festungsstraße 1 (Standort)                                                | Wohnhaus                                                                                       | Zweigeschossiges Eckgebäude mit Satteldach und Fachwerkobergeschoss, Giebel verschiefert, im Kern spätmittelalterlich, im 18./19. Jahrhundert erneuert | D-4-76-145-77 Wikidata            | weitere Bilder                                           |
| Festungsstraße 2 (Standort)                                                | Wohnhaus                                                                                       | Zweigeschossiger Walmdachbau mit Fachwerkobergeschoss von 1806, Erdgeschoss wohl 1532 | D-4-76-145-78 Wikidata            | weitere Bilder                                           |
| Festungsstraße 3 (Standort)                                                | Wohnhaus                                                                                       | Zweigeschossiger, traufständiger Satteldachbau mit Sandsteinfassade, Giebel verschiefert, erste Hälfte 19. Jahrhundert | D-4-76-145-79 Wikidata            | weitere Bilder                                           |
| Festungsstraße 5 (Standort)                                                | Stadtturm, Bestandteil der ehemaligen Stadtbefestigung                                         | Siebengeschossiger Sandsteinquaderturm, im Kern 13. Jahrhundert, 1571 Aufstockung von drei Obergeschossen, Umbauten von 1819 | D-4-76-145-1 zugehörig Wikidata   | weitere Bilder                                           |
| Festungsstraße, Nordseite des Rathausparkplatzes (Standort)                | Bildstock                                                                                      | Sandstein, verjüngter Pfeiler und vierseitiger Aufsatz mit Bildreliefs und Rundbogengiebeln, 18. Jahrhundert | D-4-76-145-253 Wikidata           | weitere Bilder                                           |
| Festungsstraße 9 (Standort)                                                | Justizvollzugsanstalt, ehemaliger fürstbischöflicher Kastenboden                               | Dreigeschossiger Sandsteinquaderbau mit Walmdach, 1798 bis 1802 von Johann Lorenz Fink | D-4-76-145-81 Wikidata            | weitere Bilder                                           |
| Bei Festungsstraße 9 (Standort)                                            | Bildstock                                                                                      | Sandstein, ionische Säule und vierseitiger Aufsatz mit Bogengiebeln, 17./18. Jahrhundert | D-4-76-145-82 Wikidata            | weitere Bilder                                           |
| Festungsstraße 10 (Standort)                                               | Villa                                                                                          | Ziegelbau über Sockelgeschoss mit rückwärtigem Zwerchhaus und über Arkaden vorgelagerter Terrasse, flaches, schiefergedecktes Satteldach; nach 1853 | D-4-76-145-460 Wikidata           | Villa                                                    |
| Nördliches Ende der Festungsstraße (Standort)                              | Kriegerdenkmal                                                                                 | Denkmal für die Gefallenen des Ersten Weltkrieges, am Fuße des Festungsberges mit Futtermauern als halboffenes Oval in den aufgehenden Hang eingefügt, den mittig aufgestellten, von vier Löwen getragenen Steinsarkophag umschließend, von Gottfried Neukam, 1935, nach 1945 um die Gefallenen des Zweiten Weltkrieges erweitert | D-4-76-145-570 Wikidata           | weitere Bilder                                           |
| Festungsstraße, unterhalb der Bastion St. Kunigunde (Standort)             | Bildstock                                                                                      | Sandstein, verjüngter Pfeiler und zweiseitiger Aufsatz mit seitlichen Voluten und Rundbogenabschluss, bezeichnet „1672“ | D-4-76-145-84 Wikidata            | weitere Bilder                                           |
| Friedhofstraße (Standort)                                                  | Friedhof                                                                                       | Ummauerte Anlage des 19. Jahrhunderts, nach 1853 nach Osten erweitert, mit Aussegnungshalle und Grabdenkmalen | D-4-76-145-86 Wikidata            | Friedhof                                                 |
| Friedhofstraße 2 (Standort)                                                | Katholische Friedhofskapelle St. Nikolaus                                                      | Verputzter Massivbau mit verschiefertem Satteldach, eingezogener geradegeschlossener Chor, im Kern 14. Jahrhundert, durchgreifende Erneuerung 1572, Dachreiter 1685, Sakristeianbau wohl 18. Jahrhundert; mit Ausstattung | D-4-76-145-85 Wikidata            | weitere Bilder                                           |
| Friedhofstraße 4 (Standort)                                                | Verwalterbau                                                                                   | Eingeschossiger Mansardwalmdachbau mit neubarockem Giebel und Sandsteinreliefs, bezeichnet „1907“ Einfriedung mit Sitzbank | D-4-76-145-87 Wikidata            | weitere Bilder                                           |
| Friedhofstraße 4 (Standort)                                                | Leichenhaus                                                                                    | Eingeschossiger Sandsteinquaderbau mit Walmdach, eingezogener, übergiebelter Portikus, zweite Hälfte 19. Jahrhundert | D-4-76-145-87 zugehörig Wikidata  | weitere Bilder                                           |
| Friedhofstraße 7 (Standort)                                                | Evangelischer Kindergarten, ehemaliges Diakonissenhaus                                         | Zweigeschossiger Satteldachbau mit Backsteingliederung, Sandstein-Ziergiebel und Fachwerkelementen, malerischer Historismus, bezeichnet „1902“ | D-4-76-145-88 Wikidata            | Evangelischer Kindergarten, ehemaliges Diakonissenhaus   |
| Friesener Straße 1 (Standort)                                              | Brauerei Kaiserhof, ehemaliges Gasthaus Zu den drei Kronen                                     | Zweigeschossiger Mansardwalmdachbau mit Sandsteinerdgeschoss, Obergeschoss verputzt, zweite Hälfte 18. Jahrhundert | D-4-76-145-89 Wikidata            | weitere Bilder                                           |
| Friesener Straße 3 (Standort)                                              | Wohn- und Geschäftshaus                                                                        | Zweigeschossiger, traufständiger Krüppelwalmdachbau, verputzt, 1801 | D-4-76-145-90 Wikidata            | Wohn- und Geschäftshaus                                  |
| Friesener Straße 5 (Standort)                                              | Wohn- und Geschäftshaus                                                                        | Zweigeschossiger, giebelständiger Satteldachbau, verputzt, im Kern wohl 1670, Umbauten des späten 19. Jahrhunderts | D-4-76-145-91 Wikidata            | Wohn- und Geschäftshaus                                  |
| Friesener Straße 7 (Standort)                                              | Wohnhaus                                                                                       | Zweigeschossiger, zweiflügeliger Satteldachbau mit Sandsteinerdgeschoss und verschiefertem Obergeschoss, zweite Hälfte 17. Jahrhundert | D-4-76-145-92 Wikidata            | weitere Bilder                                           |
| Friesener Straße 11 (Standort)                                             | Wohnhaus                                                                                       | Zweigeschossiger Mansardwalmdachbau aus Sandsteinquadern, Mittelrisalit mit Rundbogenportal und Dreiecksgiebel, 1829 | D-4-76-145-93 Wikidata            | weitere Bilder                                           |
| Friesener Straße 15 (Standort)                                             | Wohnhaus                                                                                       | Zweigeschossiger, traufständiger Satteldachbau, Erdgeschoss Sandstein, Obergeschoss verputzt, 1827 | D-4-76-145-94 Wikidata            | weitere Bilder                                           |
| Friesener Straße 19 (Standort)                                             | Wohnhaus                                                                                       | Zweigeschossiger, traufständiger Bau mit Sattel- und Mansarddach, Erdgeschoss Sandstein, Obergeschoss mit Fachwerkerker, Zwerchhaus, spätes 19. Jahrhundert, im Kern 18. Jahrhundert | D-4-76-145-95 Wikidata            | weitere Bilder                                           |
| Friesener Straße 20 (Standort)                                             | Wohnhaus, ehemaliges Friesener Torhaus                                                         | Zweigeschossiger, giebelständiger Satteldachbau, Erdgeschoss Sandstein, spätes 19. Jahrhundert, im Kern wohl 18. Jahrhundert, mit jüngsten Veränderungen | D-4-76-145-96 Wikidata            | weitere Bilder                                           |
| Friesener Straße 28 (Standort)                                             | Wohnhaus                                                                                       | Eingeschossiger, traufständiger Satteldachbau, Erdgeschoss Sandsteinquader, 1861 | D-4-76-145-98 Wikidata            | Wohnhaus                                                 |
| Friesener Straße 43, vor dem Haupteingang der Frankenwaldklinik (Standort) | Bildstock                                                                                      | Sandstein, Pfeiler und Aufsatz mit Bogendach und Steinkreuz, bezeichnet „1883“ Dieser Bildstock stand ursprünglich rund 100 m weiter nördlich, bevor er an seinen heutigen Standort vor dem Haupteingang der Klinik versetzt wurde. Der konkav-konvexe Sockel trägt an der Vorderseite die Inschrift „Gg. Wich senj. v. Dörfles 1883“, der Sockelfuß ist mit „… Burger“ bezeichnet (ein Hinweis auf den Bildhauer Matthäus Burger aus Friesen). Der Pfeilerschaft ist unterteilt und zeigt an der Stirnseite zwei Rosetten, die anderen Seiten sind leer. In der Bildnische an der Vorderseite des mit eingezogenem Rundbogen geschlossenen Aufsatzes befand sich einst eine kleine Steinmadonna, die jedoch abgegangen ist und durch eine Marienbüste aus Porzellan ersetzt wurde. Die Bildnische wird von der Inschrift „Unsere Liebe Frau von der immerwährenden Hilfe“ gerahmt.:57–58 Als Bekrönung trägt der Aufsatz ein steinernes Kleeblattkreuz. | D-4-76-145-99 Wikidata            | Bildstock                                                |
| Frühmeßleite 1 (Standort)                                                  | Villa                                                                                          | Zweigeschossiger Satteldachbau, Sandsteinquader, Giebellaube und Anbauten, 1929; in parkartig gestaltetem Grundstück | D-4-76-145-411 Wikidata           | BW                                                       |
| Frühmeßleite 1, auf dem Grundstück ()                                      | Bildstock                                                                                      | Sandsteinsäule, 1700 Dieses Flurdenkmal stand ursprünglich in Friedersdorf, einem Gemeindeteil des Marktes Pressig. Stifterin war eine Frau, die meist zur Nachtzeit Getreide vom Bauernhof zu einer Mühle im thüringischen Nachbarort Heinersdorf bringen musste und sich im dunklen Wald wohl ängstigte. Um die vermeintlichen finsteren Mächte dort zu besänftigen, ließ sie diesen Bildstock errichten und soll danach im Wald nicht mehr behelligt worden sein. Das Flurdenkmal ruht auf einem Sockel, dessen vier Felder diamantiert sind. Von einer Basis aus erhebt sich ein glatter Säulenschaft, dessen mit der Jahreszahl „1745“ beschriftetes Oberteil abgegangen ist. An der Basis des von Rundbogen geschlossenen Aufsatzes befinden sich die zerstörten Reste einer Inschrift, die sich über Nord-, West- und Südseite zieht und mit der Jahreszahl „1700“ endet. Die von mit Ringen verzierten Eckvorlagen getrennten Reliefs zeigen an der Westseite die Krönung Mariens, an der Nordseite die heilige Agatha und an der Südseite die heilige Barbara; die Ostseite ist leer.:56–57 | D-4-76-145-411 zugehörig Wikidata |                                                          |
| Garküche 1 (Standort)                                                      | Wohnhaus                                                                                       | Zweigeschossiger, traufseitiger Satteldachbau mit Sandsteinfassade, im Kern 1648 | D-4-76-145-100 Wikidata           | weitere Bilder                                           |
| Garküche 2 (Standort)                                                      | Wohnhaus, ehemalige Garküche                                                                   | Zweigeschossiger, traufständiger Satteldachbau, Giebelfassade Sandstein, Fachwerkgiebel zum Teil verschiefert, im Kern 1649, weitgehend erneuert Vermutlich in diesem Gebäude befand sich ab dem 15. Jahrhundert eine öffentliche Volksküche für arme und kranke Leute („gar“ mhd. für „bereit machen“). | D-4-76-145-101 Wikidata           | Wohnhaus, ehemalige Garküche                             |
| Bei Hammermühle 2 (Standort)                                               | Figur heiliger Josef                                                                           | Sandstein, 18. Jahrhundert Diese Sandsteinplastik ist rund 180 cm hoch. Der heilige Josef trägt auf seinem linken Arm, auf einem Tuch ruhend, das Jesuskind, das sich mit seiner rechten Hand am Hals des Heiligen abstützt.:43 | D-4-76-145-102 Wikidata           | Figur heiliger Josef                                     |
| Hirtengasse 2 (Standort)                                                   | Ehemalige Steinmühle                                                                           | Eingeschossiger Sandsteinquaderbau mit Halbwalmdach, Giebel verschiefert, 1839 | D-4-76-145-237 Wikidata           | weitere Bilder                                           |
| Hirtengasse 2 (Standort)                                                   | Ehemalige Steinmühle, Nebengebäude                                                             | Zweigeschossiger, verputzter Satteldachbau, 1840 | D-4-76-145-237 zugehörig Wikidata | weitere Bilder                                           |
| Hirtengasse 8a (Standort)                                                  | Villa Voigtländer                                                                              | Zweigeschossiges Wohnhaus mit Krüppelwalmdach, Eingangslaube, Giebel mit angeschlepptem Erker und Erderker, Heimatstil, 1916 von Stadtbaurat Werner | D-4-76-145-412 Wikidata           | Villa Voigtländer                                        |
| Hirtengasse 12 (Standort)                                                  | Wohn- und Geschäftshaus                                                                        | Eingeschossiger, giebelständiger Satteldachbau, verputzt, Giebel zum Teil verschiefert, im Kern wohl zweite Hälfte 17. Jahrhundert, Erneuerungen 18. und 19. Jahrhundert | D-4-76-145-105 Wikidata           | Wohn- und Geschäftshaus                                  |
| Hussitenplatz 2 (Standort)                                                 | Wohnhaus                                                                                       | Zweigeschossiger Mansardwalmdachbau mit gegliederter Sandsteinfassade, Obergeschoss zum Teil verschiefert, wohl spätes 18. Jahrhundert | D-4-76-145-106 Wikidata           | weitere Bilder                                           |
| Hussitenplatz 5 (Standort)                                                 | Wohn- und Geschäftshaus                                                                        | Dreigeschossiger Walmdachbau, verputzt, zweites Obergeschoss verschiefert, im Kern 17. Jahrhundert | D-4-76-145-107 Wikidata           | weitere Bilder                                           |
| Hussitenplatz 6 (Standort)                                                 | Wohnhaus, ehemalige Hussitenklause                                                             | Sandsteinquaderbau in Ecklage mit Fachwerkobergeschoss und Satteldach, 1826 | D-4-76-145-108 Wikidata           | weitere Bilder                                           |
| Johann-Knoch-Gasse 10, in der Grünanlage (Standort)                        | Sockel und Aufsatz eines Bildstocks                                                            | Sandstein, 18. Jahrhundert Dieses Flurdenkmal wurde aus Fragmenten verschiedener anderer Bildstöcke zusammengesetzt. Der verwitterte Sockel stammt von einem abgegangenen Bildstock aus Zeyern; seine Stirnseite zeigt einen Kranz, Ost- und Westseite sind mit Fruchtgehängen verziert und an der Rückseite befindet sich ein reliefiertes Rechteck. Der gefelderte und nicht mit Schmuck verzierte Pfeilerschaft wurde vom Kronacher Bildhauer Heinrich Schreiber neu angefertigt. Er trägt den im 18. Jahrhundert entstandenen Aufsatz, der ursprünglich zu einem Bildstock am nordwestlichen Ende des Vogelherdes gehörte. An seiner Stirnseite befindet sich unter dem eingezogenen Rundbogen eine von zwei kräftigen Voluten flankierte Bildnische, in die ein Relief der Kreuzigungsgruppe eingelassen ist.:58–59 | D-4-76-145-109 Wikidata           | BW                                                       |
| Johann-Nikolaus-Zitter-Straße 1 (Standort)                                 | Wohn- und Geschäftshaus                                                                        | Zweigeschossiger, giebelständiger Satteldachbau, unter Verputz wohl Fachwerkobergeschoss, Wetterdach, im Kern 17. Jahrhundert | D-4-76-145-110 Wikidata           | weitere Bilder                                           |
| Johann-Nikolaus-Zitter-Straße 2 (Standort)                                 | Mesnerhaus, ehemaliges evangelisches Schulhaus                                                 | Zweigeschossiger, traufständiger Sandsteinquaderbau mit Lisenengliederung und Satteldach, 1860 | D-4-76-145-111 Wikidata           | weitere Bilder                                           |
| Johann-Nikolaus-Zitter-Straße 7 (Standort)                                 | Wohnhaus                                                                                       | Eingeschossiger, giebelständiger Halbwalmdachbau mit Sandsteinerdgeschoss, Giebel verschiefert, 18./19. Jahrhundert | D-4-76-145-112 Wikidata           | weitere Bilder                                           |
| Johann-Nikolaus-Zitter-Straße 13 (Standort)                                | Wohnhaus                                                                                       | Ursprünglich eingeschossiger, traufständiger Satteldachbau mit Sandsteinerdgeschoss, um 1860 | D-4-76-145-115 Wikidata           | weitere Bilder                                           |
| Johann-Nikolaus-Zitter-Straße 17 (Standort)                                | Kleinhaus                                                                                      | In Ecklage, freistehender, eingeschossiger Satteldachbau mit gefugten Ecklisenen sowie Fenster- und Türeinfassungen aus Sandstein, Fassade verputzt, um 1800 | D-4-76-145-452 Wikidata           | weitere Bilder                                           |
| Johann-Nikolaus-Zitter-Straße 27 (Standort)                                | Ehemalige Synagoge                                                                             | Giebelständiger Sandsteinquaderbau mit Satteldach, Schaugiebel mit Drillings- und Sternfenster sowie Schräggesims, eingezogene, polygonale Apsis, neuromanisch, erbaut 1882/1883 von Johann Baptist Porzelt | D-4-76-145-117 Wikidata           | weitere Bilder                                           |
| Johann-Nikolaus-Zitter-Straße 49 (Standort)                                | Figur Maria Immaculata auf der Mondsichel                                                      | Sandstein, wohl 18. Jahrhundert Diese Immaculata-Darstellung zeigt die Gottesmutter Maria auf der Erdkugel und der Mondsichel stehend. Die Schlange und der Paradiesapfel zu ihren Füßen symbolisieren die Überwindung der Sünde. Die Sandsteinfigur wird von einem geschwungenen Blechdach mit verzierter Stirnseite geschützt und ruht auf einem quadratischen Sockel mit abschließendem Sims.:41–42 Bevor sie an ihren heutigen Standort im Innenhof versetzt wurde, stand die Figur an der zur Johann-Nikolaus-Zitter-Straße gewandten Frontseite eines Gebäudes, das 1965 abgebrochen und durch einen Neubau ersetzt wurde.:37 | D-4-76-145-118 Wikidata           | Figur Maria Immaculata auf der Mondsichel                |
| Judengasse 6 (Standort)                                                    | Wohnhaus                                                                                       | Zweigeschossiger Satteldachbau mit ausgesparter Ecke, Obergeschoss Fachwerk und Sandstein, 17./18. Jahrhundert | D-4-76-145-119 Wikidata           | weitere Bilder                                           |
| Judengasse 7 (Standort)                                                    | Wohnhaus                                                                                       | Zweigeschossiger, giebelständiger Satteldachbau, Fachwerk verputzt, Giebel verschiefert, 17./18. Jahrhundert | D-4-76-145-120 Wikidata           | Wohnhaus                                                 |
| Bei Judengasse 8 (Standort)                                                | Hämel- oder Storchenturm, Bestandteil der ehemaligen Stadtbefestigung                          | Dreigeschossiger Sandsteinquaderturm mit steilem Walmdach über rechteckigem Grundriss, 1431–1467 | D-4-76-145-1 zugehörig Wikidata   | weitere Bilder                                           |
| Karl-Bröger-Straße 1 (Standort)                                            | Ehemalige Behelfsheime                                                                         | Vier Doppelwohnhäuser, je eingeschossiger, spiegelbildlich konzipierter und verputzter Satteldachbau mit zwei Eingängen, 1944/1945, Hausnummern 3 und 5 1948/1949 rückwärtig erweitert, Hausnummer 7 im Inneren später erneuert Nebengebäude, eingeschossige, verbretterte Pultdachbauten, um 1950 | D-4-76-145-580                    | BW                                                       |
| Karl-Bröger-Straße 3 (Standort)                                            | Ehemalige Behelfsheime                                                                         | Vier Doppelwohnhäuser, je eingeschossiger, spiegelbildlich konzipierter und verputzter Satteldachbau mit zwei Eingängen, 1944/1945, Hausnummern 3 und 5 1948/1949 rückwärtig erweitert, Hausnummer 7 im Inneren später erneuert Nebengebäude, eingeschossige, verbretterte Pultdachbauten, um 1950 | D-4-76-145-580 zugehörig          | BW                                                       |
| Karl-Bröger-Straße 5 (Standort)                                            | Ehemalige Behelfsheime                                                                         | Vier Doppelwohnhäuser, je eingeschossiger, spiegelbildlich konzipierter und verputzter Satteldachbau mit zwei Eingängen, 1944/1945, Hausnummern 3 und 5 1948/1949 rückwärtig erweitert, Hausnummer 7 im Inneren später erneuert Nebengebäude, eingeschossige, verbretterte Pultdachbauten, um 1950 | D-4-76-145-580 zugehörig          | BW                                                       |
| Karl-Bröger-Straße 7 (Standort)                                            | Ehemalige Behelfsheime                                                                         | Vier Doppelwohnhäuser, je eingeschossiger, spiegelbildlich konzipierter und verputzter Satteldachbau mit zwei Eingängen, 1944/1945, Hausnummern 3 und 5 1948/1949 rückwärtig erweitert, Hausnummer 7 im Inneren später erneuert Nebengebäude, eingeschossige, verbretterte Pultdachbauten, um 1950 | D-4-76-145-580 zugehörig          | BW                                                       |
| Kaulanger 1 (Standort)                                                     | Vermessungsamt                                                                                 | Zweiflügeliger Komplex mit dreigeschossigem Walmdachbau und zweigeschossigem Mansardwalmdachbau, mit Sandsteingliederung, bezeichnet „1924/25“ Einfriedungsmauer | D-4-76-145-413 Wikidata           | weitere Bilder                                           |
| Nähe Kaulanger (Standort)                                                  | Scheunenreihe                                                                                  | Eingeschossige Satteldachbauten mit Sandsteinbrandmauern, 18. Jahrhundert | D-4-76-145-121 Wikidata           | Scheunenreihe                                            |
| Klosterstraße 1 (Standort)                                                 | Landratsamt, ehemaliges fürstbischöfliches Oberamtshaus                                        | Zweigeschossiger, verputzter Walmdachbau in Ecklage mit Sandsteingliederungen, Ausbau 1742 von Johann Jakob Michael Küchel über Bau von 1700 | D-4-76-145-123 Wikidata           | weitere Bilder                                           |
| Klosterstraße 2 (Standort)                                                 | Wohn- und Geschäftshaus                                                                        | Zweigeschossiges Eckgebäude mit hohem Satteldach, Erdgeschoss Sandstein, Obergeschoss und Giebel verschiefertes Fachwerk, 17. Jahrhundert; mit Ausstattung | D-4-76-145-124 Wikidata           | weitere Bilder                                           |
| Klosterstraße 3 (Standort)                                                 | Wohn- und Geschäftshaus                                                                        | Zweieinhalbgeschossiger, traufständiger Sandsteinquaderbau mit stichbogigen Tür- und Fensteröffnungen, 1857 | D-4-76-145-414 Wikidata           | weitere Bilder                                           |
| Klosterstraße 4 (Standort)                                                 | Wohn- und Geschäftshaus                                                                        | Zweigeschossiger Mansardwalmdachbau, im Kern Fachwerkhaus, wohl 17. Jahrhundert, Straßenfront in Sandsteinquadern, 19. Jahrhundert | D-4-76-145-125 Wikidata           | weitere Bilder                                           |
| Klosterstraße 6 (Standort)                                                 | Wohn- und Geschäftshaus                                                                        | Zweigeschossiger, giebelständiger Mansarddachbau, Erdgeschoss Sandstein, Fachwerkobergeschoss und Giebel verschiefert, 18. Jahrhundert | D-4-76-145-126 Wikidata           | weitere Bilder                                           |
| Klosterstraße 7 (Standort)                                                 | Wohnhaus                                                                                       | Zweigeschossiger Walmdachbau, Sandsteinerdgeschoss erste Hälfte 18. Jahrhundert, verschiefertes Fachwerkobergeschoss Ende 18. Jahrhundert | D-4-76-145-127 Wikidata           | weitere Bilder                                           |
| Klosterstraße 8 (Standort)                                                 | Wohn- und Geschäftshaus                                                                        | Zweigeschossiger Sandsteinquaderbau mit Walmdach, 1839, Erdgeschoss verändert | D-4-76-145-128 Wikidata           | weitere Bilder                                           |
| Klosterstraße 11 (Standort)                                                | Wohnhaus                                                                                       | Zweigeschossiger Walmdachbau in Ecklage mit Sandsteinerdgeschoss und verputztem Fachwerkobergeschoss, 18./19. Jahrhundert | D-4-76-145-129 Wikidata           | Wohnhaus                                                 |
| Klosterstraße 12 (Standort)                                                | Wohnhaus                                                                                       | Zweigeschossiger giebelständiger Satteldachbau, verputzt, Giebel verschiefert, im Kern Fachwerkbau des 17. Jahrhunderts, Erdgeschoss um 1800 ausgebaut | D-4-76-145-130 Wikidata           | weitere Bilder                                           |
| Klosterstraße 14 (Standort)                                                | Wohn- und Geschäftshaus                                                                        | Zweigeschossiger Mansardwalmdachbau, Pfeilerkolonnade im Erdgeschoss, verschiefertes Fachwerkobergeschoss, im Kern Mitte 17. Jahrhundert | D-4-76-145-131 Wikidata           | Wohn- und Geschäftshaus                                  |
| Klosterstraße 15 (Standort)                                                | Katholische Klosterkirche St. Petrus von Alcantara                                             | Putzbau mit Eckquaderung, eingezogener Chor, Satteldach und Dachreiter; mit Ausstattung; 1671/1672 | D-4-76-145-132 zugehörig Wikidata | weitere Bilder                                           |
| Klosterstraße 16 (Standort)                                                | Wohnhaus                                                                                       | Zweigeschossiger, giebelständiger Mansarddachbau, Obergeschoss und Giebel verschiefert, drittes Viertel 18. Jahrhundert | D-4-76-145-133 Wikidata           | Wohnhaus                                                 |
| Klosterstraße 17 (Standort)                                                | Oblatenkloster, ehemaliges Franziskanerkloster                                                 | Zweigeschossige Vierflügelanlage mit Walmdach, verputzt, mit Eckquaderung; 1671/1672 | D-4-76-145-132 Wikidata           | weitere Bilder                                           |
| Klosterstraße 19 (Standort)                                                | Wohnhaus, ehemaliges Kloster-Krankenhaus                                                       | Zweigeschossiger Walmdachbau mit Fachwerkobergeschoss, wohl 18. Jahrhundert | D-4-76-145-135 Wikidata           | weitere Bilder                                           |
| Klosterstraße 23 (Standort)                                                | Ehemaliges Brauhaus                                                                            | Eingeschossiger Sandsteinquaderbau mit Walmdach und Rundbogenöffnungen, spätklassizistisch, 1836, 1903 zur Turnhalle umgenutzt, rückseitig erweitert und neu bedacht, 1927 Pultdachanbau | D-4-76-145-566                    | weitere Bilder                                           |
| Klosterstraße 25 (Standort)                                                | Wohnhaus                                                                                       | Eingeschossiger Satteldachbau auf hohem Sandsteinkeller, verputzt, im Kern 1674 | D-4-76-145-136 Wikidata           | weitere Bilder                                           |
| Krahenberg 8 (Standort)                                                    | Wohnhaus                                                                                       | Ein- und zweigeschossiger, zweiflügeliger Satteldachbau, verputzt und verkleidet, 1800 | D-4-76-145-137 Wikidata           | Wohnhaus                                                 |
| Bei Krahenberg 12 (Standort)                                               | Bildstock                                                                                      | Sandstein, kannelierte Säule und zweiseitiger Aufsatz mit Bildrelief und aufgebogenem Abschluss, 17. Jahrhundert | D-4-76-145-138 Wikidata           | weitere Bilder                                           |
| Krahenberg 14 (Standort)                                                   | Wohnhaus                                                                                       | Eingeschossiger, traufständiger Satteldachbau, Sandsteinquader, Giebel verschiefert, 17./18. Jahrhundert | D-4-76-145-139 Wikidata           | weitere Bilder                                           |
| Krahenberg 18 (Standort)                                                   | Hausfigur                                                                                      | Immaculata, Holz, erste Hälfte 18. Jahrhundert | D-4-76-145-141 Wikidata           | Hausfigur                                                |
| Krahenberg 22 (Standort)                                                   | Wohnhaus, ehemalige Biegenmühle                                                                | Zweigeschossiger Satteldachbau, verputzt, im Kern Fachwerk des 17. Jahrhunderts | D-4-76-145-143 Wikidata           | weitere Bilder                                           |
| Kreuzbergstraße, Ecke Kaulangerstraße (Standort)                           | Bildstock, sogenannte Pestmarter                                                               | Sandstein, Pfeiler und Aufsatz mit Eselsrückenbogen auf dünnen Ecksäulen, frühes 15. Jahrhundert | D-4-76-145-144 Wikidata           | weitere Bilder                                           |
| Grünanlage zwischen Kreuzbergstraße und Kaulangerstraße (Standort)         | Bildstock, sogenannte Schwedenmarter                                                           | Sandstein, zweistufige Säule und Aufsatz mit seitlichen Voluten, Rundbogengiebel und Steinkreuz, 17./18. Jahrhundert Bei der sogenannten Schwedenmarter handelt es sich um den größten Bildstock im Landkreis Kronach. Der Sockel der ionischen Säule ist konkav-konvex profiliert; an seiner Westseite befindet sich eine Ohrmuschelkartusche ohne Inschrift. Der untere Teil des Säulenschafts ist kanneliert, der obere Teil, der von Blattfries eingeleitet wird, ist glatt. Auf dem Kapitell ruht der wuchtige Aufsatz mit gerahmten Bildnischen an Vorder- und Rückseite. Die Nischen werden seitlich von kräftigen Voluten flankiert. Unter den eingezogenen Rundbogen ist Muschelwerk zu sehen. Als Bekrönung trägt der Aufsatz ein großes steinernes Kleeblattkreuz, das von zwei Steinkugeln flankiert wird.:51 | D-4-76-145-145 Wikidata           | weitere Bilder                                           |
| Kreuzbergstraße 9 (Standort)                                               | Mietwohnhaus                                                                                   | Dreigeschossiger, traufständiger Satteldachbau mit gegliederter Sandsteinfassade und abgewalmtem Dachauszug, 1918–1920 von Johann Werner | D-4-76-145-415 Wikidata           | weitere Bilder                                           |
| Bei Kreuzbergstraße 51 (Standort)                                          | Kreuzschlepper                                                                                 | Sandstein, wohl 18. Jahrhundert Diese vergleichsweise klein wirkende Darstellung des unter dem Kreuz gestürzten Christus ruht auf einem glattflächigen Sandsteinsockel, dessen Abschluss aus einem einfachen, schmalen Sims besteht. An der Basis der Figur sind zwei Inschriften eingemeißelt: „Angef. Gg. Schedel“ und „Gest. Andr. Neubauer 1946“.:43 | D-4-76-145-146 Wikidata           | Kreuzschlepper                                           |
| Kühnlenzhof 4 (Standort)                                                   | Ehemalige Porzellanfabrik Kühnlenz                                                             | Dreigeschossige Ziegelbauten mit Walmdächern, Nr. 5 mit Erdgeschoss und Eckquaderung aus Sandstein, 1884–1902 | D-4-76-145-435 Wikidata           | weitere Bilder                                           |
| Kühnlenzhof 5 (Standort)                                                   | Ehemalige Porzellanfabrik Kühnlenz                                                             | Dreigeschossige Ziegelbauten mit Walmdächern, Nr. 5 mit Erdgeschoss und Eckquaderung aus Sandstein, 1884–1902 | D-4-76-145-435 zugehörig Wikidata | weitere Bilder                                           |
| Kulmbacher Straße 1 (Standort)                                             | Volkshochschule Kreis Kronach, ehemalige Realschule                                            | Dreigeschossiger Walmdachbau mit Mittelrisalit, Erdgeschoss Sandsteinquader, Obergeschosse Backstein mit Sandsteingliederung, spätklassizistisch, bezeichnet „1881“ | D-4-76-145-437 Wikidata           | weitere Bilder                                           |
| Kulmbacher Straße ()                                                       | Stromerzeugung der ehemaligen Porzellanfabrik Rosenthal AG                                     | Bestehend aus Dampfmaschine und zwei Generatoren der Schorch AG (Typ DG 1902/28 und NE 90) | D-4-76-145-416 Wikidata           |                                                          |
| Lagerhausstraße 1 (Standort)                                               | Lagerhaus                                                                                      | Zweigeschossiger Fachwerkbau mit Satteldach, 1919/1920 | D-4-76-145-148 Wikidata           | Lagerhaus                                                |
| Lucas-Cranach-Straße 1 (Standort)                                          | Wohn- und Geschäftshaus                                                                        | Zweigeschossiger, giebelständiger Satteldachbau mit Sandsteinfassade, 18. Jahrhundert, Erdgeschoss verändert | D-4-76-145-150 Wikidata           | weitere Bilder                                           |
| Lucas-Cranach-Straße 2 (Standort)                                          | Gasthaus zum Scharfen Eck                                                                      | Dreigeschossiger Satteldachbau mit verschiefertem Giebel in Ecklage, spätmittelalterliches Untergeschoss und erstes Obergeschoss Sandsteinquader, zweites Obergeschoss Fachwerk, 16. Jahrhundert, Rückseite Holzlaubenbalkon | D-4-76-145-151 Wikidata           | weitere Bilder                                           |
| Lucas-Cranach-Straße 4 (Standort)                                          | Ehemaliges jüdisches Wohnhaus                                                                  | Zweigeschossiger, giebelständiger Satteldachbau, verputzt, wohl 18. Jahrhundert, mit Ausbauten des mittleren 19. Jahrhunderts | D-4-76-145-152 Wikidata           | weitere Bilder                                           |
| Lucas-Cranach-Straße 4 (Standort)                                          | Rückgebäude                                                                                    | Zweigeschossiger, giebelständiger Sandsteinquaderbau auf hohem Keller, verschiefert, Kern 14. Jahrhundert | D-4-76-145-152 zugehörig Wikidata | weitere Bilder                                           |
| Lucas-Cranach-Straße 6 (Standort)                                          | Wohnhaus mit Gaststätte                                                                        | Zweigeschossiger, giebelständiger Satteldachbau mit verschiefertem Giebel, im Kern 1672, Sandsteinquaderfassade, Mitte 19. Jahrhundert | D-4-76-145-153 Wikidata           | weitere Bilder                                           |
| Lucas-Cranach-Straße 6 (Standort)                                          | Rückgebäude                                                                                    | Dreigeschossiger Mansardwalmdachbau, Erdgeschoss und erstes Obergeschoss Sandstein, zweites Obergeschoss Fachwerk | D-4-76-145-153 zugehörig Wikidata | weitere Bilder                                           |
| Lucas-Cranach-Straße 7 (Standort)                                          | Wohn- und Geschäftshaus                                                                        | Dreigeschossiger, traufseitiger Satteldachbau, Erdgeschoss Sandsteinquader, Obergeschosse massiv und verputzt, mit Fensterbankgesimsen, im Kern um 1500 | D-4-76-145-154 Wikidata           | Wohn- und Geschäftshaus                                  |
| Lucas-Cranach-Straße 8 (Standort)                                          | Wohn- und Geschäftshaus                                                                        | Zweigeschossiger, giebelständiger Halbwalmdachbau, verputzt, im Kern spätmittelalterlich, Veränderungen des 18./19. Jahrhunderts | D-4-76-145-155 Wikidata           | weitere Bilder                                           |
| Lucas-Cranach-Straße 9 (Standort)                                          | Wohn- und Geschäftshaus, sogenanntes Haus Magold                                               | Zweigeschossiger Mansardwalmdachbau, Erdgeschoss Sandstein, Obergeschoss verputzt, im Kern spätmittelalterlich, Ausbau Ende 18. Jahrhundert | D-4-76-145-156 Wikidata           | weitere Bilder                                           |
| Lucas-Cranach-Straße 10 (Standort)                                         | Wohnhaus                                                                                       | Zweigeschossiger Sandsteinquaderbau mit seitlicher, korbbogiger Toreinfahrt und Mansarddach, 1802, im Kern wohl älter | D-4-76-145-157 Wikidata           | weitere Bilder                                           |
| Lucas-Cranach-Straße 10 (Standort)                                         | Gartenlaube                                                                                    | Fachwerk-Ziegelbau mit Satteldach | D-4-76-145-157 zugehörig Wikidata | weitere Bilder                                           |
| Lucas-Cranach-Straße 11 (Standort)                                         | Wohn- und Geschäftshaus                                                                        | Dreigeschossiger Walmdachbau von zwei Achsen mit Sandsteinerdgeschoss, darüber verputzt, 18./19. Jahrhundert | D-4-76-145-158 Wikidata           | weitere Bilder                                           |
| Lucas-Cranach-Straße 12 (Standort)                                         | Forsthaus                                                                                      | Dreigeschossiger, traufständiger Sandsteinquaderbau mit Satteldach, Untergeschosse 1791, zweites Obergeschoss 1895, Erdgeschoss modern verändert | D-4-76-145-159 Wikidata           | Forsthaus                                                |
| Lucas-Cranach-Straße 13 (Standort)                                         | Wohn- und Geschäftshaus                                                                        | Zweigeschossiger, traufständiger Bau, verputzt, Satteldach auf einer Seite abgewalmt, spätes 18. Jahrhundert, Kern wohl älter | D-4-76-145-160 Wikidata           | weitere Bilder                                           |
| Lucas-Cranach-Straße 14 (Standort)                                         | Wohnhaus mit Gaststätte, sogenanntes Storchenhaus                                              | Zweigeschossiger Mansardwalmdachbau in Ecklage, Erdgeschoss Sandstein, Obergeschoss verputzt, Eckpilaster, um 1820, Kern teilweise spätmittelalterlich | D-4-76-145-161 Wikidata           | weitere Bilder                                           |
| Lucas-Cranach-Straße 15 (Standort)                                         | Wohn- und Geschäftshaus                                                                        | Zweigeschossiger Satteldachbau, verputztes Fachwerkobergeschoss, wohl spätes 18. Jahrhundert | D-4-76-145-162 Wikidata           | weitere Bilder                                           |
| Lucas-Cranach-Straße 16 (Standort)                                         | Wohn- und Geschäftshaus                                                                        | Zweieinhalbgeschossiger Sandsteinquaderbau in Ecklage mit Walmdach, Rund- und Segmentbogenöffnungen, 1845 von Johann Baptist Porzelt | D-4-76-145-163 Wikidata           | weitere Bilder                                           |
| Lucas-Cranach-Straße 17 (Standort)                                         | Wohn- und Geschäftshaus, sogenanntes Pottuhaus                                                 | Zweigeschossiger Halbwalmdachbau in Ecklage, Fachwerkobergeschoss, im Kern um 1700, Erdgeschoss für Ladeneinbau stark verändert | D-4-76-145-164 Wikidata           | weitere Bilder                                           |
| Lucas-Cranach-Straße 18 (Standort)                                         | Gasthaus Schwane                                                                               | Zweigeschossiger Mansardwalmdachbau, verputzt, 1827 | D-4-76-145-165 Wikidata           | weitere Bilder                                           |
| Lucas-Cranach-Straße 19 (Standort)                                         | Historisches Rathaus                                                                           | Zweigeschossiger Satteldachbau, reich gegliederte Sandsteingiebelfront, im Kern 1512, 1583 wohl von Daniel Engelhardt umgebaut, Säulenportal um 1600, Veränderungen des 19. Jahrhunderts, Westteil mit Markthalle und Rathaussaal, Freitreppe, im Kern frühes 16. Jahrhundert, 1726 und 1827 umgestaltet | D-4-76-145-166 Wikidata           | weitere Bilder                                           |
| Lucas-Cranach-Straße 20 (Standort)                                         | Wohnhaus, ehemaliger Langheimer Hof                                                            | Dreigeschossiger Sandsteinquaderbau mit Segmentbogenöffnungen und Walmdach, 1882, im Kern wohl 17. Jahrhundert | D-4-76-145-167 Wikidata           | weitere Bilder                                           |
| Lucas-Cranach-Straße 25 (Standort)                                         | Wohnhaus, ehemaliges Pabstmannsches Stipendienhaus                                             | Dreigeschossiger Walmdachbau, Sandsteinquadererdgeschoss und zwei Fachwerkobergeschosse, nach 1773, im Kern zwei Bauten von 1600 und 1670 | D-4-76-145-168 Wikidata           | weitere Bilder                                           |
| Lucas-Cranach-Straße 27 (Standort)                                         | Wohnhaus, sogenanntes Fiedlershaus                                                             | Zweigeschossiger, verputzter Fachwerkbau mit Satteldach in Ecklage, Giebel verschiefert, im Kern 1674, Sandsteinrahmungen des 18. Jahrhunderts | D-4-76-145-169 Wikidata           | weitere Bilder                                           |
| Lucas-Cranach-Straße; Marktplatz (Standort)                                | Michaelsbrunnen                                                                                | Sandstein, achteckiges Becken 1588 von Georg Link, Brunnenstock und Michaelsfigur 1672 von Hans Philipp Langenhan | D-4-76-145-465 Wikidata           | weitere Bilder                                           |
| Bei Ludwigsstädter Straße 13 (Standort)                                    | Wegkapelle                                                                                     | Verputzter Sandsteinquaderbau mit Schieferwalmdach, bezeichnet „1816“; mit Ausstattung Über der Eingangstür trägt die Kapelle als Inschrift die Initialen des Stifters „K R“, die Jahreszahl „1816“ und ein Hauszeichen.:78–79 | D-4-76-145-149 Wikidata           | weitere Bilder                                           |
| Marienplatz 1 (Standort)                                                   | Wohn- und Geschäftshaus, ehemaliges Wächterhaus, später Hirtenhaus                             | Zweigeschossiger Sandsteinquaderbau mit Mezzaningeschoss und Walmdach, 1843 | D-4-76-145-172 Wikidata           | weitere Bilder                                           |
| Marienplatz 2 (Standort)                                                   | Wohn- und Geschäftshaus                                                                        | Zweigeschossiger Sandsteinquaderbau mit Mittelrisalit und Mansardhalbwalmdach, zweites Viertel 19. Jahrhundert, Erdgeschoss verändert | D-4-76-145-173 Wikidata           | weitere Bilder                                           |
| Marienplatz (Standort)                                                     | Pfarr- oder Rosenturm, Bestandteil der ehemaligen Stadtbefestigung                             | Viergeschossiger Rundturm mit polygonalem Glockendach in der Zwingermauer, 1515–1580 von Daniel Engelhardt, Erneuerungen von 1634 | D-4-76-145-1 Wikidata             | weitere Bilder                                           |
| Marktplatz 1 (Standort)                                                    | Wohnhaus                                                                                       | Dreigeschossiger Walmdachbau mit Quergiebel, Erdgeschoss Sandsteinquaderwerk, mittelalterlich, erstes Obergeschoss, wohl 16. Jahrhundert, zweites Obergeschoss Fachwerk, 1882 | D-4-76-145-175 Wikidata           | weitere Bilder                                           |
| Marktplatz 2 (Standort)                                                    | Wohnhaus                                                                                       | Zweigeschossiger Satteldachbau in Ecklage, verputzte Fassade mit Sandsteinrahmungen, 18. Jahrhundert | D-4-76-145-176 Wikidata           | weitere Bilder                                           |
| Marktplatz 3 (Standort)                                                    | Wohnhaus                                                                                       | Zweigeschossiger, durch Kolossalpilaster gegliederter Sandsteinquaderbau mit Walmdach, zweites Viertel 19. Jahrhundert, wohl von Georg Zeuß | D-4-76-145-177 Wikidata           | weitere Bilder                                           |
| Marktplatz 4 (Standort)                                                    | Wohnhaus                                                                                       | Zweigeschossiger Halbwalmdachbau, verputzt, mit Sandsteinrahmungen, 18. Jahrhundert | D-4-76-145-178 Wikidata           | weitere Bilder                                           |
| Marktplatz, an der Ostseite (Standort)                                     | Lehlauben- oder Hexenturm, Bestandteil der ehemaligen Stadtbefestigung                         | Viergeschossiger Sandsteinquaderturm, 1444, Aufstockung mit polygonalem Glockendach von 1614 | D-4-76-145-1 Wikidata             | weitere Bilder                                           |
| Martinsplatz 1 (Standort)                                                  | Feuerwehrhaus, sogenannte Steinerne Kemenate                                                   | Dreigeschossiger, giebelständiger Sandsteinquaderbau mit Satteldach und Stufengiebel, untere Geschosse 13./14. Jahrhundert, zweites Obergeschoss 14. Jahrhundert | D-4-76-145-179 Wikidata           | weitere Bilder                                           |
| Martinsplatz 4 (Standort)                                                  | Ehemaliges Gasthaus zum grünen Baum                                                            | Zweigeschossiger, traufständiger Satteldachbau, Kern erste Hälfte 18. Jahrhundert, Sandsteinfassade erste Hälfte 19. Jahrhundert | D-4-76-145-180 Wikidata           | weitere Bilder                                           |
| Martinsplatz 6 (Standort)                                                  | Wohnhaus                                                                                       | Zweigeschossiger Walmdachbau mit seitlicher Toreinfahrt, wohl 18. Jahrhundert, Sandsteinquaderfassade 1820/1830 | D-4-76-145-181 Wikidata           | weitere Bilder                                           |
| Martinsplatz 8 (Standort)                                                  | Wohnhaus                                                                                       | Dreigeschossiger Sandsteinquaderbau mit Walmdach, 1832 | D-4-76-145-182 Wikidata           | weitere Bilder                                           |
| Martinsplatz 10 (Standort)                                                 | Wohnhaus                                                                                       | Zweigeschossiger Walmdachbau mit Fachwerkobergeschoss, im Kern spätmittelalterlich, Erneuerungen 18./19. Jahrhundert Geburtshaus von Max Baumann | D-4-76-145-183 Wikidata           | weitere Bilder                                           |
| Melchior-Otto-Platz 1 (Standort)                                           | Wohnhaus mit Gaststätte                                                                        | Zweigeschossiger, giebelständiger Satteldachbau in Ecklage, 1511, Obergeschoss und Giebel Fachwerk (hier zur Hälfte verschiefert), rückwärtig Holzgalerie; nach Brand 1997 weitgehend entkernt | D-4-76-145-184 Wikidata           | weitere Bilder                                           |
| Melchior-Otto-Platz 2 (Standort)                                           | Wohn- und Geschäftshaus                                                                        | Dreigeschossiger, giebelständiger Satteldachbau, Sandsteinquader, teilweise verputzt, Erdgeschoss spätmittelalterlich, Obergeschosse 1593 | D-4-76-145-185 Wikidata           | weitere Bilder                                           |
| Melchior-Otto-Platz 3 (Standort)                                           | Wohn- und Geschäftshaus                                                                        | Zweigeschossiger, giebelständiger Satteldachbau aus Sandsteinquaderwerk mit Stufengiebel, 14./15. Jahrhundert Rückgebäude, zweigeschossiger Satteldachbau mit Laubenbalkon und verschiefertem Giebel, 16./17. Jahrhundert | D-4-76-145-186 Wikidata           | weitere Bilder                                           |
| Melchior-Otto-Platz 4 (Standort)                                           | Gasthaus                                                                                       | Dreigeschossiger, giebelständiger Satteldachbau, untere Geschosse im Kern wohl spätmittelalterlich, zweites Obergeschoss Fachwerk, 17./18. Jahrhundert, Giebel verschiefert | D-4-76-145-187 Wikidata           | weitere Bilder                                           |
| Melchior-Otto-Platz 5 (Standort)                                           | Wohn- und Geschäftshaus                                                                        | Zweigeschossiger, giebelständiger Satteldachbau, Erdgeschoss spätmittelalterlich, Obergeschoss und Giebel verschiefertes Fachwerk, 17. Jahrhundert | D-4-76-145-188 Wikidata           | weitere Bilder                                           |
| Melchior-Otto-Platz 6 (Standort)                                           | Katholisches Pfarrzentrum, ehemalige Melchior-Otto-Schule (Mädchenschule)                      | Dreigeschossiger Sandsteinquaderbau mit Satteldach und Zinnengiebel, neugotisch, 1859 | D-4-76-145-189 Wikidata           | weitere Bilder                                           |
| Melchior-Otto-Platz 7 (Standort)                                           | Katholische Kapelle St. Anna                                                                   | Dreigeschossiger, wehrturmartiger Sandsteinquaderbau mit Satteldach und Dachreiter, Giebel verschiefert, im Untergeschoss Beinhaus, 1512/1513; mit Ausstattung | D-4-76-145-190 Wikidata           | weitere Bilder                                           |
| Melchior-Otto-Platz 8 (Standort)                                           | Katholische Stadtpfarrkirche St. Johannes der Täufer                                           | Dreischiffige Hallenkirche, eingezogener Chor mit Fünfachtelschluss frühes 14. Jahrhundert, Langhaus 1406–1408, Westbau mit polygonalem Schluss Anfang 16. Jahrhundert, Turm zu sechs Geschossen, erste Hälfte 14. Jahrhundert, Obergeschoss mit Spitzhelm 1551–1558; mit Ausstattung | D-4-76-145-191 Wikidata           | weitere Bilder                                           |
| Melchior-Otto-Platz 9 (Standort)                                           | Katholischer Pfarrhof                                                                          | Zweigeschossiger Mansardwalmdachbau mit Mittelrisalit und Eckpilastern, 1752–1755, von Johann Jakob Michael Küchel | D-4-76-145-192 Wikidata           | weitere Bilder                                           |
| Melchior-Otto-Platz 10 (Standort)                                          | Nebenstelle des Finanzamts Kronach, ehemalige Lorenz-Kaim-Schule (Knabenschule)                | Dreigeschossiger Sandsteinquaderbau mit Zeltdach im neugotischen Tudorstil, 1861 | D-4-76-145-193 Wikidata           | weitere Bilder                                           |
| Melchior-Otto-Platz 11 (Standort)                                          | Gasthaus                                                                                       | Zweigeschossiger, abgewalmter Satteldachbau mit Fachwerkobergeschoss, 1814 | D-4-76-145-194 Wikidata           | weitere Bilder                                           |
| Melchior-Otto-Platz 13 (Standort)                                          | Wohnhaus                                                                                       | Zweigeschossiger, traufständiger Satteldachbau, Obergeschoss und Giebel, Fachwerk, spätmittelalterlich | D-4-76-145-195 Wikidata           | weitere Bilder                                           |
| Melchior-Otto-Platz, an der Westseite (Standort)                           | Ölberg                                                                                         | Sandsteinquaderbau mit großer Rundbogenöffnung, Pilastern und Walmdach, 1714, im Kern spätmittelalterlich, Figuren von Johann Nikolaus Rösch, 1714 | D-4-76-145-436 Wikidata           | weitere Bilder                                           |
| Melchior-Otto-Platz, an der Westseite (Standort)                           | Bamberger Tor, Bestandteil der ehemaligen Stadtbefestigung                                     | Zweigeschossiges Vortor, Sandsteinquaderwerk, Obergeschoss stadtseitig in Fachwerk, 14./15. Jahrhundert | D-4-76-145-1 zugehörig Wikidata   | weitere Bilder                                           |
| Melchior-Otto-Platz (Standort)                                             | Johannesbrunnen                                                                                | Sandstein, Brunnenkasten 1595, zweistufiger Brunnenpfeiler und Figur 1672 von Hans Philipp Langenhan | D-4-76-145-196 Wikidata           | weitere Bilder                                           |
| Melchior-Otto-Platz (Standort)                                             | Ehrensäule                                                                                     | Sandstein, als Aufsatz neues adeliges Stadtwappen von 1651 mit zwei Schildhaltern als „Geschundene Männer“, 1654 von Johann Brenck und Hans Georg Schlehendorn | D-4-76-145-197 Wikidata           | weitere Bilder                                           |
| Melchior-Otto-Platz ()                                                     | Heiliger Josef                                                                                 | Sandsteinfigur, wohl mittleres 18. Jahrhundert | D-4-76-145-198 Wikidata           |                                                          |
| Melchior-Otto-Platz ()                                                     | Heiliger Johannes Nepomuk                                                                      | Sandsteinfigur, 1713 | D-4-76-145-199 Wikidata           |                                                          |
| Melchior-Otto-Platz ()                                                     | Unter dem Kreuz gefallener Christus                                                            | Sandsteinfigur, 18. Jahrhundert | D-4-76-145-200 Wikidata           |                                                          |
| Melchior-Otto-Platz ()                                                     | Kreuzweg                                                                                       | Neun Stationen, 1739, Erneuerung von 1871 | D-4-76-145-201 Wikidata           |                                                          |
| Obere Ziegelangerstraße 1 (Standort)                                       | Wohnhaus                                                                                       | Zweigeschossiger, traufständiger Satteldachbau, verputzt, 1832 | D-4-76-145-202 Wikidata           | Wohnhaus                                                 |
| Obere Ziegelangerstraße 13 (Standort)                                      | Wohnstallhaus                                                                                  | Zweigeschossiger, giebelständiger Halbwalmdachbau, Obergeschoss und Giebel verschiefert, 1841 | D-4-76-145-203 Wikidata           | Wohnstallhaus                                            |
| Pottugäßchen 1 (Standort)                                                  | Wohnhaus                                                                                       | Dreigeschossiger Satteldachbau in Ecklage, Obergeschosse und Giebel verschiefert, 1841 | D-4-76-145-204 Wikidata           | Wohnhaus                                                 |
| Rodacher Straße 2 (Standort)                                               | Wohnhaus                                                                                       | Zweigeschossiger Sandsteinquaderbau mit Walmdach, 1844, 1925 steingerecht wieder aufgebaut | D-4-76-145-205 Wikidata           | weitere Bilder                                           |
| Rosenau 3 (Standort)                                                       | Wohnhaus                                                                                       | Freistehender, zweigeschossiger Satteldachbau, Fachwerkobergeschoss und Giebel verschiefert, Kern 1672/1674 | D-4-76-145-206 Wikidata           | weitere Bilder                                           |
| Rosenau 4 (Standort)                                                       | Gasthaus Appels Max                                                                            | Zweigeschossiger Walmdachbau mit Sandsteinerdgeschoss und verputztem Fachwerkobergeschoss, Kern wohl 18. Jahrhundert, Zwerchhaus 1893 | D-4-76-145-207 Wikidata           | weitere Bilder                                           |
| Rosenau 6a (Standort)                                                      | Wohnhaus                                                                                       | Dreigeschossiger Walmdachbau mit Ziergiebeln, Ziegelbau mit Sandsteingliederung, Historismus in der Art der deutschen Renaissance, um 1900 | D-4-76-145-421 Wikidata           | weitere Bilder                                           |
| Rosenau 17 (Standort)                                                      | Kleinhaus, ehemaliges Fischerhaus                                                              | Eingeschossiger, giebelständiger Satteldachbau, massiv und verputzt, um 1800 | D-4-76-145-432 Wikidata           | Kleinhaus, ehemaliges Fischerhaus                        |
| Rosenau 19 (Standort)                                                      | Zwei Wohnhäuser, ehemals zwei Fischerhäuser                                                    | Zweigeschossig, verputzt, vorderes Haus mit Walmdach, rückwärtiges mit Satteldach, Ende 18. Jahrhundert | D-4-76-145-433 Wikidata           | Zwei Wohnhäuser, ehemals zwei Fischerhäuser              |
| Rosenbergstraße 12 (Standort)                                              | Gemälde und Muttergottes                                                                       | Gemälde 1765 Muttergottes um 1500 | D-4-76-145-210 Wikidata           | BW                                                       |
| Rosenbergstraße 19 (Standort)                                              | Benefiziatenhaus                                                                               | Zweigeschossiger Walmdachbau mit Sandsteinquadererdgeschoss und Sandsteingliederungen, barockisierend, um 1910 | D-4-76-145-422 Wikidata           | Benefiziatenhaus                                         |
| Schwedenstraße 1 (Standort)                                                | Wohn- und Geschäftshaus, sogenanntes Dümleinshaus, Bankgebäude                                 | Zweigeschossiger Sandsteinquaderbau mit Mansardwalmdach, übergiebeltem Mittelrisalit und Pilastergliederung, 1768 | D-4-76-145-211 Wikidata           | weitere Bilder                                           |
| Schwedenstraße 2/2a (Standort)                                             | Wohn- und Geschäftshaus                                                                        | Zweigeschossiger Sandsteinquaderbau mit Mansardwalmdach, 1828, Teil der Südwand 18. Jahrhundert | D-4-76-145-212 Wikidata           | weitere Bilder                                           |
| Schwedenstraße 6 (Standort)                                                | Wohn- und Geschäftshaus                                                                        | Dreigeschossiger Walmdachbau, untere Geschosse 17./18. Jahrhundert, zweites Obergeschoss 1866 | D-4-76-145-213 Wikidata           | weitere Bilder                                           |
| Schwedenstraße 8 (Standort)                                                | Wohn- und Geschäftshaus                                                                        | Zweigeschossiger, giebelständiger Satteldachbau, im Kern 1645, Fassade 1868 | D-4-76-145-214 Wikidata           | weitere Bilder                                           |
| Schwedenstraße 11 (Standort)                                               | Wohn- und Geschäftshaus, sogenanntes Zinngießershaus                                           | Zweigeschossiger Satteldachbau in Ecklage mit Fachwerkobergeschoss, im Kern wohl 17. Jahrhundert, Erdgeschoss modern verändert | D-4-76-145-215 Wikidata           | weitere Bilder                                           |
| Schwedenstraße 12 (Standort)                                               | Wohn- und Geschäftshaus                                                                        | Zweigeschossiger, giebelständiger Satteldachbau, im Kern Fachwerkbau des 17. Jahrhunderts, Sandsteinquaderfassade 19. Jahrhundert | D-4-76-145-216 Wikidata           | Wohn- und Geschäftshaus                                  |
| Schwedenstraße 14 (Standort)                                               | Wohn- und Geschäftshaus                                                                        | Zweigeschossiger, giebelständiger Satteldachbau, im Kern Fachwerkbau des 17. Jahrhunderts, Fassade 19. Jahrhundert | D-4-76-145-217 Wikidata           | Wohn- und Geschäftshaus                                  |
| Schwedenstraße 15 (Standort)                                               | Wohn- und Geschäftshaus                                                                        | Zweigeschossiger, giebelständiger Satteldachbau, im Kern Fachwerkbau, 17. Jahrhundert, Fassade mit Sandsteingliederung und Giebelverschieferung um 1800 | D-4-76-145-218 Wikidata           | weitere Bilder                                           |
| Schwedenstraße 17 (Standort)                                               | Wohn- und Geschäftshaus                                                                        | Eingeschossiger, giebelständiger Satteldachbau mit Sandsteinerdgeschoss, Giebel verputzt, im Kern Fachwerkhaus, 17. Jahrhundert, rückwärtiger Satteldachbau mit verschiefertem Obergeschoss | D-4-76-145-219 Wikidata           | Wohn- und Geschäftshaus                                  |
| Schwedenstraße 18 (Standort)                                               | Wohn- und Geschäftshaus, ehemalige Obere Badestube                                             | Eingeschossiger Satteldachbau mit Fachwerkgiebel, im Kern 1661, Ausbau 1830 | D-4-76-145-220 Wikidata           | weitere Bilder                                           |
| Schwedenstraße 18 (Standort)                                               | Traufseithaus                                                                                  | Eingeschossiger Fachwerkbau mit Sandsteinfassade, frühes 18. Jahrhundert | D-4-76-145-220 zugehörig Wikidata | weitere Bilder                                           |
| Schwedenstraße 18 (Standort)                                               | Rückgebäude                                                                                    | Zweigeschossiger Mansardwalmdachbau mit verschiefertem Obergeschoss, um 1800 | D-4-76-145-220 zugehörig Wikidata | BW                                                       |
| Schwedenstraße (Standort)                                                  | Neues Werk, Bestandteil der ehemaligen Stadtbefestigung                                        | Trapezförmig vorgezogener bastionärer Ausbau, erste Hälfte 18. Jahrhundert | D-4-76-145-1 zugehörig Wikidata   | weitere Bilder                                           |
| Schwedenstraße 20 (Standort)                                               | Wohn- und Geschäftshaus                                                                        | Zweigeschossiger Walmdachbau, verputzt, im Kern 17./18. Jahrhundert | D-4-76-145-222 Wikidata           | weitere Bilder                                           |
| Schwedenstraße 22 (Standort)                                               | Wohn- und Geschäftshaus                                                                        | Eingeschossiger, traufseitiger Satteldachbau, verputzt, Giebel verschiefert, im Kern wohl 17. Jahrhundert | D-4-76-145-223 Wikidata           | weitere Bilder                                           |
| Schwedenstraße 23 (Standort)                                               | Wohnhaus                                                                                       | Zweigeschossiger, traufseitiger Satteldachbau mit Lukarne, Fachwerk, Giebel verschiefert, wohl um 1700 | D-4-76-145-224 Wikidata           | Wohnhaus                                                 |
| Schwedenstraße 24 (Standort)                                               | Wohn- und Geschäftshaus, ehemalige Lenkerschmiede                                              | Zweigeschossiger, traufseitiger Satteldachbau, verschiefertes Fachwerkobergeschoss drittes Viertel 17. Jahrhundert, Straßenfront des 18. Jahrhunderts modern verändert | D-4-76-145-225 Wikidata           | Wohn- und Geschäftshaus, ehemalige Lenkerschmiede        |
| Schwedenstraße 26 (Standort)                                               | Wohn- und Geschäftshaus                                                                        | Zweigeschossiger Satteldachbau in Ecklage mit teilweise verkleidetem Fachwerkobergeschoss und verschiefertem Giebel, 17. Jahrhundert, Erdgeschoss durch Ladeneinbau verändert | D-4-76-145-226 Wikidata           | weitere Bilder                                           |
| Schwedenstraße 27 (Standort)                                               | Gasthof zum Geisberg                                                                           | Zweigeschossiger Walmdachbau mit verschiefertem Obergeschoss, 18. Jahrhundert, Erdgeschoss modern verkleidet | D-4-76-145-227 Wikidata           | weitere Bilder                                           |
| Schwedenstraße 28 (Standort)                                               | Wohnhaus                                                                                       | Eingeschossiger, giebelständiger Satteldachbau mit Kniestock, im Kern 17. Jahrhundert, modern verkleidet, rückseitig Holzgalerie | D-4-76-145-228 Wikidata           | weitere Bilder                                           |
| Schwedenstraße 29 (Standort)                                               | Wohnhaus                                                                                       | Zweigeschossiger Walmdachbau mit verschiefertem Obergeschoss, Fachwerk, im Kern 17. Jahrhundert, Ausbau 1818 | D-4-76-145-229 Wikidata           | Wohnhaus                                                 |
| Schwedenstraße 30 (Standort)                                               | Wohnhaus                                                                                       | Zweigeschossiger Walmdachbau aus Sandsteinquadern mit gefugten Ecklisenen, abgewalmter Lukarne und Treppenhausanbau, 1844 | D-4-76-145-230 Wikidata           | Wohnhaus                                                 |
| Spitalstraße 5 (Standort)                                                  | Wohn- und Geschäftshaus                                                                        | Zweigeschossiger Mansardwalmdachbau mit Sandsteinquaderfassade, 18./19. Jahrhundert | D-4-76-145-231 Wikidata           | weitere Bilder                                           |
| Spitalstraße 7 (Standort)                                                  | Wohnhaus                                                                                       | Zweigeschossiger, giebelständiger Satteldachbau, im Kern Fachwerk, Giebel verschiefert, 1648, Ausbau zweite Hälfte 18. Jahrhundert | D-4-76-145-232 Wikidata           | weitere Bilder                                           |
| Spitalstraße 9 (Standort)                                                  | Katholische Spitalkirche St. Anna                                                              | Langhaus zum Spitalgebäude des 18. Jahrhunderts gehörig (dort auch Dachreiter), mit Streben besetzter Chor mit Fünfachtelschluss, 1464–1467; mit Ausstattung | D-4-76-145-233 Wikidata           | weitere Bilder                                           |
| Spitalstraße 9 (Standort)                                                  | Bürgerspital, ehemaliges Spital                                                                | Zweigeschossiger Walmdachbau mit Seitenflügeln und Sandsteingliederung, verputzt, 1715–1718 nach Plänen von Johann Dientzenhofer | D-4-76-145-234 Wikidata           | weitere Bilder                                           |
| Spitalstraße 9 (Standort)                                                  | Bürgerspital, ehemaliges Krankenhaus                                                           | Zweigeschossiger Walmdachbau mit Pilastergliederung und Dreiecksgiebel, 1821, Bauleitung durch Johann Baptist Dietrich | D-4-76-145-234 zugehörig Wikidata | weitere Bilder                                           |
| Spitalstraße 9 (Standort)                                                  | Bürgerspital, Nebengebäude                                                                     | Massiver Walmdachbau mit gefugter Eckquaderung | D-4-76-145-234 zugehörig Wikidata | weitere Bilder                                           |
| Stadtgraben 15 (Standort)                                                  | Ehemalige Korbwarenmanufaktur                                                                  | Dreigeschossiger, reich gegliederter Sandsteinquaderbau in Ecklage mit Walmdach, zweite Hälfte 19. Jahrhundert | D-4-76-145-236 Wikidata           | weitere Bilder                                           |
| Stadtgraben (Standort)                                                     | Schiefer- oder Mäuseturm, Bestandteil der ehemaligen Stadtbefestigung                          | Zweigeschossiger, runder Turmstumpf, Sandstein, 1509 | D-4-76-145-1 zugehörig Wikidata   | weitere Bilder                                           |
| Stadtgraben (Standort)                                                     | Stadtgraben, Bestandteil der ehemaligen Stadtbefestigung                                       | Um 1323 angelegt, Ausbau 1384–1400 | D-4-76-145-1 zugehörig Wikidata   | Stadtgraben, Bestandteil der ehemaligen Stadtbefestigung |
| Strauer Straße 2 (Standort)                                                | Wohnhaus                                                                                       | Dreigeschossiger, gegliederter Sandsteinquaderbau mit Walmdach, 1832, 1890 | D-4-76-145-238 Wikidata           | weitere Bilder                                           |
| Strauer Straße 4 (Standort)                                                | Wohn- und Geschäftshaus                                                                        | Zweigeschossiger, traufständiger Satteldachbau mit Fachwerkobergeschoss, nach 1661, Erdgeschoss modern verändert | D-4-76-145-239 Wikidata           | Wohn- und Geschäftshaus                                  |
| Strauer Straße 7 (Standort)                                                | Magolds Gaststätte                                                                             | Dreigeschossiger Walmdachbau, Fachwerk, im Kern 1709, Ausbau mit Sandsteinfassade 19. Jahrhundert | D-4-76-145-240 Wikidata           | Magolds Gaststätte                                       |
| Strauer Straße 9 (Standort)                                                | Wohnhaus                                                                                       | Zweigeschossiger Mansardwalmdachbau, im Kern Fachwerk, 17. Jahrhundert, Sandsteinfassade Ende 18. Jahrhundert | D-4-76-145-241 Wikidata           | weitere Bilder                                           |
| Strauer Straße 11 (Standort)                                               | Wohnhaus                                                                                       | Zweigeschossiger, giebelständiger Halbwalmdachbau, verputzt, frühes 19. Jahrhundert, im Kern 1646 | D-4-76-145-242 Wikidata           | weitere Bilder                                           |
| Strauer Straße 12 (Standort)                                               | Evangelisch-lutherische Christuskirche, Pfarrkirche                                            | Sandsteinquaderbau mit Lisenengliederung und Satteldach, Fassadenturm mit Spitzhelm, eingezogener, mit Streben besetzter Chor, neugotisch, 1861 nach Plänen von Zeitler, ausgeführt von Georg Zeuß; mit Ausstattung | D-4-76-145-434 Wikidata           | weitere Bilder                                           |
| Strauer Straße 15 (Standort)                                               | Wohn- und Geschäftshaus                                                                        | Zweigeschossiger, gegliederter Sandsteinquaderbau in Ecklage mit Walmdach und übergiebeltem Zwerchhaus, 1842 | D-4-76-145-243 Wikidata           | weitere Bilder                                           |
| Strauer Torweg 2 (Standort)                                                | Wohnhaus                                                                                       | Dreigeschossiger, traufständiger Satteldachbau mit Fachwerkobergeschossen, um 1634, rückwärtig Holzgalerie, 18. Jahrhundert | D-4-76-145-244 Wikidata           | weitere Bilder                                           |
| Strauer Torweg 4 (Standort)                                                | Ehemaliges Frühmesshaus                                                                        | Dreigeschossiger Walmdachbau mit Fachwerkobergeschossen, im Kern 1535, Ausbau 18. Jahrhundert | D-4-76-145-245 Wikidata           | weitere Bilder                                           |
| Strauer Torweg 5 (Standort)                                                | Ehemaliges Torhüterhaus des Strauer Tores                                                      | Satteldachbau, 1758, Aufstockung mit Erker und Dachhäuschen 1921/1923 | D-4-76-145-246 Wikidata           | weitere Bilder                                           |
| Strauer Torweg 6 (Standort)                                                | Wohnhaus, sogenanntes Schlotfegershäuschen                                                     | Traufständiger Krüppelwalmdachbau mit Fachwerkobergeschoss, im Kern spätmittelalterlich, Ausbau 17.–19. Jahrhundert | D-4-76-145-247 Wikidata           | weitere Bilder                                           |
| Ziegelanger 8 (Standort)                                                   | Wohnhaus, ehemaliges Flößerhaus, sogenannte Klause                                             | Eingeschossiger, traufständiger Krüppelwalmdachbau, massiv und verputzt, mit Sandsteinrahmungen, Giebel verschiefert, 1820 | D-4-76-145-248 Wikidata           | Wohnhaus, ehemaliges Flößerhaus, sogenannte Klause       |
| Ziegelanger 11 (Standort)                                                  | Wohnhaus                                                                                       | Zweigeschossiger Satteldachbau, Sandsteinrahmungen, Obergeschoss und Giebel holzverschalt, 1819 | D-4-76-145-249 Wikidata           | Wohnhaus                                                 |
| Ziegelangerbergweg 4, auf dem Grundstück (Standort)                        | Bildstockfragment                                                                              | Sandstein, 19. Jahrhundert Bei diesem Fragment handelt es sich um die obere Hälfte des Aufsatzes eines Bildstocks aus dem 19. Jahrhundert; sie wurde auf einen jüngeren Stein mit der reliefierten Inschrift „G B 1846“ aufgesetzt und in einen kleinen Treppenaufgang eingemauert. Unter dem eingezogenen Rundbogen ist als Relief die Glosberger Muttergottes dargestellt.:60–61 Eine Marienstatue in dem nördlich der Kreisstadt Kronach gelegenen Wallfahrtsort soll 1727 mehrmals blutige Tränen geweint haben, weshalb dieses Motiv auf zahlreichen Bildstöcken im Frankenwald zu finden ist. | D-4-76-145-251 Wikidata           | BW                                                       |
| Haßlacher Berg, an der Straße nach Ziegelerden (Standort)                  | Wegkreuz                                                                                       | Holz, 18. Jahrhundert Der kegelförmige Sockel, auf dem dieses gefaste Wegkreuz steht, ist aus Bruchsteinen gemauert. Am Kreuzkopf über dem weiß bemalten Korpus befindet sich eine Schriftrolle mit den Buchstaben „INRI“. Dem Schutz vor Witterungseinflüssen dienen ein überstehendes, giebelförmiges Blechdech und eine rautenförmig angelegte Rückwand aus Brettern. Das Kreuz wurde 1798 in einem Hutrechtsvertrag, der zwischen der Stadt Kronach und dem damaligen Besitzer geschlossen wurde, erstmals erwähnt.:50 | D-4-76-145-254 Wikidata           | Wegkreuz                                                 |
| Vogelherd, etwa 1,5 km nördlich der Festung Rosenberg (Standort)           | Bildstock                                                                                      | Sandstein, verjüngter Pfeiler und vierseitiger Aufsatz mit Bildreliefs, Rundbogengiebeln und abschließender Steinkugel, 1769 Der konkav-konvexe Sockel dieses Flurdenkmals ist an der Westseite mit der Jahreszahl „1769“ bezeichnet. Die vier Seiten des unterteilten Pfeilerschafts sind mit Bandelwerk verziert. Ein gestuftes Kapitell trägt den vierseitigen Aufsatz, der mit einer Steinkugel bekrönt ist und dessen Basis und die eingezogenen Rundbogen mit Blattfries dekoriert sind. Die Reliefs zeigen gegen Osten den heiligen Petrus, gegen Westen die Krönung Mariens, gegen Süden die heilige Barbara und gegen Norden die Glosberger Muttergottes.:59 | D-4-76-145-256 Wikidata           | Bildstock                                                |
| Vogelherd, etwa 1,5 km nördlich der Festung Rosenberg (Standort)           | Grenzstein                                                                                     | Bezeichnet „1718“ Der Grenzstein trägt als Inschrift die Initialen „C H“ und die Jahreszahl „1718“.:59 | D-4-76-145-257 Wikidata           | Grenzstein                                               |
| Am nordwestlichen Ende des Vogelherdes (Standort)                          | Sockel eines Bildstocks                                                                        | Sandstein, 18. Jahrhundert Der originale Schaft dieses Bildstocks aus dem 18. Jahrhundert ist abgegangen, erhalten sind lediglich der Sockel und der Aufsatz. Ersterer wird von kräftigen Voluten flankiert und trägt an der Nord- und an der Südseite eine Rosette. Auf dem Sockel ruht ein glatter Pfeilerschaft, der als Aufsatz eine vom Kronacher Bildhauer Heinrich Schreiber angefertigte moderne Darstellung der Maria mit dem Jesuskind trägt. Der originale Aufsatz des Flurdenkmals wurde in einen neu erstellten Bildstock auf dem Anwesen Johann-Knoch-Gasse 10 integriert.:58–60 | D-4-76-145-258 Wikidata           | Sockel eines Bildstocks                                  |
| Entlang des Weges auf den Kreuzberg (Standort)                             | Kreuzweg, Stationen 1 bis 9                                                                    | Sandstein, 1739 | D-4-76-145-259 Wikidata           | weitere Bilder                                           |
| Am Kreuzberg (Standort)                                                    | Wegkapelle                                                                                     | 19. Jahrhundert Diese Kapelle wurde 1966 zur Förderung des Gedankens der Ökumene zwischen den christlichen Konfessionen vom katholischen Gesellenverein Kronach erbaut. Im Innenraum befinden sich mehrere Werke des Kronacher Bildhauers Heinrich Schreiber. Eine vertikal aufragende Sandsteinplatte mit einer Darstellung des Abendmahls erfüllt die Funktion des Altares. Weitere Bestandteile der Ausstattung sind ein im Stein verankertes, modernes Kruzifix und ein daneben stehender Bronzeleuchter. Eine Marmortafel an der Außenwand erinnert an den Kronacher Heinrich Förster, der am 24. Juni 1972 (Johannistag) bei einem Verkehrsunfall am Standort der Kapelle ums Leben kam.:76–77 | D-4-76-145-260 Wikidata           | Wegkapelle                                               |
| Landesgartenschaugelände, nordöstlich des Kleienwehrs (Standort)           | Bildstock                                                                                      | Sandstein, Pfeiler und Aufsatz mit seitlichen Voluten, Rundbogendach und Steinkreuz, 17. Jahrhundert Dieser Bildstock ist aus einem einzigen Stück Sandstein gearbeitet. Der Pfeilerschaft, dessen Schmalseiten gefeldert sind, wächst aus dem leicht ausgestellten Sockel, seine Stirnseite enthält eine Ohrmuschelkartusche mit der Inschrift „Renoviert 1895 / 1982“. Der seitlich ausladende Aufsatz schließt mit einem eingezogenen Rundbogen, die Schmalseiten werden von kräftigen Voluten flankiert. In der tiefen, rundbogigen Bildnische an der Vorderseite ist eine Bildtafel angebracht, die Rückseite ist leer. Als Bekrönung dient ein steinernes Kleeblattkreuz.:57 | D-4-76-145-261 Wikidata           | weitere Bilder                                           |

### Birkach
| Lage                                                                         | Objekt                           | Beschreibung | Akten-Nr.               | Bild                             |
| ---------------------------------------------------------------------------- | -------------------------------- | --- | ----------------------- | -------------------------------- |
| Birkach 1 (Standort)                                                         | Ehemaliges bischöfliches Burggut | Zweigeschossiger Walmdachbau mit Sandsteingliederung, bezeichnet „1838“, im Kern wohl 14. Jahrhundert | D-4-76-145-264 Wikidata | Ehemaliges bischöfliches Burggut |
| Johannisholz, etwa 750 m südwestlich des Gutes am Franziskanerweg (Standort) | Bildstock                        | Sandstein, gestufter Pfeiler und Aufsatz mit Muschelabschluss, 1786 Die Formgebung dieses Flurdenkmals ist im Landkreis Kronach einmalig. Der geschwungene Sockel ist mit Akanthusdekor versehen und trägt an der Vorderseite die Inschrift „Erneuert J. B. Martin Glosberg 1927“. Auf dem Sockel steht der geschweifte Säulenschaft, an dessen Unterteil sich über einem Engelskopf eine Kartusche mit der folgenden Inschrift befindet: „Jch Johann Caspar Beyer von Birckig habe zu ehren der heiligen dreyfalltigkeit aufrichten lasen bittet vor mich ich bitte vor eüch 1786“. Der Aufsatz des Bildstocks ist von einem Rundbogen geschlossen und wird an seinen Ecken von geflügelten Engelsköpfen flankiert. Das Relief an der Stirnseite zeigt die Krönung Mariens durch die Trinität, an den Schmalseiten befinden sich eine Darstellung der Taufe Jesu und ein Vesperbild.:3 | D-4-76-145-265 Wikidata | Bildstock                        |

### Dennach
| Lage                 | Objekt           | Beschreibung                                                                                      | Akten-Nr.               | Bild             |
| -------------------- | ---------------- | ------------------------------------------------------------------------------------------------- | ----------------------- | ---------------- |
| Dennach 3 (Standort) | Bildstockaufsatz | Sandstein, vierseitig, mit Rundbogengiebeln, Steinkugel und doppeltem Eisenkreuz, 18. Jahrhundert | D-4-76-145-395 Wikidata | Bildstockaufsatz |

### Dobersgrund
| Lage                         | Objekt     | Beschreibung | Akten-Nr.              | Bild       |
| ---------------------------- | ---------- | --- | ---------------------- | ---------- |
| Bei Dobersgrund 7 (Standort) | Wegkapelle | Sandsteinquaderbau mit schiefergedecktem Satteldach, bezeichnet „1736“ Bei Renovierungsarbeiten im Jahr 2010 wurde über der Eingangstür der Kapelle eine Inschrift mit den Initialen „A B W“ und der Jahreszahl 1736 freigelegt. Die gesamte Rückwand im Innenraum des Gebäudes war bis dahin von einer Blechtafel aus dem 19. Jahrhundert bedeckt, die eine Darstellung der Vierzehn Nothelfer zeigt und dem Kronacher Künstler Lorenz Kaim zugeschrieben wird. Die Tafel wurde im Zuge der Bauarbeiten entfernt und soll nach einer Restaurierung museal präsentiert werden. Als Ersatz wurden vom Kronacher Bildhauer Heinrich Schreiber angefertigte Keramiktafeln in der Kapelle angebracht, die ebenfalls die Vierzehn Nothelfer zeigen.:82–83 | D-4-76-145-76 Wikidata | Wegkapelle |

### Dörfles
| Lage                                                                               | Objekt                                   | Beschreibung | Akten-Nr.               | Bild                                     |
| ---------------------------------------------------------------------------------- | ---------------------------------------- | --- | ----------------------- | ---------------------------------------- |
| Am Kalkwerk 3/5 (Standort)                                                         | Wohnstallhaus                            | Eingeschossiges, traufständiges Doppelhaus mit Walmdach, Stallteil in hohem Sockelgeschoss, massiv und verputzt, 1828 | D-4-76-145-273 Wikidata | BW                                       |
| Bei Dörfles 10 am Ufer der Kronach (Standort)                                      | Stundenstein                             | Monolithische Sandsteinsäule mit Kegelspitze auf quadratischer Plinthe, bezeichnet „1 Stunde von Kronach“, wohl erste Hälfte 19. Jahrhundert oder älter | D-4-76-145-583          | Stundenstein                             |
| Dörfles 14 (Standort)                                                              | Wohnhaus                                 | Zweigeschossiger Walmdachbau mit Sandsteingliederung und übergiebeltem Mittelrisalit, verputzt, 1827 | D-4-76-145-272 Wikidata | Wohnhaus                                 |
| Bei Dörfles 15 (Standort)                                                          | Katholische Kapelle St. Joseph           | Dreiseitig geschlossener Satteldachbau mit Dachreiter und Schieferdeckung, neugotisch, 1883, 1975 erneuert Die neugotische Kapelle wurde im Jahr 1883 vom Ökonomen Georg Wich als Dank für die Genesung von einem schweren körperlichen Leiden gestiftet. Der Glockenturm wurde erst einige Jahre später ergänzt; die beiden Vorgänger der heutigen zwei Zentner schweren Glocke wurden im Ersten und im Zweiten Weltkrieg für die Gewinnung von Kriegsmaterialien eingeschmolzen. Die Kapelle musste 1972 dem Neubau des Jugendheims weichen und wurde 1974 etwa 20 Meter nördlich des alten Standorts neu errichtet.:28–29 | D-4-76-145-270 Wikidata | weitere Bilder                           |
| Bei Dörfles 15 (Standort)                                                          | Bildstock, sogenannte Duobls-Marter      | Sandstein, reliefierter Pfeiler und vierseitiger Aufsatz mit Rundbogengiebeln und Eisenkreuz, 18. Jahrhundert Dieser Bildstock steht auf einem konkav-konvex geformten Sockel, auf dem sich der mit Bandelwerk verzierte Pfeilerschaft erhebt. Der vierseitige Aufsatz trägt ein einfaches Eisenkreuz als Bekrönung. Die Reliefs unter seinen eingezogenen Rundbogen zeigen die Krönung Mariens, die Taufe Jesu, den heiligen Georg und den heiligen Johannes Nepomuk.:11–12 | D-4-76-145-271 Wikidata | weitere Bilder                           |
| Dörfleser Anger 33 (Standort)                                                      | Bildstock, sogenannte Schulles-Marter    | Sandstein, Pfeiler und vierseitiger Aufsatz mit Rundbogengiebeln, Steinkugel und Eisenkreuz, 18. Jahrhundert Dieses Flurdenkmal im Stil des 18. Jahrhunderts entstand wahrscheinlich erst im 19. oder 20. Jahrhundert als Ersatz für einen älteren Bildstock. Der konkav-konvexe Sockel trägt einen Pfeilerschaft mit der Inschrift „Zur Ehre der Heiligen Familie“. Unterhalb der Inschrift befindet sich eine reliefierte Rosette. Der Aufsatz wird von eingezogenen Rundbogen geschlossen und trägt als Bekrönung eine Steinkugel und ein Eisenkreuz. Die Reliefs an den vier Seiten zeigen die Heilige Familie, ein Kreuz mit einem anbetenden Stifter, das Christusmonogramm, ebenfalls mit Anbetendem, und eine Darstellung des heiligen Andreas.:12 Der Überlieferung nach ließen die Vorfahren der Eigentümer das Flurdenkmal aus Dankbarkeit errichten, nachdem sie ein im Umfeld des Vorgängerdenkmals ausgesetztes Findelkind aufgenommen hatten und in der Folge privates und wirtschaftliches Glück erfuhren. Im Jahr 1980 musste der Bildstock für den Ausbau der benachbarten Straße zeitweise abgebaut werden. Bei den Arbeiten am Fundament wurde dort ein nahezu unbeschädigter Bildstockaufsatz mit einer rundbogigen Bildnische entdeckt, der als Rollierung verwendet worden war. Ein in die Bildnische passendes Sandsteinrelief mit der Krönung Mariens und der Jahreszahl 1707, das vom Eigentümer des Bildstocks verwahrt wurde, ermöglichte die Datierung dieses ehemaligen Bildstocks. | D-4-76-145-274 Wikidata | Bildstock, sogenannte Schulles-Marter    |
| Bei Rosenweg 2, an der Straße nach Kronach, 150 m südwestlich des Ortes (Standort) | Bildstock, sogenannte Bauesch-Marter     | Sandstein, ionische Säule und vierseitiger Aufsatz mit Rundbogengiebeln, 1714 Der Sockel dieses ionischen Bildstocks ist konkav-konvex profiliert; er trägt einen Säulenschaft, der im unteren Viertel kanneliert ist und mit einem mit Voluten verzierten Kapitell endet. Auf dem Kapitell ruht der von Segment- und Rundbogen geschlossene Aufsatz, der an der Ostseite mit der Inschrift „I M M B M 1714“ bezeichnet ist und als Bekrönung eine Steinkugel mit einem Eisenkreuz trägt. Die reliefierten Felder des Aufsatzes werden von Eckvorlagen getrennt. An der Ostseite ist die Krönung Mariens dargestellt, an der Nordseite die heilige Barbara. Am Rundbogen über der Heiligen befindet sich die Inschrift „Hl. Barbara Bitt Für uns“. Die Westseite zeigt ein eingeritztes Kreuz und die Südseite den Heiligen Matthias. Der Rundbogen über der Darstellung des Apostels trägt die Inschrift „Hl. Matthias Bitt Für uns“. Das Flurdenkmal erinnert an einen Mann, der aufgrund von Handelsstreitigkeiten erschlagen worden sein soll.:12–13 | D-4-76-145-277 Wikidata | Bildstock, sogenannte Bauesch-Marter     |
| Nordöstlicher Ortsausgang, am Fußweg nach Friesen (Standort)                       | Bildstock, sogenannte Hanshaners-Marter  | Sandstein, Pfeiler und zweiseitiger Aufsatz mit Bogendach und Steinkugel, 1693 Der Sockel des Bildstocks ist an drei Seiten gefeldert, die Rückseite trägt die Inschrift „H 1693 H“. Auf dem Sockel ruht ein glatter Pfeilerschaft, der den mit einem Rundbogen geschlossenen und mit einer Steinkugel bekrönten Aufsatz trägt. Am Unterteil des Aufsatzes befindet sich ein Medaillon ohne Inschrift, das von Voluten flankiert wird. In den drei Bildnischen befinden sich Bronzereliefs mit Darstellungen der Vierzehn Nothelfer, die 1967 vom Kronacher Bildhauer Heinrich Schreiber angefertigt wurden. Das Flurdenkmal wurde zum Gedenken an den früheren Besitzer eines etwas außerhalb des Ortes gelegenen Anwesens errichtet. Dieses Haus besaß kein Braurecht, weshalb Bier aus dem nahegelegenen Ort geholt werden musste. Der Hausbesitzer soll eines nachts beim Bierholen am Standort des Bildstocks erschlagen worden sein.:10–11 | D-4-76-145-275 Wikidata | Bildstock, sogenannte Hanshaners-Marter  |
| Am Fußweg nach Kronach, etwa 100 m östlich des Ortes (Standort)                    | Wegkapelle                               | Sandsteinquaderbau mit Satteldach, 1777; mit Ausstattung Die Kapelle stand ursprünglich südlich des Ortes in der Nähe der Staatsstraße 2200. Im Jahr 1982 wurde sie nach dem Ausbau der Straße um etwa 300 Meter an ihren heutigen Standort an einem Fußweg am Fuße des Kreuzberges versetzt.:30–31 | D-4-76-145-276 Wikidata | Wegkapelle                               |
| Waldweg nach Bierberg, 1,15 km nordwestlich des Ortes (Standort)                   | Bildstock, sogenannte Aufschläger-Marter | Sandstein, gestufter Pfeiler und zweiseitiger Aufsatz mit Bogendach und Steinkugel, 1736, renoviert 1976 Vom ursprünglichen Bildstock sind lediglich der konkav-konvex geformte Sockel und der mit einem Rundbogen geschlossene, zweiseitige Aufsatz erhalten. Das Relief an dessen Stirnseite zeigt die Glosberger Muttergottes. In einer kleinen Kartusche unter dem Relief waren als Inschrift die bereits stark verwitterten Initialen „S T S“ eingemeißelt. Auf der Rückseite des Aufsatzes befindet sich ein eingeritztes Kleeblattkreuz, dessen Querbalken mit der Jahreszahl „1736“ bezeichnet ist. An den beiden Schmalseiten sind kleine Kreuze zu erkennen.:13 Im Jahr 1976 wurde der Bildstock renoviert und mit einem neugeschaffenen Pfeiler wieder vervollständigt. Das Flurdenkmal soll an einen „Aufschläger“ (wohl eine altertümliche Bezeichnung für einen Zöllner) erinnern, der sich am Standort des Bildstocks das Leben genommen haben soll.:13 | D-4-76-145-278 Wikidata | Bildstock, sogenannte Aufschläger-Marter |

### Fischbach
| Lage                            | Objekt                                          | Beschreibung | Akten-Nr.               | Bild                      |
| ------------------------------- | ----------------------------------------------- | --- | ----------------------- | ------------------------- |
| Fischbach 14 (Standort)         | Putzbau                                         | Mit abgewalmtem Mansarddach, 1832                                                                                  | D-4-76-145-283 Wikidata | BW                        |
| Fischbach 15 (Standort)         | Wohnstallhaus                                   | Eingeschossig, mit Satteldach, bezeichnet „1844“                                                                   | D-4-76-145-423 Wikidata | Wohnstallhaus             |
| Martin-Luther-Straße (Standort) | Friedhofsmauer                                  | Sandstein, 19. Jahrhundert, mit älteren Spolien, darunter zwei spätgotische Relief-Figuren                         | D-4-76-145-424 Wikidata | Friedhofsmauer            |
| Wirtsgasse 8 (Standort)         | Pfarrhaus                                       | Walmdachbau, 1777                                                                                                  | D-4-76-145-282 Wikidata | Pfarrhaus                 |
| Wirtsgasse 12 (Standort)        | Ehemalige Gemeindekanzlei                       | Satteldachbau, 1755                                                                                                | D-4-76-145-281 Wikidata | Ehemalige Gemeindekanzlei |
| Bei Wirtsgasse 12 (Standort)    | Dorflinde                                       | Mit Sandsteinstützanlage, wohl 18. Jahrhundert                                                                     | D-4-76-145-284 Wikidata | BW                        |
| Wirtsgasse 14 (Standort)        | Evangelisch-lutherische Pfarrkirche St. Jakobus | Saalbau, Turm am Südabschnitt der Westfassade, im Kern um 1500, Umbauten 1589, 1660 und 1702/1703; mit Ausstattung | D-4-76-145-279 Wikidata | weitere Bilder            |
| Wirtsgasse 16 (Standort)        | Schloss                                         | Dreigeschossiger Walmdachbau, nach 1525, über älterem Kern, Umbauten nach 1600 durch Hans Fridmann                 | D-4-76-145-280 Wikidata | weitere Bilder            |

### Friesen
| Lage                                                                                             | Objekt                                             | Beschreibung | Akten-Nr.               | Bild                         |
| ------------------------------------------------------------------------------------------------ | -------------------------------------------------- | --- | ----------------------- | ---------------------------- |
| Am Plan 1 (Standort)                                                                             | Bildstock                                          | Sandstein, zweistufiger Pfeiler und vierseitiger Aufsatz mit Bogengiebeln, 1918 Der Bildstock ist dem Stil des 18. Jahrhunderts nachempfunden. Der konkav-konvex geformte Sockel trägt an der Westseite die Inschrift „Errichtet zur Ehre Gottes und seiner Heiligen im Kriegsjahr 1914 : 18“. An der Ostseite ist die Inschrift „Gewidmet von Matthäus Burger Bildhauer“ eingemeißelt. Der Pfeilerschaft ist unterteilt und mit Bandelwerk verziert. Er trägt den von Rundbogen geschlossenen und mit einem Blechdach versehenen Aufsatz, dessen vier Reliefs ein Vesperbild, die Heilige Familie, die Krönung Mariens und die Vierzehn Nothelfer mit dem Jesuskind zeigen. Der Friesener Bildhauer Matthäus Burger schuf um die Wende vom 19. zum 20. Jahrhundert viele der Flurdenkmäler im Frankenwald. Dem Auftraggeber dieses Bildstocks sollen die Geldmittel ausgegangen sein, weshalb er das bestellte Kunstwerk in der Werkstatt des Bildhauers zurückließ. Da dieser keinen anderen Käufer für den Bildstock fand, stellte er ihn auf seinem eigenen Grundstück auf.:23 | D-4-76-145-285 Wikidata | Bildstock                    |
| Am Plan 2, auf der Brücke (Standort)                                                             | Figur Johannes Nepomuk                             | Sandstein, Werkstatt des Pankraz Fries, drittes Viertel 18. Jahrhundert Der Sandsteinsockel ist gestuft und trägt auf einer leicht überstehenden, nach außen abgeschrägten Abschlussplatte eine Statue des Johannes Nepomuk. Das Haupt des Heiligen ist von fünf Blechsternen umgeben. Die Nordseite des Sockels trug einst die Inschrift „St. Johannes bitte für uns!“. Die Statue, die wohl aus der Werkstatt des Pankraz Fries stammt, wird von einem rundbogigen Blechdach vor Witterungseinflüssen geschützt.:16 | D-4-76-145-292 Wikidata | Figur Johannes Nepomuk       |
| Am Plan 3 (Standort)                                                                             | Satteldachbau                                      | Zweigeschossig, Erdgeschoss massiv, Obergeschoss verputztes Fachwerk, bezeichnet „1844“, zweiflügeliges hölzernes Türblatt, links aufgehender, rechts stehender Flügel, jeweils dreifeldrig, Biedermeier | D-4-76-145-286 Wikidata | Satteldachbau                |
| Am Plan 8 (Standort)                                                                             | Ehemaliges Wohnstallhaus                           | Zweigeschossiger Satteldachbau, geohrte Fensterrahmungen aus Sandstein, Obergeschoss des Querflügels und Giebel verschiefert, bezeichnet „1803“ | D-4-76-145-287 Wikidata | Ehemaliges Wohnstallhaus     |
| Am Plan 15 (Standort)                                                                            | Satteldachbau                                      | Zweigeschossig, Erdgeschoss massiv, Obergeschoss verputztes Fachwerk, Türrahmung, Sandstein, am Sturz bezeichnet „1820“ Der Keller des Anwesens beherbergt eine aus dem frühen 18. Jahrhundert stammende Mikwe, ein rituelles jüdisches Tauchbad. Da sich das Gebäude in Privatbesitz befindet, ist der Keller mit der Mikwe im Allgemeinen für die Öffentlichkeit nicht zugänglich. Anlässlich des Tags des offenen Denkmals 2021 wurde ein 3D-Scan der Lokalität erstellt, sodass diese im Rahmen eines virtuellen Rundgangs besichtigt werden kann (siehe Weblinks). | D-4-76-145-289 Wikidata | Satteldachbau                |
| Am Plan 18 (Standort)                                                                            | Wohnhaus                                           | Eingeschossiger, giebelständiger Satteldachbau mit Kniestock, Giebel verschiefert, 1839, Erdgeschoss modern verputzt | D-4-76-145-290 Wikidata | Wohnhaus                     |
| Flößerweg 12 (Standort)                                                                          | Bildstock                                          | Sandstein, verjüngter Pfeiler und Aufsatz mit Rundbogengiebel, Steinkugel und Eisenkreuz, 1772 Der konkav-konvexe Sockel dieses Bildstocks trägt an der Südseite die Inschrift „Zur Ehr Gottes hat Johann Geiger dies bild setzen lassen Ano 1772“. Auf dem Sockel ruht ein mit Bandelwerk verzierter Pfeilerschaft, der den von einem Rundbogen geschlossenen Aufsatz mit Steinkugel und schmiedeeisernem Kreuz trägt. Das Relief an der Stirnseite zeigt die Krönung Mariens, an den beiden Schmalseiten sind Darstellungen des Evangelisten Johannes und des heiligen Sebastian zu sehen; die Rückseite des Aufsatzes ist leer.:25–26 | D-4-76-145-293 Wikidata | Bildstock                    |
| Flößerweg 19 (Standort)                                                                          | Fünfwundenkreuz                                    | Holz, 19. Jahrhundert Dieses angeschuhte Fünfwundenkreuz wird von einem geschwungenen Blechdach, das sich von Querbalken zu Querbalken spannt, vor Witterungseinflüssen geschützt. Das von einer Dornenkrone umschlossene Herz, die beiden Hände und die nebeneinander dargestellten Füße werden von Glorien gerahmt. In der Vierung des Kreuzes ist eine Darstellung des Schweißtuches der Veronika mit einem reliefierten, bärtigen Christuskopf mit wallendem Haupthaar zu sehen.:16 | D-4-76-145-308 Wikidata | Fünfwundenkreuz              |
| Friesen 4 (Standort)                                                                             | Katholisches Pfarrhaus, ehemaliges Unteres Schloss | Zweigeschossiger Mansardwalmdachbau, Sockelgeschoss spätmittelalterlich, verputztes Fachwerkobergeschoss um 1803 | D-4-76-145-294 Wikidata | weitere Bilder               |
| Friesen 6 (Standort)                                                                             | Katholische Pfarrkirche St. Georg                  | Turm im Kern spätmittelalterlich, Turmobergeschoss mit Spitzhelm 17. Jahrhundert, Treppenturm der Langhausnordseite mit verschieferter Glockenhaube 1648; mit Ausstattung; Langhausneubau 1972 | D-4-76-145-295 Wikidata | weitere Bilder               |
| Friesen 8 (Standort)                                                                             | Altes Schulhaus                                    | Zweigeschossiger Sandsteinquaderbau mit Walmdach, Obergeschoss teilweise Fachwerk, um 1800 | D-4-76-145-296 Wikidata | Altes Schulhaus              |
| Friesen 9 (Standort)                                                                             | Wohnhaus                                           | Eingeschossiger, traufständiger Mansardhalbwalmdachbau auf hohem Sandsteinsockel, bezeichnet „1810“ | D-4-76-145-297 Wikidata | Wohnhaus                     |
| Friesen 27 (Standort)                                                                            | Schulhaus                                          | Zweigeschossiger Ziegelbau mit Sandsteingliederung und Schieferdach, späthistoristisch, um 1900 | D-4-76-145-425 Wikidata | Schulhaus                    |
| Moschaweg 1 (Standort)                                                                           | Wohnhaus                                           | Zweigeschossiger, traufständiger Satteldachbau, Erdgeschoss Ziegel, Sandstein und Blockbau, Obergeschoss Fachwerk, verputzt, Giebel verschiefert, wohl 18. Jahrhundert | D-4-76-145-299 Wikidata | Wohnhaus                     |
| Moschaweg 4 (Standort)                                                                           | Wohnhaus, ehemalige Synagoge                       | Zweigeschossiger Satteldachbau, im Kern Blockbau des 17./18. Jahrhunderts, verschiefert | D-4-76-145-301 Wikidata | Wohnhaus, ehemalige Synagoge |
| Semmelgasse 4 (Standort)                                                                         | Keller mit Kellereingang                           | Bezeichnet „1682“ | D-4-76-145-302 Wikidata | Keller mit Kellereingang     |
| Zur Pfalz 13 (Standort)                                                                          | Ehemaliges Wohnstallhaus                           | Eingeschossiger, giebelständiger Satteldachbau, Eckpilaster Sandstein, Giebel verschiefert, im Kern 17./18. Jahrhundert | D-4-76-145-303 Wikidata | Ehemaliges Wohnstallhaus     |
| Bei Zur Pfalz 20 (Standort)                                                                      | Christus an der Geißelsäule                        | 18. Jahrhundert, Bildhäuschen erneuert Diese 65 cm hohe Darstellung des Christus an der Geißelsäule stammt wohl aus dem 18. Jahrhundert. Der Sockel, die Figur und die Geißelsäule sind aus Holz gefertigt. Am Sockel ist eine Tafel mit der Inschrift „GEGEISSELTER HEILAND VON DER WIES“ befestigt. Die Dachabdeckung des Bildhäuschens besteht aus einer mit Blech verkleideten, nach allen Seiten überstehenden Sandsteinplatte. Im Zentrum des leicht ansteigenden Daches befindet sich ein vergoldetes Eisenkreuz.:15–16 | D-4-76-145-304 Wikidata | Christus an der Geißelsäule  |
| Bei Zur Pfalz 27 (Standort)                                                                      | Bildstock                                          | Sandstein, verjüngter Pfeiler und vierseitiger Aufsatz mit Rundbögen, 18. Jahrhundert Der Sockel dieses Bildstocks ist konkav-konvex geformt und an der Ostseite mit „… 1768“ bezeichnet. Der mit Bandelwerkdekor verzierte Pfeilerschaft ist unterteilt; er trägt den mit eingezogenen Rundbogen schließenden Aufsatz, dessen Reliefs an der Ostseite die Krönung Mariens, an der Nordseite den heiligen Josef, an der Westseite die Glosberger Muttergottes und an der Südseite die heilige Margaretha zeigen. Als Bekrönung dient eine Steinkugel.:26 | D-4-76-145-305 Wikidata | BW                           |
| Zur Pfalz, Einmündung der Ortsstraße in die Staatsstraße 2200 (Standort)                         | Bildstock                                          | Sandstein, gestufter Pfeiler und Aufsatz mit Pietà-Relief, Rundbogenbedachung und Steinkreuz, 1892 Der Sockel dieses Bildstocks ist konkav-konvex profiliert. An der Ostseite trägt er die Inschrift „Franz Wich, Kaser“ und an der Westseite „Franz Fischer Pl. 1892“ (=Plan). Auf dem Sockel ruht ein unterteilter Pfeilerschaft, der an Ost- und Westseite ebenfalls Inschriften trägt und mit je einer Rosette verziert ist. Die Inschrift an der Ostseite lautet „Zur Ehre der Schmerzhaften Muttergottes Errichtet“, an der Westseite ist zu lesen: „Zur Ehre der Allerheiligsten Dreifaltigkeit Errichtet“. Der rundbogige Aufsatz zeigt gegen Osten ein Pietà-Relief und gegen Westen die Trinität; Nord- und Südseite sind leer. Als Bekrönung dient ein steinernes Kreuz.:24–25 | D-4-76-145-306 Wikidata | weitere Bilder               |
| Zur Pfalz, am Kreisverkehr, Einmündung der Kreisstraße KC 25 in die Staatsstraße 2200 (Standort) | Bildstock, sogenannte Woungers-Marter              | Sandstein, Säule und Aufsatz mit geschwungenem Abschluss und Steinkreuz, 1703 Der Sockel dieses Bildstocks ist quadratisch geformt. Er trägt eine sich verjüngende Säule, auf der ein Aufsatz mit stark geschwungenem Abschlussgesims ruht. Das Unterteil des Aufsatzes wird von Voluten flankiert und trägt die Inschrift „1 H K 7 0 B K 3“ und ein Hauszeichen. An der Vorderseite und an den beiden Schmalseiten befinden sich Bildnischen, in denen bemalte Blechtafeln angebracht sind, in die Rückseite sind ein Kreuz und das Herz Jesu eingeritzt.:24 Als Bekrönung dient ein Steinkreuz. | D-4-76-145-307 Wikidata | weitere Bilder               |
| Auf dem Flurberg (Standort)                                                                      | Wegkapelle                                         | Massivbau mit rückseitig abgewalmtem Satteldach, wohl 18. Jahrhundert Diese Kapelle wurde vom Friesener Johann Wachter aus Dankbarkeit dafür gestiftet, dass seine drei Söhne wohlbehalten aus dem Zweiten Weltkrieg zurückgekehrt waren. Im Innenraum befindet sich eine von Glorien umstrahlte Figur der Gottesmutter mit dem Jesuskind, die vom Bamberger Bildhauer Hermann Leitherer geschaffen wurde.:46–47 | D-4-76-145-309 Wikidata | Wegkapelle                   |
| Am Fußweg nach Dörfles (Standort)                                                                | Wegkreuz                                           | Wohl 18. Jahrhundert Der Fuß dieses aus breiten, wuchtigen Holzbalken gefertigten Wegkreuzes ist angeschuht. Der mit drei Nägeln am Kreuz befestigte Holzkorpus ist annähernd lebensgroß und überdurchschnittlich gearbeitet. Er wird von einem rundbogigen Blechdach, an dessen Stirnseite fünf Blechrosen angebracht sind, vor Witterungseinflüssen geschützt. Ein schmiedeeisernes Gitter umgibt das Flurdenkmal, dessen Errichtungsgrund nicht überliefert ist.:16–17 | D-4-76-145-310 Wikidata | Wegkreuz                     |
| Auf dem Weinberg (Standort)                                                                      | Wegkapelle                                         | Dreiseitig geschlossener Satteldachbau mit Schieferdeckung und Dachreiter, neugotisch; mit Ausstattung Diese neugotische Kapelle wurde im Jahr 1905 erbaut und am 15. Juli 1906 geweiht. Sie sollte auf dem damals baumlosen Berghang einen Blickpunkt für die Fronleichnamsprozession bieten. Die kleine Glocke im Glockenturm befand sich mehrere Jahre als Leihgabe im südlich der Kreisstadt Kronach gelegenen Thonberg, bevor die dortige Filialkirche St. Josef ein eigenes Geläut erhielt.:42–43 | D-4-76-145-311 Wikidata | Wegkapelle                   |
| Am Kammberg, 1 bis 1,5 km westlich des Ortes ()                                                  | Grenzsteine                                        | Bezeichnet „1566“, „1583“, „1604“, „1778“ | D-4-76-145-312 Wikidata |                              |

### Fröschbrunn
| Lage                     | Objekt    | Beschreibung | Akten-Nr.               | Bild      |
| ------------------------ | --------- | --- | ----------------------- | --------- |
| Fröschbrunn 2 (Standort) | Bildstock | Sandsteinplatte mit Segmentbogenabschluss, um 1710 Die beiden Schmalseiten des breiten Schaftes dieses Flurdenkmals sind gefeldert. An der Vorderseite befindet sich, von einem Kranz umgeben, die unvollständige Inschrift „Johan … rm … er Zeugmacher 171…“, die Rückseite ist leer. Der wuchtige Aufsatz ist mit Blattfries gefasst und wird von einem eingezogenen Rundbogen geschlossen. Das Relief an der Vorderseite zeigt eine Darstellung der Krönung Mariens. An den beiden Schmalseiten sind der heilige Antonius von Padua und die Heilige Familie zu sehen, die Rückseite ist leer. Der Bildstock soll der Überlieferung nach an einen Reiter erinnern, der bei einem Sturz zu Tode kam.:60 | D-4-76-145-262 Wikidata | Bildstock |

### Gehülz
| Lage                                                                             | Objekt                                 | Beschreibung | Akten-Nr.               | Bild               |
| -------------------------------------------------------------------------------- | -------------------------------------- | --- | ----------------------- | ------------------ |
| Breitenloh 57 (Standort)                                                         | Bauernhaus                             | Eingeschossiger, traufständiger Satteldachbau, verputzt, westliche Giebelseite verschiefert, 1836 | D-4-76-145-267 Wikidata | Bauernhaus         |
| Vor Breitenloh 104, Volksschule (Standort)                                       | Bildstockaufsatz                       | Sandstein, mit drei sichtbaren Reliefseiten, 18. Jahrhundert; eingelassen in modernen Pfeiler Dieser Bildstockaufsatz, dessen rückseitige Hälfte fehlt, war in die Gartenmauer des inzwischen abgegangenen Baudenkmals Breitenloh 78 integriert, bevor er 1974 renoviert und mit einem modernen Pfeiler wieder zu einem vollständigen Bildstock ergänzt wurde. Im Jahr 1985 wurde das Flurdenkmal an seinen heutigen Standort im Hof der Schule versetzt. Der Aufsatz schließt mit einem sehr flachen Bogen ab, die einzelnen Felder sind durch Eckvorlagen, die an der Basis in Voluten enden, voneinander getrennt. Das Relief an der Stirnseite zeigt den heiligen Johannes Nepomuk mit Kruzifix und Märtyrerpalme, an den Schmalseiten sind ein Vesperbild und ein Mann mit einem Kind auf dem Arm, wahrscheinlich der Heilige Antonius von Padua, dargestellt.:9                                        | D-4-76-145-269 Wikidata | weitere Bilder     |
| Breitenloh 118 (Standort)                                                        | Katholische Pfarrkirche St. Bonifatius | Saalbau mit östlichem Seitenschiff, eingezogenem Chor und Sakristeianbau, Turm an Westseite mit Spitzhelm, 1933 von Georg Holzbauer; mit Ausstattung | D-4-76-145-266 Wikidata | weitere Bilder     |
| Vor Tannenstraße 31 (Standort)                                                   | Bildstock                              | Sandstein, Pfeiler und Aufsatz mit rundbogiger Bildnische, 1828 Anlass für die Errichtung dieses Bildstocks war ein Unglück bei Baumfällarbeiten, bei dem ein Kind unter einer umstürzenden Eiche begraben wurde. Aus Dankbarkeit, dass das Kind dabei keine Verletzungen davontrug, wurde zu Ehren der heiligen Dreifaltigkeit dieses Denkmal gesetzt. Der Bildstock ist aus einem einzigen Stück Sandstein gearbeitet und besitzt eine eher ungewöhnliche Form. Der Pfeilerschaft trägt an der Stirnseite am Fuß ein gerahmtes Feld, das als Relief die Initialen „JS“ und die Jahreszahl „1828“ enthält. Über dem Feld befindet sich eine Rosette und daran anschließend ein Rosenstock, der sich bis zum rechteckigen Aufsatz emporrankt. Die rundbogige Bildnische an der Stirnseite des Aufsatzes enthält eine Darstellung der Trinität. Alle anderen Seiten des Bildstocks sind glatt und leer.:87–88 | D-4-76-145-393 Wikidata | Bildstock          |
| Bei Zollbrunn 68a (Standort)                                                     | Zollbrunnen                            | Tonnengewölbte Brunnenstube, Sandstein, 1588 | D-4-76-145-406 Wikidata | Zollbrunnen        |
| Garnrocken; Holzabführweg durch das Schwarzholz; von Zollbrunn nach Burgstall () | Sieben Grenzsteine                     | 1749 | D-4-76-146-76 Wikidata  | Sieben Grenzsteine |

### Glosberg
| Lage                                                                | Objekt                                                | Beschreibung | Akten-Nr.               | Bild                     |
| ------------------------------------------------------------------- | ----------------------------------------------------- | --- | ----------------------- | ------------------------ |
| Bei Glosberg 1, am Friedhofparkplatz (Standort)                     | Bildstock                                             | Sandstein, Säule und Aufsatz mit Bogengiebel und eisernem Doppelkreuz, 1733 | D-4-76-145-325 Wikidata | weitere Bilder           |
| Glosberg 14 (Standort)                                              | Katholisches Pfarrhaus, ehemaliges Franziskanerhospiz | Zweigeschossiger, gegliederter Sandsteinquaderbau mit Walmdach, 1745 von Johann Jakob Michael Küchel | D-4-76-145-314 Wikidata | weitere Bilder           |
| Glosberg 16 (Standort)                                              | Katholische Pfarrkirche Mariä Geburt                  | Walmdachbau mit Sandsteingliederung und eingezogenem Chor 1728, dreigeschossiger Turm mit welscher Haube 1734/1735 nach Plänen von Balthasar Neumann; mit Ausstattung | D-4-76-145-315 Wikidata | weitere Bilder           |
| Glosberg 16 (Standort)                                              | Friedhofsmauer                                        | Mit Pfeilergliederung und figurengeschmücktem Portal, 1755 | D-4-76-145-313 Wikidata | Friedhofsmauer           |
| Glosberg 17 (Standort)                                              | Ehemaliges Wohnstallhaus                              | Eingeschossiger, giebelständiger Satteldachbau mit Zwerchhaus, Wohnteil Blockbau mit Wetterdächern, 18. Jahrhundert, modern verkleidet | D-4-76-145-316 Wikidata | Ehemaliges Wohnstallhaus |
| Glosberg 19 (Standort)                                              | Ehemaliges Wohnstallhaus                              | Eingeschossiger, giebelständiger Blockbau mit Satteldach, verschiefert, 18. Jahrhundert | D-4-76-145-317 Wikidata | Ehemaliges Wohnstallhaus |
| Glosberg 20 (Standort)                                              | Wohnstallhaus                                         | Zweigeschossiger Walmdachbau, Erdgeschoss Sandstein, Obergeschoss verschieferter Blockbau, 17./18. Jahrhundert | D-4-76-145-318 Wikidata | Wohnstallhaus            |
| Glosberg 22 (Standort)                                              | Wohnstallhaus                                         | Zweigeschossiger, giebelständiger Satteldachbau mit verschiefertem Obergeschoss, wohl noch 18. Jahrhundert | D-4-76-145-319 Wikidata | Wohnstallhaus            |
| Glosberg 27 (Standort)                                              | Wohnstallhaus                                         | Eingeschossiger, giebelständiger Blockbau mit Satteldach und Zwerchhaus, verschiefert, 18. Jahrhundert | D-4-76-145-320 Wikidata | Wohnstallhaus            |
| Glosberg 29 (Standort)                                              | Ehemaliges Wohnstallhaus                              | Zweigeschossiger, giebelständiger Satteldachbau mit verschiefertem Obergeschoss, Erdgeschoss massiv mit Sandsteingliederung, erste Hälfte 19. Jahrhundert | D-4-76-145-321 Wikidata | Ehemaliges Wohnstallhaus |
| Am südöstlichen Ortsausgang (Standort)                              | Bildstock                                             | Gewundene Sandsteinsäule, 1779 Der konkav-konvexe Sockel ist an der Südseite mit der Inschrift „AD 1779“ bezeichnet. Auf dem Sockel erhebt sich der gewundene, mit Trauben und Weinranken verzierte Säulenschaft, dessen Oberteil samt ionischem Kapitell bei einem Sturz im Jahr 1962 zerstört wurde. Der von eingezogenen Rundbogen geschlossene Aufsatz zeigt an seinen vier Seiten Reliefs der Glosberger Muttergottes, der Krönung Mariens, des Evangelisten Johannes und des heiligen Nikolaus. Die einstige Bekrönung des Aufsatzes mit Steinkugel und eisernem Kleeblattkreuz wurde bei dem Sturz ebenfalls zerstört.:30–31 | D-4-76-145-324 Wikidata | weitere Bilder           |
| An der Straße nach Reitsch (Standort)                               | Fünfwundenkreuz                                       | Holz, 19. Jahrhundert Die geschnitzten Wundtafeln dieses Flurdenkmals gehörten ursprünglich zu einem wohl 1859 errichteten Kreuz, das direkt am westlichen Ortsrand von Glosberg stand und um 1960 durch Witterungseinflüsse zerstört wurde. Das von Strahlen umgebene Herz Jesu wurde im Oktober 2020 von Unbekannten von dem zuletzt 2013 renovierten Fünfwundenkreuz abgebrochen und entwendet.:26 Im April 2021 wurde das Flurkreuz mit einem neu angefertigten Herzen restauriert. | D-4-76-145-326 Wikidata | weitere Bilder           |
| Am steilen Fußweg zur Marienkapelle auf dem Rauschenberg (Standort) | Sieben Kreuzwegstationen                              | Kunststein mit Terrakottareliefs, 1891 | D-4-76-145-327 Wikidata | weitere Bilder           |
| Etwa 700 m östlich des Ortes auf dem Rauschenberg (Standort)        | Waldkapelle St. Maria                                 | Sandsteinquaderbau mit Säulenvorhalle und Satteldach, 1848 Im Jahr 1844 soll einem Hirtenjungen auf dem Rauschenberg die Muttergottes erschienen sein, der zu Ehren eine Kapelle errichtet werden sollte. Der Bau wurde jedoch erst 1848 ausgeführt, nachdem in den Jahren 1845 bis 1847 die Ernte der Bauern durch Hagelschlag fast vollständig vernichtet worden war, was man mit den Verzögerungen bei der Errichtung der Kapelle in Verbindung brachte. Das Bauwerk wurde aus Sandsteinquadern gemauert und besitzt ein weit nach vorne gezogenes Satteldach, das von zwei Säulen gestützt wird. Über dem Eingang hängt am holzverkleideten Giebelfeld ein Bild, das die von einem Strahlenkranz und Engeln umgebene Maria mit dem Jesuskind auf Wolken stehend zeigt.:52–53 | D-4-76-145-328 Wikidata | weitere Bilder           |

### Gundelsdorf
| Lage                                   | Objekt                                   | Beschreibung | Akten-Nr.                         | Bild                     |
| -------------------------------------- | ---------------------------------------- | --- | --------------------------------- | ------------------------ |
| Bei Am Steg 5 (Standort)               | Wegkapelle                               | Sandsteinquaderbau mit Zeltdach, bezeichnet „1739“; mit Ausstattung Diese Kapelle, die im Jahr 1739 von Johann Georg Parnickel gestiftet wurde, befand sich ursprünglich außerhalb des Ortes an der Bundesstraße 85, wo bei einem Fuhrunglück ein Mensch gestorben sein soll. Sie wurde aufgrund des Ausbaus der Bundesstraße, bei dem deren Verlauf verändert wurde, an ihren heutigen Standort versetzt.:56–57 | D-4-76-145-332 Wikidata           | Wegkapelle               |
| Haiger Straße (Standort)               | Bildstock                                | Sandstein, gewundene Säule und Aufsatz mit Bogendach und Kugel, 1724 Die Stirnseite des geschwungenen Sockels trägt die Inschrift „Sei gelobt in ewigkeit die Heiligste dreifaltigkeit. Wie auch die INNg frau rein soll alle zeit gebrisen sein H G P N 1724“, die drei anderen Seiten zeigen Dekor. Der Säulenschaft ist gewunden und mit Weinranken und Trauben verziert. Er endet mit einem korinthischen Kapitell, das mit ausgeprägten Akanthusblättern und Voluten einen Übergang zum Aufsatz bildet. Dieser wird von geflügelten Engelsköpfen getragen und von einem eingezogenen Rundbogen geschlossen. Als Bekrönung dient eine mit Palmetten verzierte Steinkugel. Das Relief an der Stirnseite zeigt den heiligen Georg, das an der Rückseite die Krönung Mariens. An den beiden Schmalseiten sind der heilige Franziskus und der Abschied Christi von Maria dargestellt. Zum Errichtungsgrund des Flurdenkmals sind zwei verschiedene Erzählungen überliefert. Zum einen soll ein Räuber die benachbarte Mühle ausspioniert und die Müllerin ausgeraubt und erschlagen haben, als diese alleine zuhause war. Zum anderen soll ein Kind des Müllers in das Mühlrad geraten und dabei zu Tode gekommen sein.:37 | D-4-76-145-329 Wikidata           | Bildstock                |
| Thüringer Straße 21 (Standort)         | Kindergarten, ehemalige Fabrikantenvilla | Ehemalige Fabrikantenvilla des Kaufmanns Julius Obermeier; um 1905 Zweigeschossiger Satteldachbau mit kurzem Seitenflügel und rückwärtiger Glasveranda, reduzierter Historismus | D-4-76-145-426 Wikidata           | weitere Bilder           |
| Thüringer Straße 21 (Standort)         | Kindergarten, Nebengebäude               | Eingeschossiger, dreiflügeliger Satteldachbau mit Sandsteineckquadern und Fachwerkgiebeln, dreigeschossiger Eckturm mit Fachwerkobergeschoss und Spitzhelm | D-4-76-145-426 zugehörig Wikidata | weitere Bilder           |
| Südwestlich des Ortes (Standort)       | Kriegergedächtniskapelle                 | Satteldachbau mit Dachreiter und Vorhalle, um 1925; mit Ausstattung Der gegen Westen gerichtete, verputzte Satteldachbau trägt einen Dachreiter, der mit einer vergoldeten Kugel und einem ebenfalls vergoldeten Kreuz bekrönt ist. Im Giebelfeld an der Ostseite weisen ein Tatzenkreuz und die Jahreszahlen der beiden Weltkriege auf den Grund für die Errichtung der Kapelle hin. Das rundbogige Eingangsportal wird durch eine Vorhalle vor Wind und Wetter geschützt. Zwei ebenfalls rundbogige Bleiglasfenster erhellen den Innenraum, die Glasmalereien auf den Fenstern zeigen die Heiligen Georg und Michael. Die Ausstattung der Kapelle umfasst einen marmorierten Altar, auf dem eine von Glorien umrahmte, gefasste Pietà steht. Flankiert wird die Plastik von steinernen Gedenktafeln mit den Namen der gefallenen Soldaten.:58–59 | D-4-76-145-331 Wikidata           | Kriegergedächtniskapelle |
| An der Straße nach Glosberg (Standort) | Wegkreuz                                 | Holz, wohl 19. Jahrhundert Der Anlass für die Errichtung dieses Flurdenkmals ist nicht überliefert. Der Holzkorpus am Kreuz wird von einem rundbogigen Blechdach vor Witterungseinflüssen geschützt. Dessen Stirnseite ist mit Halbkreisen verziert, auf dem Scheitelpunkt befindet sich ein Blechkreuz. Die geschlossene Rückseite des Daches endet mit Zacken. Über dem Korpus befindet sich eine fahnenförmige Inschrifttafel mit den Buchstaben „INRI“.:27–28 | D-4-76-145-333 Wikidata           | weitere Bilder           |
| An der Straße nach Glosberg (Standort) | Bildstock                                | Sandstein, Pfeiler und vierseitiger Aufsatz mit Bogengiebeln, Steinkugel und eisernem Doppelkreuz, 1767 | D-4-76-145-334 Wikidata           | weitere Bilder           |

### Höfles
| Lage                                 | Objekt                  | Beschreibung | Akten-Nr.                         | Bild             |
| ------------------------------------ | ----------------------- | --- | --------------------------------- | ---------------- |
| Altdorfweg 3, im Kirchhof (Standort) | Bildstockaufsatz        | Sandstein, 18. Jahrhundert Dieser Bildstockaufsatz wurde 1955 im Garten des ehemaligen Höfleser Bürgermeisters August Schubert wiedergefunden. Der zugehörige Bildstock stand einst vermutlich auf dem sogenannten „Marteracker“, einem Grundstück östlich von Höfles. Der Aufsatz zeigt von Akanthus umrahmt zwei stark verwitterte Reliefs: die Krönung Mariens und Christus am Ölberg.:46–47 Im Jahr 1996 wurde der Aufsatz mit einem neu angefertigten Sockel, der mit der Jahreszahl der Renovierung bezeichnet ist, und einer einfachen Säule wieder zu einem vollständigen Bildstock ergänzt. | D-4-76-145-341 Wikidata           | Bildstockaufsatz |
| Altdorfweg 3, im Kirchhof (Standort) | Bildstockaufsatz        | Sandstein, 17. Jahrhundert Dieser Bildstockaufsatz wurde ebenfalls 1955 im Garten des ehemaligen Höfleser Bürgermeisters August Schubert wiedergefunden. Vermutlich stand der zugehörige Bildstock ursprünglich gleichfalls auf dem sogenannten „Marteracker“ östlich von Höfles. Der flach gehaltene Aufsatz zeigt unter eingezogenen Rundbogen an den Hauptseiten eine Kreuzigungsgruppe und ein Vesperbild mit einer Darstellung Marias als Mutter der Sieben Schmerzen. An den beiden Schmalseiten befinden sich als Reliefs die heilige Anna selbdritt und die Darstellung eines Bischofs.:47 Im Jahr 1996 wurde der Aufsatz mit einem neu angefertigten Sockel und einer einfachen Säule, die mit der Jahreszahl der Renovierung bezeichnet ist, wieder zu einem vollständigen Bildstock ergänzt. | D-4-76-145-342 Wikidata           | Bildstockaufsatz |
| Höfles 17 (Standort)                 | Schulhaus               | Zweigeschossiger Walmdachbau, turmartiger Vorbau mit Portal, barockisierend, 1928 | D-4-76-145-340 Wikidata           | weitere Bilder   |
| Höfles 36 (Standort)                 | Bauernhof               | Wohnhaus, zweigeschossiger Satteldachbau mit Sandsteingliederung, 1613, Obergeschoss 1789, modern verputzt Hoftorpfeiler, 18. Jahrhundert | D-4-76-145-336 Wikidata           | weitere Bilder   |
| Höfles 36 (Standort)                 | Bauernhof, Nebengebäude | Satteldachbau mit Sandsteinobergeschoss, 1820 | D-4-76-145-336 zugehörig Wikidata | BW               |
| Bei Höfles 38 (Standort)             | Bildstock               | Sandstein, Pfeiler und Reliefplatte mit aufgebogenem Dach, 1672 Dieser Bildstock, der früher direkt an der Rodach stand, gehörte einst wahrscheinlich zu einer Reihe von Flurdenkmälern, die den Wallfahrtsweg von Kronach nach Marienweiher schmückten. Der Pfeilerschaft ist gefast, sein Oberteil lädt über die Seiten aus. Die Schmalseiten sind gerahmt und zeigen kleine Diamanten. Der Aufsatz wird von einem geschwungenen Gesims geschlossen, die beiden Schmalseiten sind dekoriert. Das Relief an der Vorderseite zeigt die Kreuzigung Christi, im Bogen der Rückseite ist die Jahreszahl „1672“ zu lesen. Die einstige Bekrönung mit einer Steinkugel und einem Ankerkreuz fehlt.:47–48 | D-4-76-145-335 Wikidata           | weitere Bilder   |
| Höfleser Mühle 1 (Standort)          | Wohnhaus                | Zweigeschossiger Sandsteinquaderbau mit Walmdach, bezeichnet „1811“ | D-4-76-145-339 Wikidata           | Wohnhaus         |
| Höfleser Mühle 3 (Standort)          | Wohnstallhaus           | Eingeschossiger, giebelständiger Sandsteinquaderbau, Mansarddach auf der Giebelseite mit Halbwalm, Giebel verschiefert, frühes 19. Jahrhundert Hoftorpfeiler | D-4-76-145-338 Wikidata           | Wohnstallhaus    |
| Höfleser Mühle 4 (Standort)          | Wohnhaus                | Erdgeschoss Sandsteinquader, Obergeschoss verputzt, Walmdach, Seitenflügel mit Satteldach, 1785 | D-4-76-145-337 Wikidata           | Wohnhaus         |

### Horlachen
| Lage                    | Objekt        | Beschreibung | Akten-Nr.      | Bild |
| ----------------------- | ------------- | --- | -------------- | ---- |
| Horlachen 16 (Standort) | Wohnstallhaus | Wohn-Wirtschaftsgebäude, eingeschossiger, verputzter Massivbau über gewinkeltem Grundriss, mit Satteldach, genuteten Ecklisenen und betonten Rahmen, bezeichnet „1856“, 1906 eingeschossiger Stall-Querbau mit Kniestock ergänzt und Inneres erneuert | D-4-76-145-581 | BW   |

### Kathragrub
| Lage                       | Objekt                   | Beschreibung | Akten-Nr.                         | Bild                     |
| -------------------------- | ------------------------ | --- | --------------------------------- | ------------------------ |
| Kathragrub 3 (Standort)    | Bauernhof                | Wohnstallhaus, zweigeschossiger Walmdachbau mit Fensterbankgesims und Eckquaderung, Sandstein und Ziegel, Mitte 19. Jahrhundert | D-4-76-145-343 Wikidata           | Bauernhof                |
| Kathragrub 3 (Standort)    | Bauernhof, Kellergebäude | Sandsteinquader, 1790 | D-4-76-145-343 zugehörig Wikidata | Bauernhof, Kellergebäude |
| Nähe Kathragrub (Standort) | Marienkapelle            | Satteldachbau, neugotisch, 19. Jahrhundert; mit Ausstattung Die Kapelle mit spitzbogiger Eingangstür und bunten Glasfenstern wurde zu Beginn des 20. Jahrhunderts errichtet. An der Frontseite des Innenraumes befindet sich eine Lourdesgrotte, davor eine Kniebank. Zur weiteren Ausstattung gehören vier Heiligenbilder, darunter ein vorgedrucktes Stickbild aus dem Jahr 1892. Es zeigt zentral ein vermutlich aus Stearin gegossenes Flachrelief der Heiligen Familie, das von verschiedenen Schriftzügen umgeben ist.:70–71 | D-4-76-145-344 Wikidata           | Marienkapelle            |

### Knellendorf
| Lage                                                            | Objekt                   | Beschreibung | Akten-Nr.                         | Bild                   |
| --------------------------------------------------------------- | ------------------------ | --- | --------------------------------- | ---------------------- |
| Bei Gundelsdorfer Straße 1, an der Bundesstraße 85 (Standort)   | Bildstock                | Sandstein, zweistufiger Pfeiler und Aufsatz mit Rundbogendach und Eisenkreuz, 1877 | D-4-76-145-348 Wikidata           | Bildstock              |
| Knellendorf 11 (Standort)                                       | Ehemaliges Wohnstallhaus | Eingeschossiger Satteldachbau, 18. Jahrhundert, Giebelseite mit bemalter Verschieferung, 19. Jahrhundert, Zwerchhäuser wohl jünger | D-4-76-145-345 Wikidata           | BW                     |
| Knellendorf 12 (Standort)                                       | Wohnstallhaus            | Eingeschossiger Sandsteinquaderbau mit Halbwalmdach und Zwerchhaus, Giebel verschiefert, 1857 | D-4-76-145-346 Wikidata           | Wohnstallhaus          |
| Stockanger 17 (Standort)                                        | Wohnstallhaus            | Zweigeschossiger Mansardhalbwalmdachbau, Erdgeschoss Sandsteinquader, Obergeschoss und Giebel mit Fachwerk, 1788 | D-4-76-145-347 Wikidata           | Wohnstallhaus          |
| An der Bundesstraße 85, unweit der Stressener Brücke (Standort) | Wegkreuz                 | Anfang 20. Jahrhundert | D-4-76-145-349 Wikidata           | Wegkreuz               |
| Erlwiesen, am Fußweg nach Birkach (Standort)                    | Gedenkstein              | Sandsteinobelisk, 1870 Dieser vier Meter hohe Sandsteinobelisk wurde zum Gedenken an den königlich-bayerischen Bezirksamtmann Johann Martin errichtet, der am 29. September 1870 während eines dienstlichen Ritts von Kronach nach Glosberg einen Schlaganfall erlitt und an den Folgen verstarb. Der Unglücksort und der ursprüngliche Standort des Obelisken liegen rund 400 m östlich von Knellendorf in der Nähe des sogenannten Franziskanerwegs; das Denkmal wurde im Zuge einer Flurbereinigung im Jahr 1977 an den heutigen Standort versetzt. Der Sockel des Obelisken ist quadratisch und endet mit einem gesimsten Profil. An seiner Südseite befindet sich die Inschrift „Wanderer! Seine Seele sey Deinem Gebete empfohlen.“ Der obere, sich verjüngende Teil wird von Eckvorlagen, die durch flache Giebel verbunden sind, eingeleitet. Seine Südseite trägt die Inschrift „An dieser Stelle verschied eines plötzlichen Todes am 29. Septbr. 1870 Abends 7 Uhr der k. Bezirksamtmann von Kronach Joh. Martin aus Neunkirchen a/Br.“. Auf der pyramidenförmig abgeschrägten Spitze bildet eine Palmette den Abschluss des Obelisken.:35 | D-4-76-145-350 Wikidata           | Gedenkstein            |
| An der Straße nach Kathragrub (Standort)                        | Bildstock                | Sandstein, verjüngte Säule und Aufsatz mit aufgebogenem Dach, 1768 | D-4-76-145-351 Wikidata           | Bildstock              |
| An der Straße nach Kathragrub (Standort)                        | Zwei Grenzsteine         | Zwei Grenzsteine unbekannter Provenienz | D-4-76-145-351 zugehörig Wikidata | Zwei Grenzsteine       |
| An der Straße nach Kathragrub (Standort)                        | Bildstock                | Sandstein, verjüngter Pfeiler und Aufsatz mit aufgebogenem Dach, 1767 Der Sockel dieses Flurdenkmals ist an der Stirnseite mit einem Fruchtgehänge verziert, die drei anderen Seiten sind diamantiert. Der an drei Seiten gefelderte Pfeilerschaft und der Aufsatz wurden aus einem Stück Sandstein angefertigt. Der Schaft ist im unteren Drittel der Stirnseite mit den Initialen „I.G.W.“ und der Jahreszahl „1767“ bezeichnet. Der Aufsatz wird von einem geschwungenen Gesims geschlossen, unter dem sich ein Relief der Glosberger Muttergottes befindet. Seine beiden Schmalseiten sind gefeldert, die Rückseiten von Aufsatz und Schaft sind leer.:49 | D-4-76-145-352 Wikidata           | Bildstock              |
| Am Franziskanerweg zwischen Kronach und Glosberg (Standort)     | Vier Kreuzwegstationen   | Erste Kreuzwegstation; Aufsätze mit Sandsteinreliefs und Rundbögen, zweites Viertel 18. Jahrhundert | D-4-76-145-353 Wikidata           | Vier Kreuzwegstationen |
| Am Franziskanerweg zwischen Kronach und Glosberg (Standort)     | Vier Kreuzwegstationen   | Zweite Kreuzwegstation; Aufsätze mit Sandsteinreliefs und Rundbögen, zweites Viertel 18. Jahrhundert | D-4-76-145-353 zugehörig Wikidata | Vier Kreuzwegstationen |
| Am Franziskanerweg zwischen Kronach und Glosberg (Standort)     | Vier Kreuzwegstationen   | Dritte Kreuzwegstation; Aufsätze mit Sandsteinreliefs und Rundbögen, zweites Viertel 18. Jahrhundert | D-4-76-145-353 zugehörig Wikidata | Vier Kreuzwegstationen |
| Am Franziskanerweg zwischen Kronach und Glosberg (Standort)     | Vier Kreuzwegstationen   | Vierte Kreuzwegstation; Aufsätze mit Sandsteinreliefs und Rundbögen, zweites Viertel 18. Jahrhundert | D-4-76-145-353 zugehörig Wikidata | Vier Kreuzwegstationen |

### Letzenhof
| Lage                                                                          | Objekt    | Beschreibung | Akten-Nr.               | Bild           |
| ----------------------------------------------------------------------------- | --------- | --- | ----------------------- | -------------- |
| 350 m östlich des Hofes an der Einmündung in die Kreisstraße KC 25 (Standort) | Bildstock | Sandstein, glatte Säule und vierseitiger Aufsatz mit Flachreliefs und Bogengiebeln, 1871 Dieses Flurdenkmal steht auf einem oktogonalen Sockel mit ungleichen Feldern, aus dem über eine Abschrägung der konisch zulaufende Säulenschaft entsteht. Der Schaft, der zusammen mit dem Sockel aus einem Stück gearbeitet wurde, endet nach etwa zwei Dritteln der Gesamthöhe. Darauf aufgesetzt ist das Oberteil der Säule, das zusammen mit dem Aufsatz ebenfalls aus einem Stück gefertigt wurde. Durch angedeutete Voluten entsteht an der Nahtstelle zwischen Säulenschaft und Aufsatz eine leichte Kehlung. Zwischen den Schnecken sind an der Ostseite die Buchstaben „X H V“ und darunter „I W K“ zu erkennen, an der Westseite befinden sich ein Hauszeichen, die Buchstaben „B H“ und die Jahreszahl „1871“. Der Aufsatz wird von eingezogenen Rundbogen geschlossen. Das Relief an seiner Ostseite zeigt den heiligen Georg, an der Westseite ist eine Darstellung der Glosberger Muttergottes zu sehen, die beiden anderen Seiten sind leer. Der Überlieferung nach soll am Standort des Bildstocks des Öfteren ein kopfloser Reiter aus dem Wald herausgeritten sein.:63–64                                                             | D-4-76-145-354 Wikidata | weitere Bilder |
| 150 m westlich des Hofes (Standort)                                           | Bildstock | Sandsteinpfeiler, 1742 Der Sockel dieses Flurdenkmals, das an der Nordseite von einer Eisenstange gestützt wird, ist konkav-konvex geformt und trägt an seiner Südseite die Inschrift „Hannß Geiger Anno 1742“. Auf dem Sockel steht ein unterteilter Pfeilerschaft mit ionischem Kapitell. Die kleinen Felder des Pfeilers sind mit Rosetten verziert, die großen zeigen reliefiertes Rankenwerk. Das große Feld an der Südseite trägt zusätzlich die beiden Inschriften „Michael Förtsch 1828“ und darunter „Barbara Förtsch 1894“. Der Aufsatz des Bildstocks wird von eingezogenen Rundbögen geschlossen. Die Bögen und die Basis des Aufsatzes sind mit Friesen verziert. Die Reliefs an den vier Seiten zeigen gegen Westen die Glosberger Muttergottes, an der Südseite die heilige Barbara, in Richtung Osten die Trinität und gegen Norden die heilige Kunigunde. Die Bekrönung, vermutlich ein Steinkreuz, ist abgegangen. Der Erzählung nach soll der am Sockel genannte Hannß Geiger sich nachts verlaufen und die Glosberger Muttergottes um Hilfe angefleht haben. Kurze Zeit später hörte er die Kirchenglocken von Glosberg, die ihm den Weg wiesen. Aus Dankbarkeit für seine Rettung ließ er diesen Bildstock errichten.:64–65 | D-4-76-145-355 Wikidata | Bildstock      |

### Mostrach
| Lage                                     | Objekt            | Beschreibung | Akten-Nr.               | Bild           |
| ---------------------------------------- | ----------------- | --- | ----------------------- | -------------- |
| An der Straße zur Hammermühle (Standort) | Bildstockfragment | Sandstein, 17./18. Jahrhundert Bei dem Fragment handelt es sich um den stark verwitterten quadratischen Sockel eines Bildstocks, der in einer vertieften, abgeschrägten Lagerplatte steht. Drei seiner Seiten waren einst vermutlich mit reliefierten Blattgebinden verziert, die vierte zeigt ein nicht mehr identifizierbares Wappen. Anlass für die Errichtung des Bildstocks soll ein Reiter gewesen sein, der am Standort des Flurdenkmals vom Pferd stürzte und an den dabei erlittenen Verletzungen starb. Das Wappen deutet darauf hin, dass es sich bei dem Mann um einen Adeligen handelte.:66 | D-4-76-145-356 Wikidata | weitere Bilder |
| 200 m nördlich der Anwesen ()            | Bildstockaufsatz  | Sandstein, 18. Jahrhundert Der von Rundbogen geschlossene Bildstockaufsatz zeigt als verwitterte Reliefs die Krönung Mariens, ein Vesperbild, eine Kreuzigungsgruppe und den kreuztragenden Christus. Der genaue Standort des Bildstocks ist nicht bekannt. Der Überlieferung nach erinnerte er an einen Wilderer, der auf der Flucht von einem Jagdaufseher erschossen worden sein soll.:66 | D-4-76-145-357 Wikidata |                |

### Neuses
| Lage                                             | Objekt                                      | Beschreibung | Akten-Nr.                | Bild                                        |
| ------------------------------------------------ | ------------------------------------------- | --- | ------------------------ | ------------------------------------------- |
| Alte Poststraße 4 (Standort)                     | Sandsteinquaderbau                          | Mit Mansarddach, Anfang 19. Jahrhundert | D-4-76-145-358 Wikidata  | Sandsteinquaderbau                          |
| Bei Alte Poststraße 16 (Standort)                | Bildstock                                   | Sandsteinpfeiler, zweite Hälfte 18. Jahrhundert Der Sockel dieses Bildstocks ist konkav-konvex geformt. Von ihm erheben sich die Fragmente des einst mit Bandelwerk dekorierten Pfeilerschaftes. Die Basis des Aufsatzes trägt Verzierungen. Die vier Felder unter den ebenfalls verzierten eingezogenen Rundbogen zeigen, von Eckvorlagen getrennt, die folgenden Reliefs: An der Ostseite den heiligen Andreas, an der Südseite die Glosberger Muttergottes, gegen Westen den Evangelisten Johannes, und gegen Norden die Krönung Mariens. Als Bekrönung trägt der Bildstock ein eisernes Doppelbalkenkreuz.:74 | D-4-76-145-360 Wikidata  | Bildstock                                   |
| Bei Am Damm 10, vor dem Schulhof (Standort)      | Bildstock, sogenannte Fischlachenmarter     | Sandsteinsäule, 1663 Der wuchtige Sockel dieses Flurdenkmals ist an den vier Seiten diamantiert. Auf dem Sockel erhebt sich ein glatter Säulenschaft mit toskanisierendem Kapitell, der mit „A S“ bezeichnet ist. Die Basis des schmalen Aufsatzes ist mit Voluten verziert. Die Stirnseite zeigt ein reliefiertes Kleeblattkreuz, die Rückseite ist leer. In die beiden Schmalseiten sind Zeichen eingearbeitet: Die linke Seite zeigt fünf auf die Spitzen gestellte Quadrate und die Bezeichnung „H D M“, die rechte Seite zeigt ein Zeichen und darunter die Buchstaben „H P“ und die Jahreszahl „1663“. Auf seinem geschwungenen Abschluss soll der Aufsatz als Bekrönung einst ein Kreuz aus echtem Gold getragen haben, das kurz nach der Errichtung gestohlen wurde. Ein später angebrachtes Kupferkreuz wurde ebenfalls entwendet. Der Überlieferung nach sollten unter dem Flurdenkmal vier Schweden begraben sein, die von Neusesern erschlagen wurden. Als der Bildstock im Jahr 1973 versetzt wurde, wurden darunter jedoch keine Gebeine gefunden.:75 | D-4-76-145-361 Wikidata  | Bildstock, sogenannte Fischlachenmarter     |
| Bei Flößerplatz 3 (Standort)                     | Fragmente eines Bildstocks                  | 17. Jahrhundert Diese Fragmente, die möglicherweise ursprünglich vom Aufsatz eines Bildstocks stammen, zeigen in Reliefform auf einer größeren, abgeschrägten Tafel eine Kreuzigungsgruppe und auf zwei kleineren, rundbogig abschließenden Tafeln männliche Heilige; die Rückseiten sind leer. Der Erzählung nach soll an diesem Ort der schwedische Obrist Claus Hastver begraben sein, der im Dreißigjährigen Krieg im Mai 1632 den ersten großen Angriff auf die Stadt Kronach anführte. Die Aufzeichnungen dieser Zeit enthalten jedoch keine Berichte darüber, dass Hastver bei den Kämpfen gefallen sei. Wahrscheinlicher ist, dass es sich um einen anderen, unbekannten hohen schwedischen Offizier handelt, da Truppen des Bernhard von Sachsen-Weimar während der dritten Belagerung der Stadt im März 1634 in Neuses ihr Lager aufgeschlagen hatten und mehrere der Offiziere beim Angriff auf die Stadt getötet wurden.:72–73 | D-4-76-145-362 Wikidata  | Fragmente eines Bildstocks                  |
| Bei Flößerplatz 8 (Standort)                     | Heiligenfigur                               | Sandstein, Muttergottes, 1764 Der von Bewuchs verdeckte quadratische Sockel dieser Sandsteinfigur ist an den Seiten gefeldert und endet mit einem Gesims. Seine Stirnseite trägt die Inschrift „Zu Ehr Gottes und Maria“ und darunter die Jahreszahl „1764“; die weitere Inschrift ist verwittert. Die 140 cm hohe Marienstatue steht auf Gewölk. Zu ihren Füßen befindet sich ein auf dem Rücken liegender Halbmond mit geöffnetem Auge, wulstiger Nase und ausgeprägter Mundpartie. Die Muttergottes trägt einen blauen Umhang, der von einer rautenförmigen Schließe über der Brust zusammengehalten wird. Ihre rechte Hand umschließt ein Zepter, auf dem linken Arm ruht das Jesuskind, das mit seiner linken Hand die Weltkugel umfasst. Die Muttergottes trägt ihr Haar, das auf dem Rücken eine Länge von 50 cm erreicht, als Zeichen ihrer Jungfräulichkeit offen.:64–65 | D-4-76-145-363 Wikidata  | Heiligenfigur                               |
| Flößerplatz 16 (Standort)                        | Wohnstallbau                                | Mit abgewalmtem Mansarddach, Anfang 19. Jahrhundert | D-4-76-145-364 Wikidata  | Wohnstallbau                                |
| Flößerplatz 20 (Standort)                        | Gasthaus Schmidt                            | Walmdachbau, im Kern 18. Jahrhundert | D-4-76-145-365 Wikidata  | Gasthaus Schmidt                            |
| Hummendorfer Straße 5 (Standort)                 | Walmdachbau                                 | 1826 | D-4-76-145-378 Wikidata  | Walmdachbau                                 |
| Bei Hummendorfer Straße 9 (Standort)             | Bildstock                                   | Sandstein, 1719 Der Schaft dieses Bildstocks ist an drei Seiten gefeldert. Seine Stirnseite trägt die Inschrift „Zur Ehre Gottes Renoviert durch Georg/Marie Hummel 1895“, die Rückseite ist mit der Jahreszahl „1719“ bezeichnet. Der Aufsatz wird von Voluten flankiert und ist mit Akanthusranken geschmückt. Das Relief unter dem eingezogenen Rundbogen zeigt die Krönung Mariens, die Rückseite ist leer. Als Bekrönung dient ein Doppelbalkenkreuz aus Eisen. Der Überlieferung nach soll sich am Standort des Flurdenkmals ein Unglück ereignet haben, bei dem ein Bauer unter einem umstürzenden, mit Heu beladenen Fuhrwerk begraben wurde. Der Mann konnte sich jedoch nahezu unverletzt befreien und seine Familie ließ aus Dankbarkeit diesen Bildstock errichten.:73–74 | D-4-76-145-359 Wikidata  | Bildstock                                   |
| Kirchplatz 14 (Standort)                         | Katholische Pfarrkirche St. Sebastian       | 1932 nach Plänen von Georg Holzbauer; mit Ausstattung | D-4-76-145-368 Wikidata  | weitere Bilder                              |
| Kirchplatz, an der Kirche (Standort)             | Kruzifix                                    | Sandstein, 1762 Dieses Kreuz stand ursprünglich auf dem Anwesen mit der alten Hausnummer 63, bevor es an seinen heutigen Standort an der Nordostseite der Kirche versetzt wurde. Es ruht auf einem konkav-konvexen Sockel, in den die Inschrift „J.Z.M 1762“ eingemeißelt ist. Am Kreuzfuß befindet sich eine 95 cm hohe Muttergottesstatue. Der Korpus misst 130 cm; er ist mit einem gegürteten Lendentuch bekleidet und neigt sein Haupt leicht zur rechten Seite. Am Kreuzkopf befindet sich eine Schriftrolle mit den Buchstaben „INRI“.:62–63 | D-4-76-145-369 Wikidata  | Kruzifix                                    |
| Kirchplatz, bei der Kirche (Standort)            | Wegkapelle                                  | Sandsteinquaderbau, 18. Jahrhundert Diese aus Sandsteinquadern gemauerte Kapelle mit geschwungenem Blechdach wurde aus Dankbarkeit für die überstandene Pest errichtet. Im Innenraum ist in die Rückwand eine Sandsteinplatte eingelassen, die als Relief den Erzengel Michael mit erhobenem Schwert als Seelenwäger zeigt. In den Altarstein unterhalb des Reliefs ist die Inschrift „Gott und seinen Lieben Heiligen zu Ehren hat / Sebastian Müller Popp zu Neußig diese Figur / lassen machen 1710“ eingemeißelt. Nach dem Willen der Erbauer sollte die Kapelle vom damaligen Bamberger Fürstbischof Lothar Franz von Schönborn eingeweiht werden. Dieser erschien mit größerem Gefolge in Neuses, reiste jedoch unverrichteter Dinge wieder ab, als er die mit einer Grundfläche von 1,8 × 1,5 m vergleichsweise kleine Kapelle sah.:100–101 | D-4-76-145-370 Wikidata  | weitere Bilder                              |
| Kirchplatz, bei der Kirche (Standort)            | Bildstock                                   | Sandsteinpfeiler, 18. Jahrhundert Auf dem konkav-konvexen Sockel erhebt sich ein vierseitiger, unterteilter Pfeilerschaft, der mit Blattdekor verziert ist und Ende der 1940er Jahre erneuert wurde. Auf dem Schaft ruht der mit eingezogenen Rundbogen schließende Aufsatz, dessen Basis und Bogen ebenfalls verziert sind. Die Reliefs an den vier Seiten zeigen gegen Osten einen Heiligen mit einer gegürteten Kutte (Antonius von Padua oder Franziskus), gegen Süden die Krönung Mariens, gegen Westen den heiligen Josef mit dem Jesuskind und gegen Norden die Glosberger Muttergottes. Bekrönt wird der Bildstock von einer Steinkugel.:71 | D-4-76-145-371 Wikidata  | Bildstock                                   |
| Kirchplatz, bei der Kirche (Standort)            | Bildstock                                   | Sandsteinpfeiler, 1735 Ursprünglich ruhte dieses Flurdenkmal wohl auf einem konkav-konvexen Sockel, der jedoch zusammen mit dem unteren Teil des Pfeilerschaftes abgegangen ist. Als Ersatz dient ein hoher, rechteckiger Sockel mit stark überkragendem Gesims. Das Feld an der Ostseite trägt die Bezeichnung „C G 1735“, die restlichen Seiten sind glatt. Der obere Teil des Pfeilerschaftes ist mit Bandelwerk verziert, die Nordseite ist mit der Jahreszahl „1983“ beschriftet. Der Aufsatz schließt mit eingezogenen Rundbogen, Basis und Bogen sind verziert. Die Reliefs in den vier Feldern zeigen an der Ostseite den Heiligen Johannes Nepomuk, an der Nordseite die Glosberger Muttergottes, an der Westseite die Krönung Mariens und an der Südseite die heilige Margaretha. Als Bekrönung dient eine Steinkugel.:70–71 | D-4-76-145-372 Wikidata  | Bildstock                                   |
| Kirchplatz, Westseite der Kirche (Standort)      | Bildstock                                   | Sandsteinpfeiler, 1724 Der quadratische Sockel dieses Bildstocks ist an der Westseite gefeldert und endet mit einem überstehenden Profilgesims. Der Pfeilerschaft ist glatt und zweifach unterteilt. Auf einem schlichten Kapitell ruht der von einem eingezogenen Stichbogen geschlossene Aufsatz, dessen Stirnseite ein Vesperbild zeigt. Unterhalb des Reliefs befindet sich die Inschrift „P S 1724“. Die Nordseite zeigt in einer tiefen rundbogigen Bildnische ein Relief des Heiligen Antonius von Padua, an der Südseite ist die heilige Barbara dargestellt. Die gesamte Rückseite des Bildstocks ist leer.:70 | D-4-76-145-373 Wikidata  | Bildstock                                   |
| Kirchplatz 18 (Standort)                         | Ehemaliges Gemeindehaus                     | Satteldachbau mit Dachreiter, 18./19. Jahrhundert Sandsteinsockel, 18. Jahrhundert | D-4-76-145-374 Wikidata  | weitere Bilder                              |
| Kronacher Straße 7 (Standort)                    | Kreuz                                       | 18. Jahrhundert | D-4-76-145-375 Wikidata  | BW                                          |
| Kronacher Straße 8 (Standort)                    | Giebelhaus                                  | Eingeschossig, Sandsteinquader, mit verschiefertem Giebel, spätes 18. Jahrhundert | D-4-76-145-376 Wikidata  | Giebelhaus                                  |
| Bei Kronacher Straße 8 (Standort)                | Bildstock                                   | Sockel und Aufsatz, 1604 Dieser schmal gehaltene Aufsatz gehörte ursprünglich zum zweitältesten datierten Bildstock im Landkreis Kronach. Das Relief an seiner nach Westen weisenden Stirnseite zeigt eine Kreuzigungsgruppe und darunter die Darstellung eines geflügelten Engelskopfes. An den beiden Schmalseiten sind gegen Süden ein Schmerzensmann und gegen Norden ein männlicher Heiliger dargestellt. Die Rückseite zeigt als Relief Christus am Ölberg, umgeben von drei Aposteln. Darunter ist an der Basis zwischen den Bestandteilen der Jahreszahl 1604 das alte Kronacher Stadtwappen mit Turm und drei Rosen erkennbar. Der Aufsatz wird von einem gekehlten Blechdach geschützt und von einer Kugel und einem Kleeblattkreuz bekrönt. Der Erzählung nach soll der Bildstock einst bei der Bergmühle gestanden haben, an deren ehemaligem Standort sich heute das Mineralölwerk Voitländer in der Bamberger Straße befindet, und der Aufsatz von Neusesern entwendet worden sein.:71–72 | D-4-76-145-377 Wikidata  | Bildstock                                   |
| Rodachstraße 1/3 (Standort)                      | Doppelhaus                                  | Mit abgewalmtem Mansarddach, 1838 | D-4-76-145-379 Wikidata  | Doppelhaus                                  |
| Rodachstraße 3, im Garten (Standort)             | Sandsteinfigur Schmerzhafte Muttergottes    | 1724 Die aufrecht stehende Marienstatue ist mit einem gegürteten Gewand und einem an der rechten Schulter befestigten Umhang bekleidet. Ihre Hände sind auf der Brust flach übereinander gelegt, das Haupt umgibt ein Heiligenschein. Die Figur steht auf einem seitlich gefelderten Sockel mit stark überkragendem Gesims an Basis und Abschluss. Seine Stirnseite trägt die Inschrift „ZVEHREHN / TERSCHME / RTZHAFTEN / MVTTER / GOTTES / I. G. W. / TEN 30. MAI 1724“ und darunter „ren. 1959“, die Rückseite ist glatt.:64 | D-4-76-145-379 zugehörig | Sandsteinfigur Schmerzhafte Muttergottes    |
| Weinbergstraße (Standort)                        | Friedhofskreuz                              | 1767 Bei diesem Kreuz aus Sandstein handelte es sich ursprünglich um ein Flurdenkmal, das in einem Grundstück in der Nähe der Rodach stand. An seinem Standort im Friedhof wurde das Kreuz auf einer neu geschaffenen, über drei Stufen erreichbaren Plattform aufgestellt. Der Sockel des Kreuzes ist konkav-konvex geformt und trägt als Inschriften den Namen des Stifters „Sebastian Gässlein“, die Jahreszahl „1767“ und das Hauszeichen der Familie. Am Kreuzfuß kniet Maria Magdalena und blickt zum Gekreuzigten empor. Dieser ist mit einem stark wallenden Lendentuch bekleidet, das auf der rechten Seite geöffnet ist und den Blick auf einen doppelt liegenden Strick freigibt. Am Kreuzkopf befindet sich eine Schriftrolle mit den Buchstaben „INRI“.:65–66 | D-4-76-145-380 Wikidata  | Friedhofskreuz                              |
| An der Straße nach Hummendorf (Standort)         | Bildstock                                   | Sandsteinpfeiler, zweite Hälfte 15. Jahrhundert Von einer großen Grundplatte aus erhebt sich ein oktogonaler Schaft, der in der Mitte abgeschrägt ist und sich danach verjüngt fortsetzt. Der Aufsatz ist schmal und rechteckig; die beiden Hauptseiten zeigen als Reliefs an der Ostseite eine Kreuzigungsgruppe und an der Westseite den kreuztragenden Christus. An den Schmalseiten sind gegen Süden die heilige Katharina und gegen Norden die Gestalt eines Bischofs dargestellt. Der Überlieferung zufolge sollen am Standort des Bildstocks 30 Schweden begraben worden sein.:74–75 | D-4-76-145-382 Wikidata  | Bildstock                                   |
| Am Zollwehr vor der Kleingartenanlage (Standort) | Bildstock, sogenannte Dreifaltigkeitsmarter | Sandstein, gedrungener Pfeiler und Rundbogenaufsatz mit Steinkugel und Eisenkreuz, bezeichnet „1815“ Der geschwungene Sockel dieses Flurdenkmals trägt ein quadratisches Zwischenstück, von dem aus sich ein gebauchter und an drei Seiten gefelderter Pfeilerschaft erhebt. Seine Stirnseite ist mit „J G J“ (= Johann Gäßlein Junior), der Jahreszahl „1815“ und einem Haus- und Floßzeichen bezeichnet. Die leicht zu den Seiten ausladende Basis und der eingezogene Rundbogen des Aufsatzes sind mit Fries verziert. Das Feld an der Stirnseite zeigt als Relief die Krönung Mariens, an den beiden Schmalseiten befinden sich leere rundbogige Bildnischen. Die gesamte Rückseite des Bildstocks ist leer.:75–76 Als Bekrönung dienen eine Steinkugel und ein Kreuz aus Metall. Zum Errichtungsgrund existieren zwei Überlieferungen. Der ersten Erzählung nach soll der in der Inschrift genannte Johann Gäßlein am Standort des Flurdenkmals überfallen worden sein. Als er laut die Heilige Dreifaltigkeit um Hilfe anrief, sollen die Angreifer geflohen sein. Die zweite Erzählung berichtet von einem Kind, das beim Viehhüten ein Feuer entzündete und verbrannt sein soll.:75–76 | D-4-76-145-383 Wikidata  | Bildstock, sogenannte Dreifaltigkeitsmarter |

### Neusesermühle
| Lage                        | Objekt         | Beschreibung                                                        | Akten-Nr.               | Bild           |
| --------------------------- | -------------- | ------------------------------------------------------------------- | ----------------------- | -------------- |
| Neuseser Mühle 1 (Standort) | Neuseser Mühle | Zweigeschossiger Sandsteinquaderbau mit Walmdach, bezeichnet „1838“ | D-4-76-145-427 Wikidata | Neuseser Mühle |

### Poppenhof
| Lage           | Objekt         | Beschreibung                                                           | Akten-Nr.               | Bild |
| -------------- | -------------- | ---------------------------------------------------------------------- | ----------------------- | ---- |
| Poppenhof 1 () | Jagdgrenzstein | Mit Wappen des Hochstifts Bamberg und der Freiherren von Redwitz, 1604 | D-4-76-145-384 Wikidata |      |

### Rennesberg
| Lage                                  | Objekt    | Beschreibung | Akten-Nr.               | Bild           |
| ------------------------------------- | --------- | --- | ----------------------- | -------------- |
| Am Fußweg nach Friesen (Standort)     | Bildstock | Sandsteinrelief mit Rundbogen, erste Hälfte 18. Jahrhundert                                                       | D-4-76-145-386 Wikidata | weitere Bilder |
| Bei der Rennesberger Linde (Standort) | Bildstock | Sandstein, reliefierter Pfeiler und vierseitiger Aufsatz mit Rundbögen, Steinkugel und eisernem Doppelkreuz, 1780 | D-4-76-145-387 Wikidata | weitere Bilder |

### Rosenberg
| Lage                 | Objekt            | Beschreibung | Akten-Nr.              | Bild           |
| -------------------- | ----------------- | --- | ---------------------- | -------------- |
| Festung 1 (Standort) | Festung Rosenberg | Kernburg, Vierflügelanlage mit Bergfried, Kern um 1260, dreigeschossige Flügelbauten, 14./15. Jahrhundert, Um- und ergänzende Bauten des 16. Jahrhunderts durch Caspar Vischer, Jörg Wieber und Erasmus Braun Zweiter Bering mit Torbau, Brunnenbau, Wohnbau und Ecktürmen, 15. Jahrhundert, Um- und ergänzende Bauten des 16. bis 18. Jahrhunderts Mittlerer Bering mit Pulverturm, Luntenturm, Salzturm, Dicker Turm, Schieferturm, 1475–1487, Umbauten des 16./17./18. Jahrhunderts Neues Zeughaus, 1588–1591 Bastionen und Vorwerke, Anlagen in Bossenquadern, 17. Jahrhundert, Erneuerungen und Ergänzungen des 18. und 19. Jahrhunderts | D-4-76-145-83 Wikidata | weitere Bilder |
| Festung 1 ()         | Sommerhalle       | eingeschossiger, werksteinsichtiger Sandsteinquaderbau mit Zwerchhausrisalit, hofseitig offene Holzarkade mit Laubsägearbeiten, 1896, Satteldach später südseitig abgewalmt | D-4-76-145-585         |                |

### Rotschreuth
| Lage                     | Objekt   | Beschreibung  | Akten-Nr.               | Bild |
| ------------------------ | -------- | ------------- | ----------------------- | ---- |
| Rotschreuth 5 (Standort) | Wegkreuz | Holz, um 1900 | D-4-76-145-428 Wikidata | BW   |

### Ruppen
| Lage                                                               | Objekt                         | Beschreibung | Akten-Nr.               | Bild                           |
| ------------------------------------------------------------------ | ------------------------------ | --- | ----------------------- | ------------------------------ |
| Ruppen 9 (Standort)                                                | Gasthaus zum Goldenen Hirschen | Zweigeschossiger, traufständiger Walmdachbau mit übergiebeltem Mittelrisalit und Sandsteingliederung, verputzt, um 1830 | D-4-76-145-388 Wikidata | Gasthaus zum Goldenen Hirschen |
| Bei Ruppen 9, an der Bundesstraße 173/303 (Standort)               | Flurkreuz                      | Gusseisen, auf Sandsteinsockel, 19. Jahrhundert Der Sandsteinsockel dieses Flurkreuzes ist seitlich konkav geformt und wird von einem Rundbogen abgeschlossen, die Basis zeigt angedeutetes Bruchsteinmauerwerk. Unter dem Rundbogen befindet sich an der Stirnseite als Relief ein Stern mit acht Zacken, in dem gerahmten Feld darunter sind der Text „Renov.“ und die beiden Jahreszahlen „1925“ und „1984“ eingemeißelt. Die Flächen des gusseisernen Kreuzaufsatzes sind mit reliefiertem Rankenwerk verziert. Am Fuß des Kreuzes kniet die Figur der Maria Magdalena, unterhalb des Korpus Christi befindet sich über einem Engelskopf eine rechteckige Schrifttafel. In der Vierung des Kreuzes ist eine Inschrifttafel mit den Buchstaben „INRI“ angebracht, die von einem Strahlenkranz und einem Ring aus aneinander gereihten Blumenblüten umgeben ist. Das Flurkreuz wurde am Standort eines abgegangenen Bildstocks errichtet, der große Ähnlichkeit mit dem Bildstock vor dem Anwesen Ruppenweg 9 gehabt haben soll. Es steht neben einem ehemaligen Bahnübergang der weitgehend stillgelegten und zurückgebauten Bahnstrecke Kronach–Nordhalben. Die am Sockel erwähnte Renovierung im Jahr 1925 erfolgte zum Gedenken an den Lenker eines Fuhrwerks, der beim Überqueren der Bahngleise von einem Zug erfasst und getötet wurde.:79–80 | D-4-76-145-390 Wikidata | Flurkreuz                      |
| Bei Ruppenweg 9 (Standort)                                         | Bildstock                      | Sandstein, Säule und zweiseitiger Aufsatz mit Kreuzigungsrelief und Giebelabschluss, 17. Jahrhundert, renoviert 1979 Dieser Bildstock ist eines von einst wohl acht Flurdenkmälern, die sich an dem ursprünglich unbefestigten Fuhrweg von Kronach nach Ruppen befanden. Sie waren Teil einer größeren Reihe von Bildstöcken, die den Wallfahrtsweg nach Marienweiher schmückten. Der quadratische Sockel ist an der Stirnseite mit Beschlagwerk verziert und an den beiden Seiten diamantiert; die Rückseite ist leer. Auf dem Sockel ruht der bei einer Renovierung im Jahr 1979 neu angefertigte Säulenschaft, der den schmalen Aufsatz mit leicht geschwungenem Abschluss trägt. Dessen Vorderseite zeigt als Relief die Kreuzigungsgruppe, die rechte Schmalseite die Leidenswerkzeuge Christi (Arma Christi) und die linke den heiligen Petrus. Über dessen Darstellung befindet sich die Inschrift „S. PEDERVS“. Die Rückseite des Aufsatzes ist leer.:85 | D-4-76-145-391 Wikidata | weitere Bilder                 |
| An dem von Kronach auf den Kreuzberg führenden Kreuzweg (Standort) | Kreuzweg, Stationen 10 bis 12  | Sandstein, 1739, mit Überarbeitungen von Johann Georg Grebner, 1871 | D-4-76-145-392 Wikidata | weitere Bilder                 |

### Seelach
| Lage                                            | Objekt                                | Beschreibung | Akten-Nr.               | Bild                                  |
| ----------------------------------------------- | ------------------------------------- | --- | ----------------------- | ------------------------------------- |
| Bei Seelach 45, Feuerwehrhaus (Standort)        | Bildstock                             | Sandstein, verjüngter Pfeiler und Aufsatz mit Runddach und Steinkugel, 18. Jahrhundert Dieses Flurdenkmal ist bereits stark verwittert und beschädigt. Es ruht auf einem konkav-konvexen Sockel, auf dem ein Pfeilerschaft den von einem eingezogenen Rundbogen geschlossenen Aufsatz trägt. Der Abschluss des Aufsatzes ist mit Fries geschmückt, als Bekrönung dient eine Steinkugel. Die Reliefs an den beiden Schmalseiten zeigen Kleeblattkreuze, an den Hauptseiten sind die Krönung Mariens und die heilige Barbara abgebildet; letztere wird bisweilen auch als Darstellung des Evangelisten Johannes identifiziert. Der Überlieferung nach soll am Standort des Bildstocks ein Bauer, der sich nach dem Verkauf von Vieh in Kronach auf dem Heimweg befand, ausgeraubt und erschlagen worden sein.:86–87 Das Flurdenkmal wurde in den Jahren 2002/2003 renoviert. | D-4-76-145-394 Wikidata | Bildstock                             |
| Bei Seelach 52 (Standort)                       | Backhaus                              | Sandsteinquaderbau mit Satteldach, bezeichnet „1826“ | D-4-76-145-429 Wikidata | Backhaus                              |
| Bei Seelach 67, zwischen zwei Bäumen (Standort) | Wegkapelle, sogenannte Ellmerskapelle | Sandsteinquaderbau mit Satteldach, neugotisch, bezeichnet „1874“ Im Zuge eines Gerichtsprozesses gelobte der Hofbesitzer Jakob Ellmer den Bau dieser Kapelle, wenn das Gericht in seinem Sinne entscheiden sollte.:138–139 | D-4-76-145-431 Wikidata | Wegkapelle, sogenannte Ellmerskapelle |

### Vogtendorf
| Lage                        | Objekt        | Beschreibung | Akten-Nr.               | Bild           |
| --------------------------- | ------------- | --- | ----------------------- | -------------- |
| Vogtendorf 3 (Standort)     | Mühle         | Eingeschossiger Sandsteinquaderbau mit Satteldach und Zwerchhaus, 1831                                                                                 | D-4-76-145-401 Wikidata | BW             |
| Vogtendorf 3a (Standort)    | Gemeindehaus  | Zweigeschossiger Bau mit Fachwerkobergeschoss und Abwalmung, 1763, verschieferter Dachreiter von 1770                                                  | D-4-76-145-402 Wikidata | weitere Bilder |
| Vogtendorf 8 (Standort)     | Wohnstallhaus | Zweigeschossiger Walmdachbau mit verschiefertem Obergeschoss, bezeichnet „1784“                                                                        | D-4-76-145-400 Wikidata | weitere Bilder |
| Vogtendorf 9 (Standort)     | Wohnstallhaus | Zweigeschossiger, giebelständiger Satteldachbau mit verkleidetem Fachwerkobergeschoss, 1723                                                            | D-4-76-145-397 Wikidata | BW             |
| Zum Stübental 1a (Standort) | Wohnstallhaus | Zweigeschossiger Sandsteinquaderbau mit Walmdach, Erdgeschoss 18. Jahrhundert, verputztes Obergeschoss mit Ecklisenen, zweites Viertel 19. Jahrhundert | D-4-76-145-398 Wikidata | weitere Bilder |
| Zum Stübental 2 (Standort)  | Wohnstallhaus | Eingeschossiger Sandsteinquaderbau mit Mansardhalbwalmdach, 1826, Dach des Stallteils verändert                                                        | D-4-76-145-399 Wikidata | weitere Bilder |

### Ziegelerden
| Lage                                                          | Objekt     | Beschreibung | Akten-Nr.               | Bild           |
| ------------------------------------------------------------- | ---------- | --- | ----------------------- | -------------- |
| Vor Ziegelerden 46, katholische Kirche St. Michael (Standort) | Bildstock  | Sandstein, gefaster Pfeiler und vierseitiger Aufsatz mit flachen Dreiecksgiebeln, 19. Jahrhundert Dieser Bildstock besteht aus einem gefasten Pfeiler und einem vierseitigen Aufsatz mit flachen Dreiecksgiebeln. In der rundbogigen Bildnische an der Stirnseite des Aufsatzes ist ein Relief mit einer Darstellung des Erzengels Michael angebracht, die drei anderen Felder sind leer. Das Flurdenkmal stand ursprünglich vor dem Gebäude Ziegelerden 28 und trug in der Bildnische eine Darstellung der Krönung Mariens; es wurde jedoch vor 1974 dort abgebaut und zeitweise eingelagert, bevor es um 1980 an seinem heutigen Standort aufgestellt wurde.:122–123                                                                                                  | D-4-76-145-405 Wikidata | Bildstock      |
| Ziegelerden 64 (Standort)                                     | Bauernhaus | Eingeschossiger, giebelständiger Halbwalmdachbau, verputzt, 1829 | D-4-76-145-403 Wikidata | weitere Bilder |
| Bei Ziegelerden 64 (Standort)                                 | Bildstock  | Sandstein, zweistufiger, gebauchter Pfeiler und Aufsatz mit Bogendach, Steinkugel und doppeltem Eisenkreuz, 1829 Der Sockel dieses Bildstocks ist konkav-konvex profiliert und trägt an der Stirnseite eine verwitterte Inschrift und die Jahreszahl 1829. Auf dem Sockel steht ein zweistufiger, balusterförmiger Schaft, der den Aufsatz mit Bogendach, Steinkugel und Doppelbalkenkreuz trägt. Die Stirnseite des Aufsatzes zeigt eine Darstellung der Trinität, an den beiden Schmalseiten sind Reliefs des heiligen Heinrich und des Kreuzes mit Maria Magdalena darunter zu sehen. Anlass für die Errichtung dieses Flurdenkmals war ein Unfall, bei dem sich der Stifter beide Beine brach. Er gelobte bei seiner Genesung einen Bildstock setzen zu lassen.:122 | D-4-76-145-404 Wikidata | weitere Bilder |

## Ehemalige Baudenkmäler
In diesem Abschnitt sind Objekte aufgeführt, die früher einmal in der Denkmalliste eingetragen waren, jetzt aber nicht mehr. Objekte, die in anderem Zusammenhang – also z. B. als Teil eines Baudenkmals – weiter eingetragen sind, sollen hier nicht aufgeführt werden. Aktennummern in diesem Abschnitt sind ehemalige, jetzt nicht mehr gültige Aktennummern.

### Kronach
| Lage                                                                   | Objekt                             | Beschreibung | Akten-Nr.               | Bild                              |
| ---------------------------------------------------------------------- | ---------------------------------- | --- | ----------------------- | --------------------------------- |
| Adolf-Kolping-Straße 10 (Standort)                                     | Walmdachbau                        | Verputzt, 18. Jahrhundert |                         | Walmdachbau                       |
| Adolf-Kolping-Straße 15 (Standort)                                     | Traufseitbau                       | Eingeschossig, erste Hälfte 19. Jahrhundert |                         | weitere Bilder                    |
| Alte Bamberger Straße 1 (Standort)                                     | Fachwerkgiebelhaus                 | Eingeschossig, wohl 18. Jahrhundert |                         | Fachwerkgiebelhaus                |
| Amtsgerichtsstraße 8 (Standort)                                        | Ehemaliges Gasthaus zum Freischütz | Walmdachbau mit Fachwerkobergeschoss, 1814 | D-4-76-145-31           | weitere Bilder                    |
| Amtsgerichtsstraße 10 (Standort)                                       | Wohn- und Geschäftshaus            | Zweigeschossiger, giebelständiger Halbwalmdachbau mit zwei Freitreppen, verputzt, wohl 1814 | D-4-76-145-33 Wikidata  | weitere Bilder                    |
| Amtsgerichtsstraße 14 (Standort)                                       | Wohn- und Geschäftshaus            | Dreigeschossiger Mansardwalmdachbau mit zwei Fachwerkobergeschossen und Freitreppe, 1792 Das Gebäude wurde 2019 zusammen mit dem Nachbargebäude Amtsgerichtsstraße 16 saniert und mit diesem zu einer Baugruppe zusammengefasst. Diese Gebäudegruppe wird unter der Aktennummer D-4-76-145-37 geführt. | D-4-76-145-35 Wikidata  | weitere Bilder                    |
| Bienenstraße 1 (Standort)                                              | Eckhaus                            | Mit Walmdach, Anfang 19. Jahrhundert | D-4-76-145-75           | Eckhaus                           |
| Festung 1, Auffahrt zum Geschützhof (Standort)                         | Aufsatz eines Sandsteinbildstocks  | 15./16. Jahrhundert Dieser Bildstockaufsatz befindet sich im inneren Wallgraben der Festung Rosenberg, wo er neben einem Durchgang zum mittleren Wallgraben in die im 15. Jahrhundert entstandene sogenannte Hennebergsche Futtermauer integriert wurde. Die sichtbare Seite zeigt eine Darstellung der Kreuzigungsgruppe. Das Relief ist bereits stark verwittert, eine früher wohl vorhandene Inschrift „1838“ ist nicht mehr erkennbar.:53–54                                                                  |                         | Aufsatz eines Sandsteinbildstocks |
| Friesener Straße 22 (Standort)                                         | Türumrahmung                       | Sandstein, Sturz mit Blütenmotiv, bezeichnet „1809“ | D-4-76-145-97 Wikidata  | Türumrahmung                      |
| Friesener Straße 43, an der Westseite der Frankenwaldklinik (Standort) | Aufsatz eines Bildstocks           | Sandstein, 17./18. Jahrhundert Der Bildstockaufsatz befand sich ursprünglich an der alten Straße von Hirschfeld nach Rothenkirchen, rund 400 m südlich von Hirschfeld. Seine vier Seiten zeigen Darstellungen des Heiligen Antonius von Padua und der Trinität, eine Pietà und das Jesuskind mit den Vierzehn Nothelfern. Der Aufsatz wurde vor 1974 mit einem einfach gehaltenen Sockel und Schaft wieder zu einem vollständigen Bildstock ergänzt und an der Westseite des Krankenhauses aufgestellt.:42–43, 58 | D-4-76-145-99 zugehörig | Aufsatz eines Bildstocks          |
| Hammermühle 3 (Standort)                                               | Inschrifttafel                     | Sandstein, 1585 | D-4-76-145-103 Wikidata | BW                                |
| Haßlacher Bergsteig 3 (Standort)                                       | Hausfigur                          | Johannes Nepomuk, wohl 19. Jahrhundert | D-4-76-145-104 Wikidata | BW                                |
| Johann-Nikolaus-Zitter-Straße 11 (Standort)                            | Scheitelstein                      | 1837 | D-4-76-145-114 Wikidata | BW                                |
| Krahenberg 13 (Standort)                                               | Mansarddachbau                     | Spätes 18. Jahrhundert |                         | BW                                |
| Krahenberg 19 (Standort)                                               | Hausfigur                          | Immaculata, um 1770 von Andreas Franz | D-4-76-145-142 Wikidata | BW                                |
| Kulmbacher Straße 28 (Standort)                                        | Wohnhaus                           | Eingeschossiger Mansarddachbau mit Sandsteinquadern im Erdgeschoss und polygonalem Standerker, Neubarock, bezeichnet „1922“ | D-4-76-145-147 Wikidata | BW                                |
| Marienplatz 4, am Steinmühlgäßchen (Standort)                          | Fachwerkscheune                    | Mit Mansardhalbwalmdach, Ende 18. Jahrhundert | D-4-76-145-442          | BW                                |
| Rodacher Straße 6 (Standort)                                           | Gartenhaus                         | Eingeschossig, mit geschwungenem Zeltdach, um 1800 |                         | BW                                |
| Rosenau 23 ()                                                          | Türsturz                           | Bezeichnet „1820“ | D-4-76-145-208          |                                   |
| Rosenbergstraße 3 (Standort)                                           | Hausmadonna                        | Holz, 18. Jahrhundert | D-4-76-145-209 Wikidata | Hausmadonna                       |
| Schwedenstraße 19 (Standort)                                           | Wohnhaus, ehemaliges Flößerhaus    | Zweigeschossiger, giebelständiger Satteldachbau, verputzt, im Kern 17. Jahrhundert, zweigeschossiger Seitenflügel mit Krüppelwalmdach, verschiefert | D-4-76-145-221 Wikidata | Wohnhaus, ehemaliges Flößerhaus   |
| Ziegelanger 12 (Standort)                                              | Satteldachbau                      | 1803 |                         | BW                                |
| Ziegelanger 18 (Standort)                                              | Türsturz                           | Bezeichnet „1838“ |                         | BW                                |

### Weitere Gemeindeteile
| Lage                                                 | Objekt                              | Beschreibung | Akten-Nr.               | Bild                   |
| ---------------------------------------------------- | ----------------------------------- | --- | ----------------------- | ---------------------- |
| Dobersgrund Bei Dobersgrund 18 (Standort)            | Dreifaltigkeitskapelle              | Wegkapelle, neugotischer Sandsteinquaderbau, 1904; mit Ausstattung | D-4-76-145-255 Wikidata | Dreifaltigkeitskapelle |
| Friesen Am Plan 14 (Standort)                        | Türrahmung                          | Sandstein, am Sturz bezeichnet „1828“ | D-4-76-145-288 Wikidata | BW                     |
| Friesen Am Plan 34 (Standort)                        | Wohnhaus                            | Zweigeschossiger, traufständiger Satteldachbau, Obergeschoss und Giebel verschiefert, 18. Jahrhundert | D-4-76-145-291 Wikidata | BW                     |
| Friesen Moschaweg 3 (Standort)                       | Satteldachbau                       | Mit Fachwerkobergeschoss des 18. Jahrhunderts | D-4-76-145-300          | BW                     |
| Glosberg Glosberg 41 (Standort)                      | Gasthaus zum Weißen Ross            | Walmdachbau, Erdgeschoss Sandsteinquader, Obergeschoss verschiefert, 1833 | D-4-76-145-322          | BW                     |
| Glosberg Glosberg 45 (Standort)                      | Wohnstallhaus                       | Wohnteil verschieferter Blockbau, 18. Jahrhundert | D-4-76-145-323          | BW                     |
| Gundelsdorf Mühlbachstraße 1 (Standort)              | Satteldachbau                       | Eingeschossig, Dachreiter, 1819 |                         | BW                     |
| Gundelsdorf Mühlbachstraße 3 (Standort)              | Satteldachbau                       | Eingeschossig, Sandstein, erste Hälfte 19. Jahrhundert |                         | BW                     |
| Knellendorf An der Straße nach Kathragrub (Standort) | Wegkapelle                          | Sandsteinquaderbau mit Satteldach, 18. Jahrhundert; mit Ausstattung Am Standort dieser Kapelle soll der Sohn eines wohlhabenden Bauern aus Kathragrub verstorben sein. Der junge Mann hatte sich in die Stadt Kronach begeben, um sich dort gegen die Pocken impfen zu lassen. Dabei wurde er belehrt, dass er zur Vorbeugung vor Komplikationen in Zusammenhang mit der Impfung mehrere Tage lang unter anderem auf den Genuss von Alkohol verzichten müsste. Dennoch kehrte der Mann zum Essen und Trinken in ein Wirtshaus ein, bevor er sich auf den Rückweg machte. Am Errichtungsort der Kapelle sollen ihn dann seine Kräfte verlassen haben.:68–69 |                         | Wegkapelle             |
| Neuses Kirchplatz 10 (Standort)                      | Walmdachbau                         | Mittleres 19. Jahrhundert | D-4-76-145-366 Wikidata | BW                     |
| Neuses Kirchplatz 11 (Standort)                      | Walmdachbau                         | 18. Jahrhundert |                         | BW                     |
| Neuses Zollwehrsteig 2/4 (Standort)                  | Hausfigur                           | Muttergottes, Mitte 18. Jahrhundert |                         | BW                     |
| Rennesberg Rennesberg 1 (Standort)                   | Wohnstallhaus                       | Eingeschossig, mit Fachwerkgiebel, 17./18. Jahrhundert | D-4-76-145-385          | BW                     |
| Ruppen Bei Haus Nr. 45 ()                            | Sockel und Aufsatz eines Bildstocks | Sandstein, 17. Jahrhundert |                         |                        |
| Vogtendorf Vogtendorf 7 (Standort)                   | Sandsteinrelief                     | Um 1600 | D-4-76-145-396 Wikidata | BW                     |

## Abgegangene Baudenkmäler
In diesem Abschnitt sind Objekte aufgeführt, die früher einmal in der Denkmalliste eingetragen waren, jetzt aber nicht mehr existieren, z. B. weil sie abgebrochen wurden. Aktennummern in diesem Abschnitt sind ehemalige, jetzt nicht mehr gültige Aktennummern.
| Lage | Objekt                    | Beschreibung | Akten-Nr.               | Bild                      |
| --- | ------------------------- | --- | ----------------------- | ------------------------- |
| Kronach Bahnhofsplatz 8 (Standort)                                                                                | Giebelbau                 | Eingeschossig, 17./18. Jahrhundert Holzrelief Marienkrönung, wohl um 1700 Das Gebäude wurde um 1990 für den Bau des Busbahnhofs abgebrochen.:119 | D-4-76-145-68           | BW                        |
| Kronach Johann-Nikolaus-Zitter-Straße 6 (Standort)                                                                | Wohnhaus                  | Eingeschossiger abgewalmter Mansarddachbau mit Sandsteinquaderfassade, erste Hälfte 19. Jahrhundert | D-4-76-145-113 Wikidata | BW                        |
| Kronach Johann-Nikolaus-Zitter-Straße 24 (Standort)                                                               | Walmdachbau               | Zweiflügelig, im Kern Fachwerkbau von 1667 und 1686 Das Gebäude wurde 1985 abgebrochen.:36 | D-4-76-145-116 Wikidata | BW                        |
| Kronach Krahenberg 17 (Standort)                                                                                  | Hausfigur                 | Immaculata, zweite Hälfte 18. Jahrhundert | D-4-76-145-140          | BW                        |
| Kronach Manggasse 19 (Standort)                                                                                   | Wohnhaus                  | Eingeschossiger, traufständiger Satteldachbau, verputzt, 1637/1660 Das Gebäude wurde 2016 abgebrochen. | D-4-76-145-170 Wikidata | weitere Bilder            |
| Kronach Mangstraße (Standort)                                                                                     | Scheunenreihe             | Eingeschossige Satteldachbauten mit Sandsteinbrandmauern, 18. Jahrhundert Die Gebäude wurden im Frühjahr 2016 abgebrochen, sind jedoch in der Denkmalliste mit Stand vom 14. Juni 2025 noch aufgeführt. | D-4-76-145-171 Wikidata | Scheunenreihe             |
| Kronach Marienplatz 5 (Standort)                                                                                  | Wohn- und Geschäftshaus   | Zweigeschossiger Mansardwalmdachbau mit Sandsteinrahmungen, 18. Jahrhundert, stark verändert Das Gebäude wurde 1980 abgebrochen und durch einen Neubau ersetzt.:41 | D-4-76-145-174          | BW                        |
| Kronach Schwedenstraße 10 (Standort)                                                                              | Satteldachhaus            | In Ecklage, verschiefertes Fachwerkobergeschoss, im Kern 17. Jahrhundert Das Gebäude wurde 1974 abgebrochen und durch einen Neubau ersetzt.:20 |                         | BW                        |
| Kronach Strauer Straße, in einem südwestlich der Straße liegenden Grundstück, neben der Christuskirche (Standort) | Bartholomäuskapelle       | Verputzter Fachwerkbau mit Satteldach, wohl zweites Viertel 19. Jahrhundert; zu beiden Seiten Sandsteinbalustrade, 18. Jahrhundert Die wohl ursprünglich als Gartenpavillon errichtete Kapelle wurde bereits im Jahr 1887 profaniert und diente danach unter anderem als Sommerhäuschen, Wachhäuschen und Geräteschuppen. Im Frühjahr 2015 wurde das Gebäude im Zuge der Errichtung des evangelischen Gemeindehauses abgebrochen,:210 ist jedoch in der Denkmalliste mit Stand vom 14. Juni 2025 noch aufgeführt. | D-4-76-145-252 Wikidata | Bartholomäuskapelle       |
| Friesen Am Plan 5 (Standort)                                                                                      | Wohnstallhaus             | Mit rückseitiger Blockwand, im Kern 18. Jahrhundert, Wohnteil 19. Jahrhundert |                         | BW                        |
| Friesen Friesen 29, 33 (Standort)                                                                                 | Ehemaliges Oberes Schloss | Satteldachbau, 17. Jahrhundert über älterem Kern Die Ruine des Gebäudes wurde 2009 abgebrochen. | D-4-76-145-298 Wikidata | Ehemaliges Oberes Schloss |
| Gehülz Breitenloh 78 (Standort)                                                                                   | Putzbau                   | Zweigeschossig, mit Walmdach, 1827 Das Gebäude wurde 2008 abgebrochen. | D-4-76-145-268          | BW                        |